# Guerra de la Independencia Argentina
La Guerra de la Independencia Argentina fue el conjunto de combates y campañas militares ocurridos en el marco de las guerras de independencia hispanoamericanas en diversos países de América del Sur, en los que participaron fuerzas militares de las Provincias Unidas del Río de la Plata, uno de los estados que sucedió al Virreinato del Río de la Plata y que antecedió a la República Argentina.
Los bandos enfrentados suelen ser identificados por los historiadores y cronistas latinoamericanos como patriotas y realistas, ya que se trató de un enfrentamiento entre quienes defendían la independencia de su patria y la creación de los nuevos estados americanos, y aquellos que defendían la integridad de estas provincias dentro de la monarquía española.
Solo una parte menor de estos enfrentamientos tuvo lugar en el territorio de la actual Argentina. La mayoría ocurrió en los territorios del antiguo Virreinato del Río de la Plata que al finalizar la guerra quedaron fuera de las Provincias Unidas, o en otras regiones de América del Sur que nunca pertenecieron a ese virreinato, tales como Chile, Perú y Ecuador. No obstante, en todos los casos se considera que los bandos enfrentados luchaban no solamente por la situación en esos territorios, sino también por la soberanía nacional sobre el territorio que había pertenecido al Virreinato del Río de la Plata. También hubo enfrentamientos en el mar, en algunos casos en aguas muy alejadas del continente americano.
Se pueden distinguir tres frentes militares principales:
- el frente oriental o del litoral, sobre los ríos de la cuenca del Plata, que incluye las campañas en el Paraguay, la Banda Oriental, la Mesopotamia argentina y los combates navales en el Río de la Plata y sus afluentes;
- el frente norte, con enfrentamientos en las provincias del Alto Perú y la Intendencia de Salta del Tucumán;
- y el frente de los Andes, que incluye la acción ofensiva sobre posiciones realistas en Chile, Perú y Ecuador.

La guerra duró 15 años y terminó con la victoria de los independentistas, que lograron consolidar la Independencia de la Argentina y colaboraron en la de otros países de América del Sur.

## Antecedentes
A lo largo del siglo XVIII, los cambios políticos llevados adelante por la Casa de Borbón que reemplazó a la Casa de Austria a partir del 16 de noviembre de 1700 en el Imperio Español transformaron las dependencias americanas, hasta entonces «reinos» relativamente autónomos, en virreinatos o capitanías enteramente dependientes de decisiones tomadas en España en beneficio de ella. Entre estas medidas se contó la fundación del Virreinato del Río de la Plata en 1777, que reunió territorios dependientes hasta entonces al Virreinato del Perú, y dio una importancia singular a su capital, la ciudad de Buenos Aires, que había tenido escasa importancia hasta ese momento.
El Virreinato del Río de la Plata, perteneciente al Imperio español, fue creado en 1776 con territorios que habían pertenecido al Virreinato del Perú, y que poco después se reorganizaron en ocho intendencias: La Paz, Cochabamba, Chuquisaca o Charcas, Potosí, Salta, Córdoba, Paraguay y Buenos Aires y cuatro gobernaciones Moxos, Chiquitos, Misiones y Montevideo. La capital del virreinato estaba en la ciudad de Buenos Aires.
Con excepción de la conquista portuguesa de las Misiones Orientales en 1801, que tuvo una respuesta militar limitada e insuficiente por parte de España, el territorio permaneció en paz interna y externa hasta 1806. Ese año y el siguiente se produjeron las llamadas Invasiones Inglesas, en las que tropas británicas ocuparon brevemente Buenos Aires, Montevideo y otras plazas de la Banda Oriental. Fueron expulsadas por la reacción de la población local, que luchó en defensa de ambas ciudades organizándose en milicias. Estas alcanzaron un total de 7253 hombres en octubre de 1806, y aunque aumentaron ligeramente antes de la Segunda Invasión Inglesa (1807), se vieron muy disminuidas cuando la amenaza británica desapareció.
El súbito contacto con los conflictos políticos europeos, la influencia ideológica de la Ilustración, y el ejemplo de la Revolución francesa y de la Declaración de Independencia de los Estados Unidos generaron una actividad política inusitada y creciente en los años que siguieron a las invasiones británicas. La falta de respuestas de parte de la metrópoli española a los pedidos de auxilio de su colonia y el exitoso rechazo de las poderosas invasiones sin ayuda externa hicieron que la población local, especialmente de Buenos Aires, adquiriera un alto grado de conciencia política. La falta de respuesta desde la metrópoli a los crecientes reclamos de autonomía económica llevó a la burguesía mercantil de Buenos Aires a formar parte de los grupos que buscaban un cambio sustancial en la relación con España, dotando a estos de poder económico.
En el contexto de esa creciente autoconciencia política y social, la noticia de la invasión francesa a España y el destronamiento del rey Fernando VII catalizaron un aumento de los conflictos internos en el Río de la Plata. Diversos experimentos políticos como el carlotismo, aunque lograron reunir adhesiones, no pudieron vencer la fidelidad de la población a España y la desconfianza y rechazo a la hegemonía portuguesa. Mientras en la metrópoli tenía lugar la guerra contra la invasión francesa, el virreinato permaneció fiel a la autoridad de la Junta Suprema Central, el cual, aglutinando a las diversas juntas de gobierno surgidas en la Península, gobernaba en España en nombre del depuesto rey Fernando, que permanecía prisionero en Francia.
Imitando la organización de la insurrección en España, se hicieron efímeros intentos de autogobierno por medio de juntas en Montevideo, Chuquisaca y La Paz. La primera duró nueve meses, extinguiéndose sin resistencia a fines de 1809, la segunda fue disuelta sin derramamiento de sangre, pero la de La Paz fue sangrientamente aplastada por una expedición enviada desde el Perú. Fuera del Río de la Plata, hubo otra junta de gobierno en Quito, que fue vencida sin lucha.
En Buenos Aires, la llamada Asonada de Álzaga, ocurrida el 1 de enero de 1809, fue derrotada militarmente ese mismo día, causando la disolución de varios cuerpos de milicianos de origen español que habían participado en la misma y fortaleciendo a las fuerzas criollas. El nuevo virrey del Río de la Plata, Baltasar Hidalgo de Cisneros, reorganizó los cuerpos urbanos de Buenos Aires, modificando su distribución.
Durante los primeros meses de 1810, varios grupos conspiraban por separado para deponer al virrey y darse alguna forma de autogobierno. A mediados del mes de mayo, la llegada de la noticia de que casi toda España había caído en manos de los ejércitos de Napoleón Bonaparte y que había sido disuelta la Junta Suprema Central que gobernaba en España durante la invasión napoleónica, catalizó las discusiones políticas y causó el estallido de la Revolución de Mayo en Buenos Aires.

## La Primera Junta y la Junta Grande

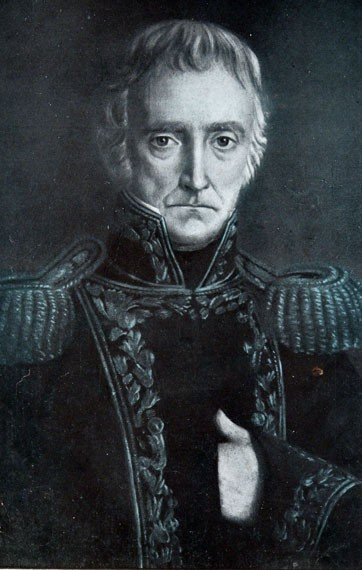
Cornelio Saavedra, presidente de la Primera Junta.

Como resultado de la revolución, el 25 de mayo de 1810 se estableció la Primera Junta de Gobierno presidida por un criollo, Cornelio Saavedra, la cual pretendió imponer su autoridad sobre todo el Virreinato del Río de la Plata como sucesora legítima del virrey.
El 27 de mayo la Junta envió una circular a las principales ciudades del virreinato en la que se informaba de los hechos, se exigía acatamiento y se solicitaba el envío a la capital de un diputado por cada ciudad y villa.
Pese a que –a poco de formada– la Junta supo que en España la autoridad había sido asumida por un Consejo de Regencia, continuó exigiendo acatamiento a su autoridad y negándosela al Consejo, ya que este había sido elegido sin consentimiento de los americanos. Tampoco la reunión de las Cortes Generales del Reino que sancionó la constitución española de 1812, en las que la representación de los territorios americanos era claramente inferior a la que su población ameritaba, modificaría la negativa de las autoridades locales a reconocer a cualquier potestad superior a ellas.
Durante todo este primer período, España estuvo casi enteramente bajo el control de las fuerzas de Napoleón Bonaparte, y la posibilidad de que la Regencia enviara ayuda militar eficaz a sus defensores en América fue desdeñada por el gobierno revolucionario.
Así como la Primera Junta pretendió extender su autoridad a todo el virreinato y difundir la revolución por toda la América española, la Junta Grande que la sucedió extendiendo la representación en el ejecutivo a los representantes del interior, en sus diferentes etapas – diferenciadas por la mayor o menor influencia de los grupos dirigidos por Cornelio Saavedra y Mariano Moreno – mantuvo esa política y la actitud militar expansiva del gobierno.
Recién a mediados de 1811, al conocerse en profundidad el alcance de la completa derrota sufrida en el Alto Perú, la Junta adoptó una actitud más prudente. Pero no sobrevivió a este cambio: en septiembre de 1811 fue reemplazada por el Primer Triunvirato, que con la excusa de centralizar el ejecutivo en pocas personas para asegurar la gobernabilidad, concentró el poder de decisión en torno a los intereses de Buenos Aires.

### Creación del Ejército Argentino
La Guerra de Independencia se inició el mismo día 25 de mayo de 1810, en que culminaba exitosamente la Revolución de Mayo: el mismo documento que exigía la formación de la Primera Junta de gobierno también reclamaba la remisión de un ejército al interior del abolido Virreinato del Río de la Plata, exigencia que fue incorporada al acta de formación de la Junta:

«(…) instalada la Junta, se ha de publicar en el término de 15 días una expedición de 500 hombres para auxiliar las provincias interiores del reino, la cual haya de marchar a la mayor brevedad …»

Dos días más tarde, en la circular dirigida a las provincias exigiendo el reconocimiento a su autoridad y pidiendo el envío de diputados a Buenos Aires, la Junta manifestaba que enviaría «una expedición de 500 hombres para lo interior con el fin de proporcionar auxilios militares para hacer observar el orden, si se teme que sin él no se harían libre y honradamente las elecciones de vocales diputados.»
En consecuencia, el día 29 de mayo ordenó una reorganización general de las fuerzas de la capital: los batallones pasaron a ser regimientos con 1116 plazas cada uno y se estableció una rigurosa leva de los vagos y desocupados de entre 18 y 40 años para cubrir las vacantes.
Los distintos ejércitos de que dispusieron los gobiernos rioplatenses se originaron en las fuerzas de milicias urbanas de Buenos Aires. Como consecuencia de las reformas de Cisneros, el ejército del virreinato en la ciudad de Buenos Aires estaba conformado en mayo de 1810 por siete batallones de infantería: los batallones N.º 1 y 2 de Patricios, Arribeños, Montañeses, Andaluces, los Granaderos de Terrada y el Batallón de Castas; el Cuerpo de Artillería Volante y los Húsares de Pueyrredón.
Existían también varios cuerpos de veteranos, que ascendían a casi 1000 hombres, incluidos el Fijo de Infantería, los Dragones y los Blandengues de la Frontera. Excepto estos últimos, cuya recluta se basaba principalmente en criollos, todos estos cuerpos veteranos serían desmantelados ese mismo año.
En total, eran 4145 hombres: 3128 de infantería, 555 de caballería y 462 de artillería. Antes de fin de año se les sumó un nuevo regimiento, el Regimiento América o de la Estrella.
A estas fuerzas habría que sumarle otras que nunca formaron parte –como tales– de las fuerzas de las Provincias Unidas, como las unidades estacionadas en Montevideo, diversos cuerpos de defensa de la frontera indígena, y los 500 hombres que habían marchado en octubre de 1809 a sofocar las revueltas de Chuquisaca y La Paz al mando de Vicente Nieto. En años posteriores, estas tropas combatirían en su mayor parte en las filas realistas.
Si bien la tropa era numerosa, no tenía otra experiencia que las Invasiones Inglesas, y desde entonces habían sido adiestrados por oficiales tan inexpertos como los soldados. Los primeros comandantes fueron oficiales de graduación inferior o civiles, puestos al frente de las tropas por razones políticas o por su carisma personal, no por su capacidad militar.

### Armamento y técnica
Las tecnologías disponibles y las tácticas utilizadas por los ejércitos serían comunes tanto para las fuerzas independentistas como para las realistas, y no cambiarían mucho a lo largo de todas las campañas. Los ejércitos de la época estaban distribuidos en tres armas: infantería, caballería y artillería. No había cuerpos de apoyo, que recién aparecerían con las campañas de San Martín, aunque sí jefes de la especialidad de ingenieros.
La infantería solía ser la más numerosa, armada de fusiles a chispa de avancarga y ánima lisa – muy lentos y complejos de cargar – y bayonetas para el combate cuerpo a cuerpo; los oficiales disponibles desde en un principio tenían experiencia en el manejo de tropas de infantería, lo que hacía su uso preferible al de las otras armas.
La caballería era poco numerosa en un principio, dado que había sido escasa en los regimientos levantados sobre la base de las milicias urbanas de Buenos Aires y a que los criollos desdeñaban la caballería. Su uso eficaz, limitado a operaciones de protección de los flancos de las formaciones de infantería, se veía limitado por la carencia de un entrenamiento adecuado en maniobra y táctica, y en razón de que los criollos preferían las carabinas y consideraban a la lanza como un arma indígena; lo cual –teniendo en cuenta las características de las armas de fuego de la época– era un claro error. Pero la recluta de milicias de caballería se extendería rápidamente entre la población rural del interior y su prestigio se incrementaría a partir de la creación del Regimiento de Granaderos a Caballo, cuerpo de caballería especializado en choques armados a gran velocidad. A partir de ese momento, la superioridad de la caballería independentista se mantuvo durante el resto de la guerra, sustentada en la habilidad de sus jinetes.
La artillería de campaña manejaba pequeños cañones portátiles de bronce o cobre, y requería una importante logística para proveerla de balas y municiones, y para transportar las piezas desarmadas. Las piezas eran ubicadas dentro de las formaciones de infantería, en uno a tres grupos. Su oficialidad era deficiente en un principio, apenas suplantada por artilleros de marina trasladados a tierra, pero posteriormente se instalaron escuelas de oficiales con gran preparación técnica.
Las fuerzas auxiliares o irregulares eran en general de caballería, armadas en general con lanzas improvisadas, boleadoras, y a veces con armas de fuego cortas. En el Alto Perú y en el Perú las fuerzas irregulares eran de indígenas de a pie, armados de macanas, garrotes y hondas.
Los desplazamientos se realizaban en general a lomo de mula, excepto en zonas montañosas, en que las mulas eran utilizadas exclusivamente para transporte de carga, mientras los soldados de infantería marchaban a pie. Las mulas habían sido el principal producto de exportación de varias zonas de las provincias desde la Quebrada de Humahuaca hacia el sur, pero la guerra se detuvo este tráfico y las mulas fueron destinadas masivamente a los ejércitos en campaña.
Las técnicas de combate eran generalmente muy simples: ataques frontales con el grueso de la infantería, apoyados por la artillería, mientras la caballería protegía los flancos o intentaba rodear a las fuerzas enemigas. Solamente las fuerzas irregulares llevaban adelante operaciones tácticamente más imprevisibles, lo que explica su notable éxito.
Durante los tres primeros años de guerra, ambos bandos combatirían bajo la bandera de España.

### La revolución en el Interior
La circular del 27 de mayo fue enviada a todas las ciudades y villas del virreinato. Las del interior de la actual República Argentina acataron a la Junta, incluidas Mendoza y Salta, cuyos gobernantes coloniales la desconocieron; el único cabildo que no lo hizo fue el de Córdoba, lo que obligaría a la Junta a hacerse obedecer por la fuerza, iniciando así la Guerra de la Independencia.
Las ciudades del Alto Perú no tuvieron oportunidad de pronunciarse antes de que sus gobiernos lo hicieran en forma negativa. El único caso de una villa en el Alto Perú que reconoció tempranamente a la Junta fue el de Tarija, que eligió también su diputado.
La primera ciudad en recibir la circular fue Montevideo, el 31 de mayo. Al día siguiente, un cabildo abierto acordó reconocer la autoridad de la Junta de Buenos Aires, aunque aplazó el envío del diputado. Horas más tarde llegó a Montevideo la noticia de que en Cádiz se había establecido el Consejo de Regencia, que gobernaría el Reino hasta la liberación del monarca cautivo Fernando VII. El Cabildo de Montevideo, presionado por las tropas desplegadas por el comandante del Apostadero José María Salazar, resolvió acatar su autoridad y desconocer a la Junta de Buenos Aires hasta tanto esta no reconociera al Consejo de Regencia.
Tras una infructuosa gestión del secretario Juan José Paso en Montevideo, la Junta declaró las hostilidades contra los realistas de Montevideo, cuyo cabildo también rompió relaciones con Buenos Aires el 15 de junio.
Montevideo resultaba una seria amenaza para Buenos Aires: aunque la relación de fuerzas militares de tierra era favorable a los revolucionarios porteños, allí se hallaban acantonados la mayoría de los veteranos del virreinato. Entre las milicias que guarnecían Montevideo se hallaban el Regimiento de Voluntarios del Río de la Plata, el Regimiento de Cazadores de Infantería Ligera y el 1° Escuadrón de Húsares, todos ellos creados en Buenos Aires. Dirigidos por Prudencio Murguiondo, se sublevaron el 12 de julio y exigieron la destitución del comandante naval de la ciudad, pero el movimiento fue desbaratado por el gobernador Joaquín de Soria.
En cambio, la relación de fuerzas navales era abismalmente favorable a Montevideo: los pocos buques de guerra surtos en Buenos Aires habían sido autorizados a retirarse a Montevideo en medio de las negociaciones con esa ciudad y la mayoría de los oficiales había adherido al Consejo de Regencia: la Junta no tenía fuerza naval alguna. El dominio del estuario permitiría a Montevideo eventualmente bloquear a la capital revolucionaria y el control de un puerto de aguas profundas aseguraría el abastecimiento de sus fuerzas y sería el destino seguro de cualquier expedición realista.
Otro caso especial fue el de Asunción, capital del Paraguay, que recibió con desagrado al enviado de la Junta, el coronel José de Espínola y Peña, que tenía mala fama en esa provincia. Dado que el gobernador había recibido la noticia de la instalación del Consejo de Regencia –y de su jura en Montevideo– el 24 de julio se reunió una asamblea provincial. que juró obediencia al Consejo de Regencia y rechazó el movimiento revolucionario porteño, aunque conservando relaciones amistosas con la Junta de Buenos Aires. Espínola y Peña regresó a Buenos Aires convencido de que existía un poderoso foco revolucionario en Asunción, y de que bastaría una expedición revolucionaria de 200 hombres para apoyarlo y unir al Paraguay con el resto del antiguo virreinato.

#### Contrarrevolución en Córdoba

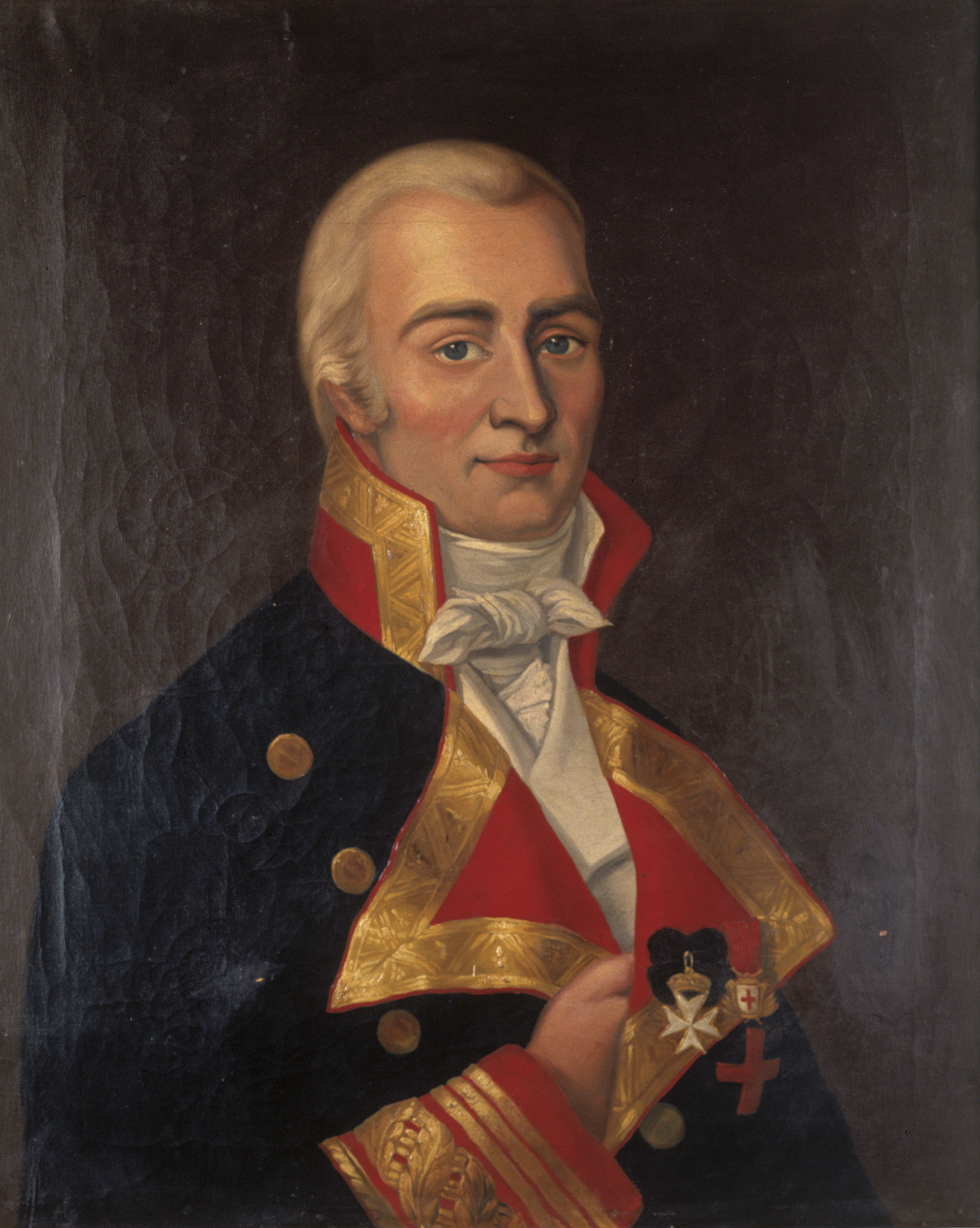
Santiago de Liniers enfrentó a la Revolución en Córdoba.

El mismo día de la instalación de la Primera Junta, el derrocado virrey Cisneros envió un mensaje secreto a su antecesor, Santiago de Liniers, que se hallaba en Córdoba, en que le encargaba la dirección de la resistencia contra la Revolución.
En varias reuniones en casa del gobernador Juan Gutiérrez de la Concha se encontraron – entre otros – el ex virrey Liniers, el obispo Rodrigo de Orellana y el deán de la catedral Gregorio Funes, que adhería a la Junta. Allí se enteraron del mensaje de Cisneros y de la circular de la Junta que exigía al gobernador y al cabildo cordobés su acatamiento a la misma.
Antes de que se tomase alguna decisión – el 14 de junio – se supo de la instalación del Consejo de Regencia. Liniers se decidió por el desconocimiento de la Junta, y junto a sus compañeros, excepto el Deán Funes, decidieron rechazar la autoridad de la Junta y prepararse para la resistencia. El 20 de junio, el Cabildo, con la presencia del gobernador juró fidelidad al Consejo de Regencia.
El mismo día 20, en Buenos Aires, el ex virrey Cisneros y los oidores de la Real Audiencia fueron arrestados y embarcados hacia las islas Canarias, por haber jurado en secreto al Consejo de Regencia y haber promovido la contrarrevolución en Córdoba.
Liniers y Gutiérrez de la Concha alistaron milicias urbanas y milicianos reclutados en la campaña por el coronel Santiago Allende. De acuerdo al Reglamento de milicias de 1801, existía en Córdoba el Regimiento de Voluntarios de Caballería de Córdoba, con un total teórico de 1200 plazas. Los preparativos llegaron a verse muy avanzados, y se reunieron 1500 hombres y 14 cañones.
A fines de julio, el gobernador de Córdoba reconoció la incorporación de esa provincia al Virreinato del Perú anunciada por su virrey José Fernando de Abascal, mientras que el cabildo cordobés se ponía bajo la jurisdicción de la Real Audiencia de Charcas.
El 13 de junio, la ciudad de Mendoza recibió la circular del 27 de mayo, casi al mismo tiempo que llegaba una comunicación de Gutiérrez de la Concha solicitando el desconocimiento de la Junta y el envío de tropas a Córdoba, bajo cuya dependencia se hallaba Mendoza. Un cabildo abierto reconoció la autoridad de la Junta y eligió un diputado para enviar a Buenos Aires, y simultáneamente decidió reemplazar al Subdelegado de Real Hacienda y comandante de armas, Faustino Ansay; este aceptó los hechos y entregó una parte de las armas en su poder el día 28, pero esa misma noche dirigió un levantamiento, tomando el cuartel y reuniendo más de 200 soldados. Tres días más tarde, falto de apoyo, depuso su actitud y reconoció a la Junta. Días después, Gutiérrez de la Concha volvió a reclamar armas y tropas, pero se le contestó negativamente. El comandante Ansay fue destituido de su cargo y enviado prisionero a Buenos Aires.
En las otras ciudades y villas de la Intendencia de Córdoba del Tucumán, las autoridades vacilaron sobre la posición a tomar: en San Juan, el cabildo esperó hasta conocer la decisión de las demás ciudades, y solo el 7 de julio decidió reconocer a la Junta y elegir un diputado, aunque manteniendo el reconocimiento de las autoridades de Córdoba. A principios de agosto, esa decisión fue acatada e imitada en las villas de San José de Jáchal y San Agustín de Valle Fértil. El 18 de septiembre fueron remitidos 111 milicianos sanjuaninos para la Expedición Auxiliar, y posteriormente otros 100 hombres, que se dirigieron a Buenos Aires.
También el cabildo de La Rioja evitó pronunciarse a favor de la Junta hasta el 1.º de septiembre, cuando fue elegido diputado Francisco Antonio Ortiz de Ocampo, comandante en ese momento del recién formado Ejército del Norte y a quien la Junta ordenó que permaneciera en ese puesto.
La excepción fue la ciudad de San Luis, que reconoció a la Junta apenas llegada la noticia de su formación, y que se negó a oponerle la resistencia ordenada por el gobernador Gutiérrez de la Concha. Ante el pedido de tropas hecho por la Junta, San Luis contribuyó con 400 soldados que marcharon a Salta.

### Expedición de Auxilio a las Provincias Interiores
La organización del ejército que debía marchar al interior fue encargada al vocal Juan José Castelli, quien reunió 1150 hombres provenientes de los regimientos de infantería y caballería, tanto de las tropas milicianas como de los veteranos. La artillería estaba compuesta de 4 piezas volantes y 2 obuses. La fuerza iba regularmente uniformada, con abundantes municiones y buen armamento, y con el sueldo pagado por anticipado, gracias a un empréstito obtenido del comercio por el vocal Juan Larrea.
El 14 de junio, la Junta nombró comandante del Ejército al coronel de Arribeños Francisco Ortiz de Ocampo, elegido para la misión por ser natural de las provincias del interior y por su conocimiento del centro y norte argentino, adquirido durante sus viajes como comerciante. Lo acompañaba como "mayor general" el teniente coronel Antonio González Balcarce.
A semejanza de los ejércitos de la Revolución francesa, estaba acompañado por Hipólito Vieytes como comisionado de la Junta, y por Feliciano Antonio Chiclana como auditor de guerra. El mando militar estaba sujeto al político y este a la Junta a través de la Secretaría de Guerra, que ocupaba Mariano Moreno. Todos estos jefes militares y políticos formaban una "Junta de Comisión" que por mayoría debía tomar las resoluciones, y cuyo secretario era Vicente López y Planes.
El 27 de junio, Moreno publicó en La Gazeta un ultimátum a los contrarrevolucionarios: "La Junta cuenta con recursos efectivos para hacer entrar en sus deberes a los díscolos que pretenden la división de estos pueblos, que es hoy día tan peligrosa: los perseguirá y hará castigo ejemplar que escarmiente y aterre a los malvados."

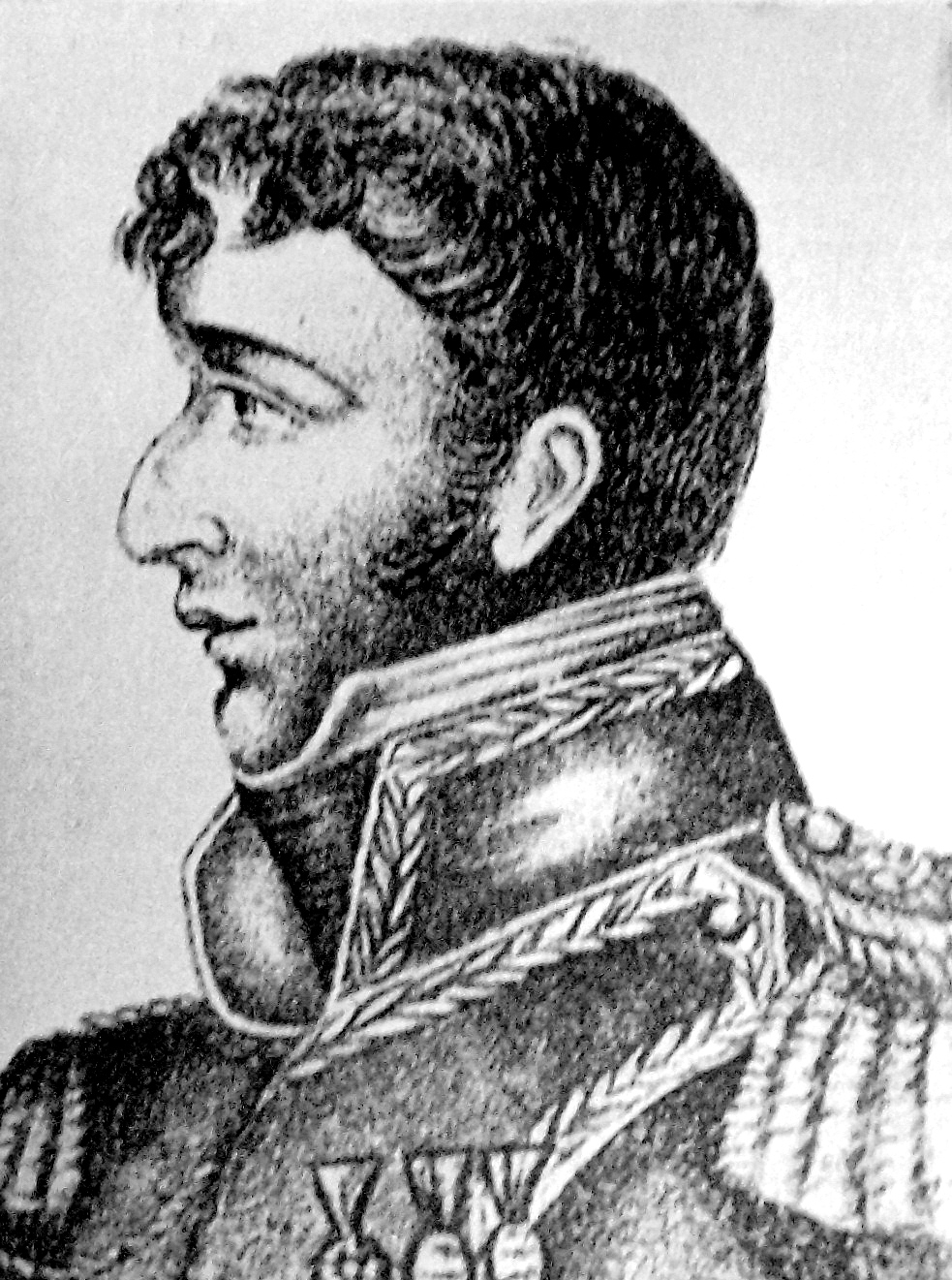
El coronel Balcarce capturó a Liniers y más tarde comandó el Ejército del Norte.

Una vez instruido el ejército, partió hacia el norte el 7 de julio. Al día siguiente, la Junta ordenó que los que se opusieran a la revolución fueran remitidos a Buenos Aires a medida que fueran capturados, pero el 28 de julio ordenó

" ... que sean arcabuceados Santiago Liniers, el Obispo Orellana, el intendente de Córdoba Gutiérrez de la Concha, el coronel de milicias Allende, el oficial real Moreno y Dn. Victoriano Rodríguez en el mismo momento en que todos y cada uno de ellos sean pillados. Sean cuales fueren las circunstancias se ejecutará esta resolución sin dar lugar a demoras que pudiesen promover ruegos y relaciones capaces de comprometer el cumplimiento de esta orden."

González Balcarce se adelantó con 75 hombres en persecución del pequeño ejército realista, que se retiraba hacia el norte. Las tropas realistas desertaron en masa, por lo que sus jefes continuaron su camino con una escolta escasa, hasta ser capturados por separado los días 6 y 7 de agosto y llevados a Córdoba.
El 10 de agosto llegó el grueso del Ejército a la ciudad de Córdoba, y el cabildo cordobés reconoció a la Junta y al nuevo gobernador, Juan Martín de Pueyrredón. El 17 de agosto, un cabildo abierto eligió diputado al Deán Funes.
Ortiz de Ocampo ordenó la ejecución de Liniers, Gutiérrez de la Concha, Orellana y sus compañeros, pero la suspendió posteriormente por presión de una comisión de notables cordobeses – de la cual formaba parte el Deán Funes – y los envió prisioneros hacia Buenos Aires.
Los miembros de la Junta, alarmados por la desobediencia, resolvieron ejecutar sin demora a los prisioneros, misión para la cual fue destacado el vocal Castelli, acompañado por Nicolás Rodríguez Peña como su secretario y por un destacamento de 50 soldados al mando de Domingo French. Encontraron a los prisioneros el 26 de agosto cerca de la posta de Cabeza de Tigre, en el sudeste de Córdoba, desde donde el oficial Juan Ramón Balcarce los condujo hacia el cercano Monte de los Papagayos; allí fueron fusilados Liniers, Gutiérrez de la Concha, Allende, Victorino Rodríguez, y Joaquín Moreno. El obispo Orellana fue enviado preso a Luján.
Castelli regresó de inmediato a Buenos Aires, donde recibió las instrucciones secretas para comandar el proyecto revolucionario en el Alto Perú. Moreno emitió una violenta proclama con la que justificaba el fusilamiento del héroe de las Invasiones Inglesas.
Por orden de la Junta, González Balcarce reemplazó a Ortiz de Ocampo al frente de las tropas de vanguardia – aunque este continuó como jefe nominal – con Juan José Viamonte como segundo jefe. En sustitución de Vieytes, Castelli ocupó el cargo de delegado y Bernardo de Monteagudo el de auditor. French y Rodríguez Peña integraban también el nuevo comité político. Luego el ejército continuó la marcha en dirección a Santiago del Estero, donde Ortiz de Ocampo quedó reuniendo tropas mientras González Balcarce continuó su avance hacia Salta.
Castelli partió desde Buenos Aires el 22 de septiembre, como representante de la Junta ante el ejército, los gobiernos y pueblos del interior, revestido de todas las facultades y distinciones de que gozaba la propia Junta; se esperaba así evitar nuevas desobediencias.

### La Revolución en el Alto Perú

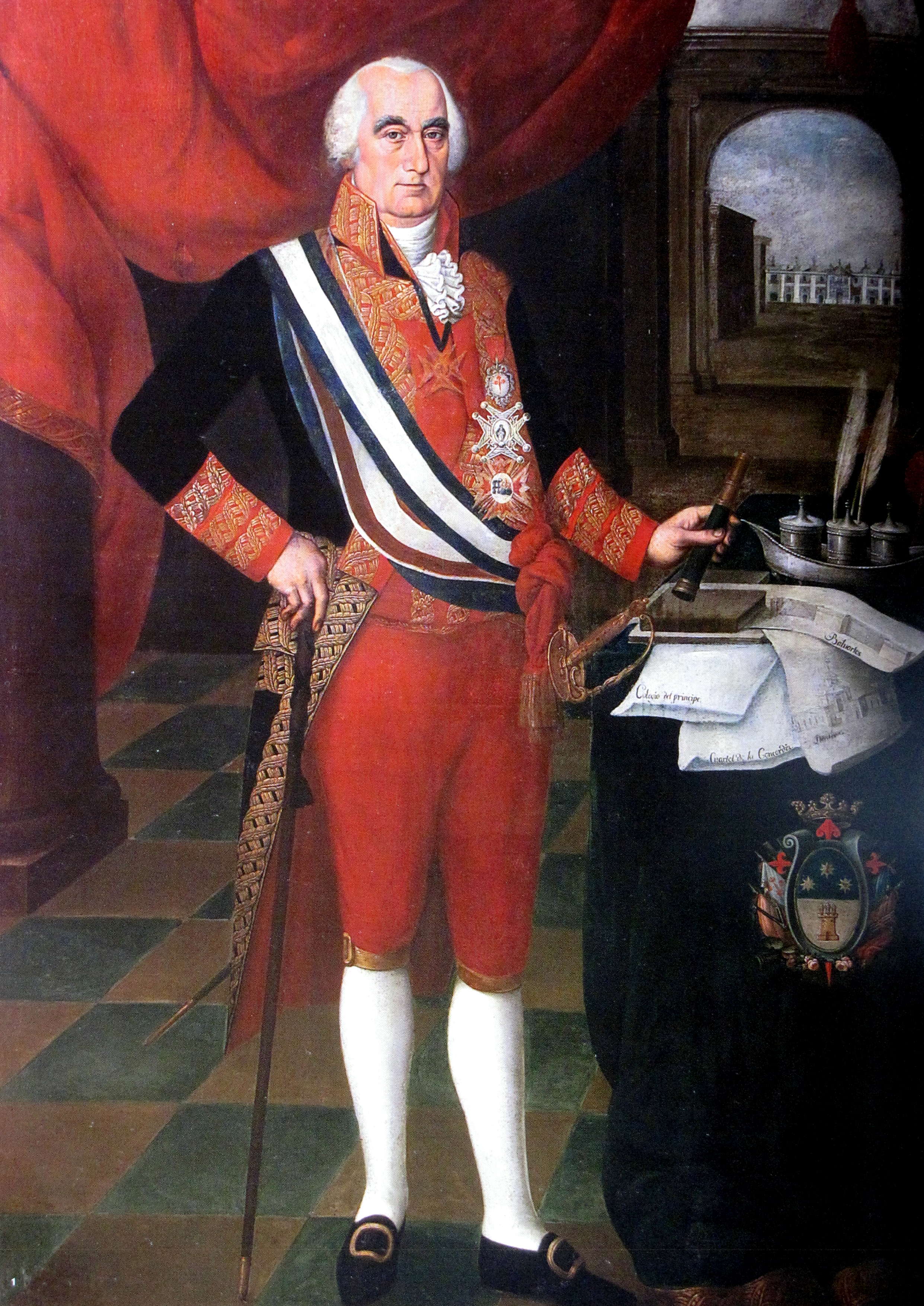
El virrey José Fernando de Abascal con banda de la Orden de Carlos III.

El presidente de la Real Audiencia de Charcas, Vicente Nieto, había recibido la noticia de la Revolución de Mayo a fines de junio. Previendo que las fuerzas pertenecientes al Regimiento de Patricios que había traído de Buenos Aires se pronunciaran a favor de la misma, las había desarmado, destituyendo a los oficiales y mandando a los soldados sorteados por el método del diezmo a trabajar al socavón de Potosí.
El 13 de julio de 1810, a pedido de las autoridades de las intendencias respectivas, el virrey José Fernando de Abascal decretó la reincorporación provisional de las intendencias de Charcas, Potosí, La Paz y Córdoba al Virreinato del Perú. Aclarando el virrey en el decreto de anexión que lo hacía: hasta que se restablezca en su legítimo mando el Excmo. Señor Virey de Buenos-Ayres, y demás autoridades legalmente constituidas, pues solo la autoridad real podía desmembrar el territorio definitivamente del virreinato de Buenos Aires.
El mismo día Abascal nombró General en Jefe del Ejército Expedicionario del Alto Perú, con orden de coordinar sus acciones con las autoridades de esa región, al presidente provisorio de la Real Audiencia del Cuzco, José Manuel de Goyeneche, que situó su campamento sobre el río Desaguadero.
Nieto envió al mayor general José de Córdoba y Rojas a ocupar el pueblo estratégico de Santiago de Cotagaita con tropas de Chuquisaca y Potosí al mando del coronel Indalecio González de Socasa. La posición fue fortificada con fosos y trincheras en espera de la llegada de los refuerzos solicitados al virrey del Perú.
En abril de 1810 había sido movilizado hacia la villa de Oruro un batallón de 300 milicianos comandados por el coronel Francisco del Rivero, secundado por Esteban Arze, con el fin de aplastar una revuelta local relacionada con las revoluciones altoperuanas del año anterior. Estas fuerzas, que no habían llegado a combatir, recibieron orden de unirse al ejército de Córdoba y Rojas en Tupiza. Pero Rivero se dirigió a Cochabamba, entrando a la ciudad el 14 de septiembre e iniciando la Revolución de Cochabamba: arrestó y derrocó al gobernador y adhirió a la Junta de Buenos Aires sin derramamiento de sangre, siendo él mismo proclamado "Gobernador Intendente, Presidente y Capitán General de la Provincia".
En agosto, el capellán José Andrés de Salvatierra lideró un movimiento en el Fuerte de Membiray y el 24 de septiembre tomó la ciudad de Santa Cruz de la Sierra. Allí, un cabildo abierto formó una "Junta Provisoria", liderada por Antonio Vicente Seoane, el coronel Antonio Suárez, José Andrés de Salvatierra, Juan Manuel Lemoine y el enviado de la Junta de Buenos Aires, Eustaquio Moldes.
El 6 de octubre se produjo el pronunciamiento de Oruro, que adhirió a la Junta de Buenos Aires. Una efímera resistencia fue rápidamente aplastada por fuerzas llegadas desde Cochabamba al mando de Esteban Arze.

#### Unificación revolucionaria del Alto Perú
En octubre de 1810, la vanguardia del Ejército del Norte inició su marcha hacia el Alto Perú a través de la quebrada de Humahuaca. A partir del poblado de Cangrejos, las fuerzas de vanguardia observaron fuerzas realistas que se retiraban a medida que avanzaba la vanguardia independentista.
Tras detenerse brevemente en Yavi, donde incorporó los 200 milicianos de Tarija – que había mandado a buscar con el capitán Martín Miguel de Güemes – y unas pocas municiones, y sin esperar la incorporación del grueso del ejército, González Balcarce inició el avance hacia el norte con 400 hombres y dos cañones. Los realistas abandonaron Tupiza y se replegaron a Santiago de Cotagaita. El 27 de octubre, en el Combate de Cotagaita, González Balcarce fracasó en ocupar las posiciones realistas debido a su escasa artillería y la superioridad numérica de los españoles. Las tropas expedicionarias regresaron a Tupiza sin ser perseguidas.
Una semana más tarde, los realistas al mando de Córdoba avanzaron hacia el sur. Balcarce los esperó a 25 km de Tupiza, en Suipacha, frente al río del mismo nombre, donde recibió un refuerzo proveniente de Jujuy con dos piezas de artillería y abundantes municiones. Córdoba se situó en el pueblo de Nazareno, del otro lado del río.
El 7 de noviembre, en la Batalla de Suipacha se enfrentaron 800 realistas con 4 cañones contra 600 independentistas con 2 cañones. González Balcarce atrajo a las tropas realistas incitándolas a cruzar el río con una fuga fingida; en la orilla sur fueron sorpresivamente atacados de flanco por la infantería y la artillería que estaban ocultas entre los cerros, mientras que la caballería que en apariencia huía dio vuelta para enfrentarlos. Los realistas se dieron a la fuga, arrojando armas, artillería y municiones, desbandándose por completo.
Si bien algunos historiadores han afirmado que la acción fue mérito del capitán Güemes, que habría comandado la operación de retirada y contraataque, el mismo no fue mencionado en el parte de la batalla y más tarde Castelli lo enviaría de regreso a Salta. La versión tradicional en Bolivia asigna el principal mérito a las milicias tarijeñas.
El resultado de Suipacha tuvo un fuerte efecto moral, y el 10 de noviembre la ciudad de Potosí deponía al gobernador Francisco de Paula Sanz y creaba una junta de gobierno provincial.
Goyeneche había enviado una división al mando de Juan Ramírez Orozco a aplastar la revolución, pero este solo llegó hasta Viacha, donde se dividían los caminos a Oruro y La Paz. Desde allí envió hacia Oruro a unos 800 infantes veteranos y dos piezas de artillería al mando del coronel Fermín Piérola, que fue atacado por sorpresa y derrotado por Arze el 14 de noviembre en la Batalla de Aroma, perdiendo la mitad de sus fuerzas. Piérola y Ramírez Orozco se retiraron hacia el Desaguadero.
Por su parte, Rivero despachó dos divisiones desde Cochabamba: una de ellas ocupó el 13 de noviembre Chuquisaca, donde un cabildo abierto reconoció la autoridad de la Junta porteña, declarando nula su adhesión al Virreinato del Perú. La otra división entró el 19 de noviembre en La Paz, donde el intendente Domingo Tristán y Moscoso se plegó a la revolución y un congreso del pueblo aceptó por unanimidad la autoridad de la Junta de Buenos Aires. Todo el Alto Perú quedaba asegurado para la Revolución.
A fines de noviembre, Ramírez Orozco se incorporó a las fuerzas de Goyeneche. En su división también viajaba el obispo de La Paz, Lasanta, condenado a muerte por la Primera Junta.
El 21 de noviembre, la Junta creó el Regimiento N.º 7 de Infantería de Cochabamba, cuyo jefe era Francisco del Rivero, que fue ascendido a general en enero siguiente.
Castelli se hizo cargo del mando político en el Alto Perú; nombró gobernador de Potosí a Feliciano Antonio Chiclana y de Chuquisaca a Juan Martín de Pueyrredón. Cumpliendo órdenes de Buenos Aires, y como castigo por la represión de 1809 en las rebeliones de Chuquisaca y La Paz, fueron ejecutados los jefes realistas Córdoba, Sanz y Nieto.

### Expedición al Paraguay
Como respuesta a la jura del Consejo de Regencia por parte del gobierno de Asunción, la Junta de Buenos Aires cortó las comunicaciones fluviales de Montevideo con el Paraguay a través del río Paraná, y las autoridades de la ciudad de Corrientes detuvieron varias embarcaciones que se dirigían a Asunción.
El gobernador Bernardo de Velasco detuvo en septiembre de 1810 a varios ciudadanos del partido revolucionario y los envió al Fuerte Borbón. Fuerzas realistas paraguayas, con Velasco al frente, incursionaron en territorio de las Misiones en busca de armas.

#### Marcha hacia la provincia del Paraguay

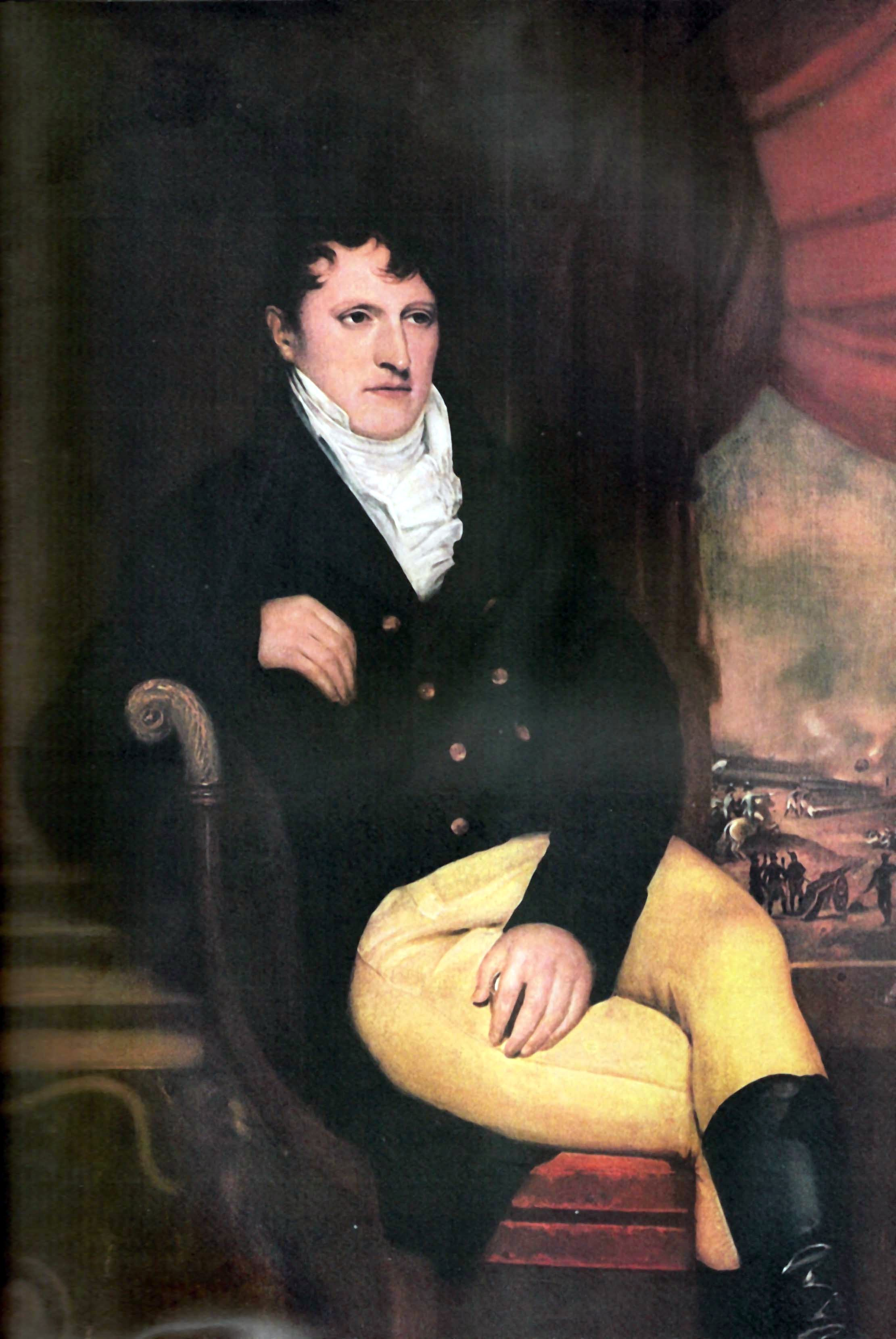
Manuel Belgrano comandó la Expedición militar al Paraguay y posteriormente el Ejército del Norte.

El 4 de septiembre, la Junta nombró al vocal Manuel Belgrano comandante de las fuerzas que debían operar en la Banda Oriental contra los realistas de Montevideo. El ejército con que contaba era por demás exiguo: 250 hombres, extraídos de diversos cuerpos militares porteños, con 6 cañones. Cuando la noticia del ataque a Misiones llegó a Buenos Aires, la Junta decidió desviar la pequeña división de Belgrano hacia el Paraguay, otorgándole el mando militar y político de las provincias del litoral fluvial. Belgrano partió el 26 de septiembre. En San Nicolás de los Arroyos incorporó unos 357 hombres de caballería pertenecientes a los Blandengues, a los que sumó otros 200 hombres en Santa Fe.
El 1 de octubre, una flotilla paraguaya atacó Corrientes y rescató los buques paraguayos incautados; continuó incursionando en la zona durante varias semanas mientras fuerzas terrestres se apoderaban de la Guardia de Curupayty, que Corrientes mantenía en el actual Departamento de Ñeembucú.
Tras cruzar el Paraná, el pequeño ejército siguió aumentando sus fuerzas con tropas voluntarias reunidas por el comandante militar de Entre Ríos, José Miguel Díaz Vélez, y unos 200 hombres del Regimiento de Patricios, mandados por Gregorio Perdriel. A fines de octubre, organizadas sus fuerzas en 4 divisiones, y llevando al paraguayo José Machain como sargento mayor, el ejército avanzó hacia el norte por el centro de Entre Ríos, evitando cruzar cursos de agua. El 6 de noviembre, una escuadrilla con 300 realistas al mando de Juan Ángel Michelena ocupó Concepción del Uruguay; las milicias de esa villa, comandadas por Diego González Balcarce, se incorporaron al ejército de Belgrano.
En Asunción, el gobernador español Velasco ordenó ocupar con milicias de la Villa del Pilar los pasos sobre el río Paraná, mientras organizaba cerca de la capital un ejército de entre 6000 y 7000 hombres. Por su parte, Belgrano ordenó al teniente de gobernador de Corrientes, Elías Galván, situar 300 milicianos en Paso del Rey – actual Paso de la Patria – para hacer creer al enemigo que se dirigía hacia allí.
Al llegar frente a la isla Apipé Grande, Belgrano proclamó la libertad, propiedad y seguridad de los indígenas de los pueblos de Misiones. Desde allí dirigió oficios al gobernador Velasco, al Cabildo y al obispo, pidiéndoles, en nombre de Fernando VII, un acuerdo para evitar el derramamiento de sangre, invitándolos al sometimiento a la Junta y el envío de un diputado. El mensaje fue llevado por el capitán Ignacio Warnes, pero este fue apresado por el jefe de un destacamento paraguayo de 500 hombres apostado en la margen opuesta del río.
El 19 de diciembre el grueso del ejército cruzó el río Paraná y atacó el descampado de Campichuelo, de donde los defensores se retiraron tras un breve intercambio de disparos. Los independentistas ocuparon sin lucha el evacuado pueblo de Itapúa, distante cuatro leguas, pero la falta de caballos y el mal estado de la tropa obligaron a Belgrano a detenerse, sin poder perseguir a los realistas. Una amistosa proclama de Belgrano no tuvo efecto alguno.
La vanguardia al mando de Machain inició el avance hacia la capital paraguaya el 25 de diciembre, seguido a corta distancia por Belgrano, que había dejado 100 hombres en Candelaria. Los pobladores, contrariamente a lo que había predicho Espínola y Peña, huyeron del ejército – al que consideraban invasor – llevándose todos los medios de subsistencia. El territorio paraguayo, con sus numerosos ríos, esteros y selvas tropicales, era un terrible obstáculo para el avance del ejército. No obstante, los hombres de Belgrano continuaron su difícil avance y obtuvieron una pequeña victoria junto al río Tebicuary.

#### Derrotas de Belgrano

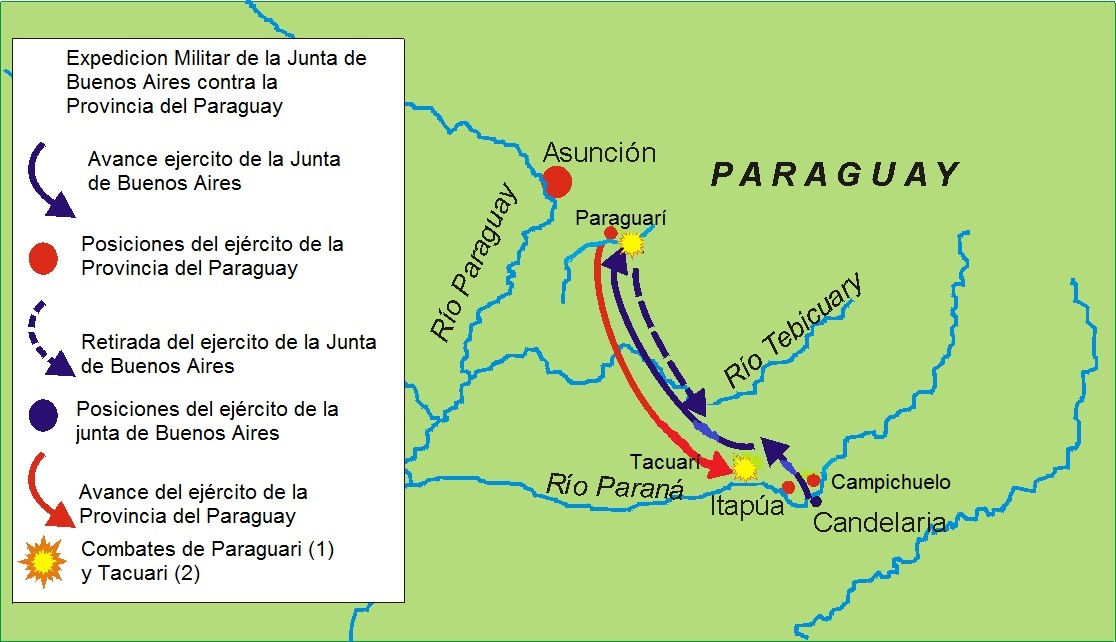
Operaciones militares en territorio paraguayo y misionero (diciembre de 1810-marzo de 1811)

Velasco se puso al frente de su ejército y eligió como punto de resistencia a Paraguarí, un pueblo ubicado en una elevación rodeado de zonas pantanosas. Hasta allí llegó Belgrano el 15 de enero de 1811, y durante tres días los ejércitos se mantuvieron a la vista. Belgrano envió varias proclamas a los paraguayos, pero Velasco prohibió conservar copia de los panfletos.
El 19 de enero, el avance general del ejército de Belgrano dio comienzo a la Batalla de Paraguarí. Pese a la diferencia numérica – 460 hombres contra 6000 – los independentistas lograron tomar la posición paraguaya y obligar a sus tropas a retirarse, mientras Velasco huía hacia el pueblo de Yaguarón. Pero las tropas de la avanzada de Belgrano se dedicaron al pillaje y luego confundieron los auxilios enviados por Belgrano con enemigos, por lo cual se desbandaron cuando los paraguayos se reorganizaron y contraatacaron. Belgrano se vio obligado a retroceder por el camino por el que había llegado, pero no fue perseguido.
Belgrano detuvo su retirada junto al río Tacuarí, esperando refuerzos. En su apoyo, la Junta le envió una escuadrilla de tres buques comandada por Juan Bautista Azopardo, pero esta fue destruida muy lejos de allí el 2 de marzo, en el Combate de San Nicolás. Un envío de cartuchos para cañones y fusiles, llevados por Francisco Ramírez, partieron demasiado tarde en su ayuda desde Buenos Aires.
La situación en la Banda Oriental se había agravado, por lo que la Junta ordenó a Belgrano concluir pronto la campaña de Paraguay –vencer rápidamente o retirarse– para atender al nuevo teatro de operaciones.
El ejército paraguayo, de 2400 hombres, con diez piezas de artillería, al mando del general Manuel Cabañas, atacó al ejército de Belgrano, poseedor de 600 hombres y 6 cañones, en la Batalla de Tacuarí el 9 de marzo. La artillería de Belgrano logró frenar el avance de los paraguayos, pero fueron derrotados por una división que cruzó el río aguas arriba y los tomó de flanco. Belgrano rechazó una primera intimación a rendirse y contestó a la segunda iniciando negociaciones pacíficas. De resultas de las mismas, el ejército abandonó el Paraguay a los pocos días, con todas sus armas y bagajes.
También se inició un intercambio de notas entre Belgrano y Cabañas que convenció a varios de los oficiales paraguayos de la conveniencia de independizarse del gobierno colonial español, acción que convertiría eventualmente una derrota militar en una victoria política.
El fracaso de Belgrano llevó a un contraataque paraguayo, por el cual la ciudad de Corrientes fue invadida y ocupada militarmente el 7 de abril.
Belgrano estableció su cuartel general en Candelaria, donde se le reunieron las milicias de Misiones y de Corrientes, mandadas por el gobernador misionero Tomás de Rocamora, a quien Belgrano había dejado a retaguardia. Posteriormente, en el juicio que se seguiría a Belgrano por su fracaso, uno de los cargos que se imputaría sería el error de no haber incorporado estas fuerzas a su ejército antes de avanzar sobre Asunción.
El 14 de mayo de 1811, uno de los jefes del ejército de Cabañas, Fulgencio Yegros, dirigió una revolución en Asunción, en la que se impuso a Velasco dos adjuntos para el ejercicio del gobierno. Corrientes fue evacuada.
Un mes más tarde se formó un Congreso provincial que derrocó a Velasco y lo reemplazó por una Junta provisional de gobierno; en esta jugaba un papel decisivo Gaspar Rodríguez de Francia, que gobernaría al país durante casi tres décadas. El nuevo gobierno proclamó la independencia del Paraguay respecto del gobierno de Buenos Aires hasta la reunión de un Congreso General compuesto por representantes de todo el antiguo virreinato, pero manteniendo buenas relaciones con la antigua capital virreinal; también suspendió la obediencia al Consejo de Regencia.
En octubre, el mismo Belgrano fue enviado a Asunción, donde firmó un tratado en que se fijaban las relaciones entre el Paraguay y las Provincias Unidas. Si bien el mismo se proponía alguna forma de confederación, en la práctica esta nunca existió, en gran parte por acción del doctor Francia, que prefirió mantener al Paraguay completamente aislado del exterior.

### Primera Campaña en la Banda Oriental
A la fecha de la Revolución de Mayo, la Banda Oriental era un término únicamente geográfico, y jurídicamente estaba dividida en tres secciones: la ciudad de Montevideo y una estrecha zona que la rodeaba, gobernada desde la misma como una estación naval; la zona al sur del río Negro, excluida Montevideo, que incluía varias villas y pueblos, dependía de la Intendencia de Buenos Aires; por último, la región al norte del río Negro dependía de la Gobernación de las Misiones Guaraníes.
Junto a la notificación a Montevideo, la Junta había enviado la noticia de su instalación a las villas y pueblos de la Banda Oriental.
El 9 de octubre se hizo cargo del gobierno de Montevideo el general Gaspar de Vigodet, recién llegado de España, el cual reforzó su posición militar con tropas urbanas dirigidas por oficiales de la Real Armada. Lanzó una serie de campañas terrestres hacia las localidades del interior de la Banda Oriental, obligando sucesivamente a sus autoridades a reconocer la autoridad montevideana. Ese fue el principio de la unificación jurídica de la futura Provincia Oriental.
Poco después, envió al marino Juan Ángel Michelena a ocupar las costas del río Uruguay, obligando a las autoridades de los pueblos de ambas márgenes del mismo – incluyendo la villa de Concepción del Uruguay, que actualmente pertenece a la provincia de Entre Ríos, ocupada el 6 de noviembre – a someterse a su autoridad. Poco después también eran ocupadas las villas de Gualeguaychú y Gualeguay.
Los realistas intentaron tomar por vía terrestre los pueblos de Nogoyá y de La Bajada, pero encontraron resistencia de partidas irregulares formadas por pobladores locales. Especialmente exitosa fue la rebelión del comandante Bartolomé Zapata, emigrado de Concepción del Uruguay, que lideró una partida en Nogoyá.
Tras una serie de escaramuzas, los realistas evacuaron sus posiciones en la margen occidental del río Uruguay, y los revolucionarios quedaron dueños de la región en marzo de 1811.

#### La primera escuadra patriota

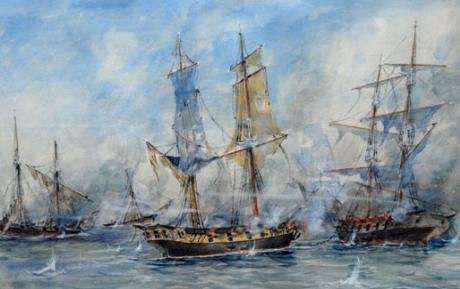
Combate de San Nicolás.

El gobernador José María Salazar declaró el bloqueo naval contra Buenos Aires el día 3 de septiembre. El 10 de septiembre se presentó frente a esa ciudad la flota de 9 buques de guerra comandada por el capitán de fragata José Primo de Rivera y Ortiz de Pinedo, que cerró todas las comunicaciones.
Inicialmente el bloqueo fue reconocido por la estación naval británica, pero esta recibió el reclamo de la Junta y de los comerciantes ingleses. El capitán Roberto Ramsay, autorizado por Lord Strangford, encargado de negocios británico en Río de Janeiro, se hizo cargo de la flotilla británica en el Plata el 10 de octubre y exigió a Primo de Rivera suspender el bloqueo, amenazándolo con atacar sus buques. De hecho, el bloqueo quedó levantado.
La Junta instalada en Buenos Aires encargó al diputado Francisco de Gurruchaga, nombrado vocal de Marina, poner en pie de guerra una escuadra naval. Gurruchaga adquirió y armó precariamente tres buques: el bergantín 25 de Mayo al mando del jefe de la escuadra, el antiguo corsario de origen maltés, teniente coronel Juan Bautista Azopardo; la goleta Invencible, al mando del francés Hipólito Bouchard; y la Balandra América, a cargo del también francés Ángel Hubac. Para suplir la inexistencia de marineros locales se recurrió a marinos extranjeros, que no entendían el idioma castellano, aunque se sumaron tropas de artillería e infantería de las milicias porteñas.
La Junta encomendó a Azopardo transportar por vía fluvial refuerzos para el ejército de Belgrano en el Paraguay. Las autoridades realistas de Montevideo destacaron para interceptarlo una flotilla de siete navíos de calidad superior y tripulación más experimentada que los de su adversario, dirigida por Jacinto Romarate.
La flotilla de Azopardo remontó el Paraná hasta llegar a la altura de San Nicolás de los Arroyos, donde divisaron a los realistas y el comandante decidió presentar combate. Para prevenir un desembarco, una batería con cañones sacados de los buques fue instalada en la costa junto a una tropa de marineros y milicianos.
El 2 de marzo se inició el Combate de San Nicolás, con el intento fracasado de Azopardo de abordar dos buques realistas que quedaron varados. Los dos buques menores fueron abandonados por su tripulación: la América cuando comenzó a hundirse y el 25 de Mayo al ser abordado. Tras dos horas de resistencia, la destrozada Invencible fue abordada por los navíos realistas. Azopardo intentó volar la santabárbara, pero – a pedido de los heridos – accedió a rendirse. El comandante cayó prisionero de los realistas y fue llevado a España, mientras el gobierno porteño lo condenaba en ausencia por impericia en el comando.
Con la desaparición de la pequeña fuerza naval patriota quedó confirmado el dominio de los ríos por parte de la flota realista de Montevideo, que se modificaría recién tres años más tarde. Los refuerzos requeridos por el general Belgrano no llegaron a su destino, y pocos días después del combate de San Nicolás, el ejército de Belgrano fue derrotado en la batalla de Tacuarí.

#### Sublevación de la campaña oriental

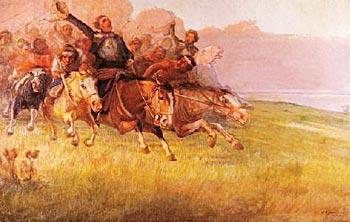
La mañana de Asencio, óleo de Carlos María Herrera.

En enero de 1811 llegó a Montevideo Francisco Javier de Elío, designado virrey del Río de la Plata. Tras ser rechazada en Buenos Aires su exigencia de sumisión, la declaró ciudad rebelde, le declaró la guerra el 18 de febrero y estableció la nueva capital del virreinato en Montevideo.
Los realistas controlaban Montevideo, pero en las zonas rurales de la Banda Oriental las ideas revolucionarias eran acalladas por la fuerza. En lugar de apelar a su fidelidad, el gobierno de Montevideo exigió a la población rural la exhibición de los títulos de propiedad de los campos que ocupaban – generalmente a título precario – amenazando a los que no lo hicieran con la expulsión de los mismos.
El 28 de febrero, a orillas del arroyo Asencio, el comandante Pedro José Viera lanzó el llamado «Grito de Asencio», levantándose en armas contra la autoridad de Elío. Fue secundado por estancieros y gauchos locales que conformaron partidas de irregulares, iniciando una serie de combates contra fuerzas leales al rey con el Combate de Soriano, ganado por Miguel Estanislao Soler y milicianos orientales el 4 de abril de 1811.
La Junta auxilió a los patriotas de la Banda Oriental con el fin de extender la revolución e intentar neutralizar a Montevideo, apostadero de la flota española en el océano Atlántico sur. Por ese puerto podrían llegar tropas desde España para sofocar la revolución en el antiguo virreinato, de modo que su conquista era crucial.
Finalizada la lucha en la Intendencia de Paraguay, la Junta Grande envió a la Banda Oriental a los 1134 hombres del ejército de Belgrano, que fue nombrado comandante de las fuerzas militares en la misma el 7 de marzo. Allí se puso en contacto con el capitán de blandengues orientales José Gervasio Artigas quien tras desertar de su puesto en la guarnición de Colonia del Sacramento y pasar a Buenos Aires para ofrecer sus servicios a la Junta, había recibido el encargo de fomentar y dirigir el levantamiento popular contra los realistas.
Artigas desembarcó en suelo oriental el 9 de abril al frente de algunas tropas de Buenos Aires y fue reconocido como jefe por los patriotas locales. Algunos combates menores – como el de San José – permitieron a los patriotas avanzar hacia Montevideo. Elío envió a su encuentro una división a órdenes del capitán José Posadas, pero Artigas lo derrotó el 18 de mayo en la Batalla de Las Piedras.
Tras la Revolución del 5 y 6 de abril de 1811, la Junta ordenó a Belgrano regresar a Buenos Aires a rendir cuentas de su fracaso en la campaña al Paraguay y dejó el mando de esas tropas al teniente coronel José Rondeau, de larga trayectoria en la Banda Oriental. Su presencia, aunque brevísima, fue fundamental por la actividad diplomática que efectuó con los paraguayos cerrando definitivamente ese frente, demorando la intervención portuguesa, socavando la lealtad de los realistas de Montevideo, organizando al ejército y las milicias, definiendo el plan de operaciones y manejando eficazmente los conflictos entre los comandantes, donde fallarían sus sucesores.

#### El Sitio de Montevideo y la Invasión Portuguesa

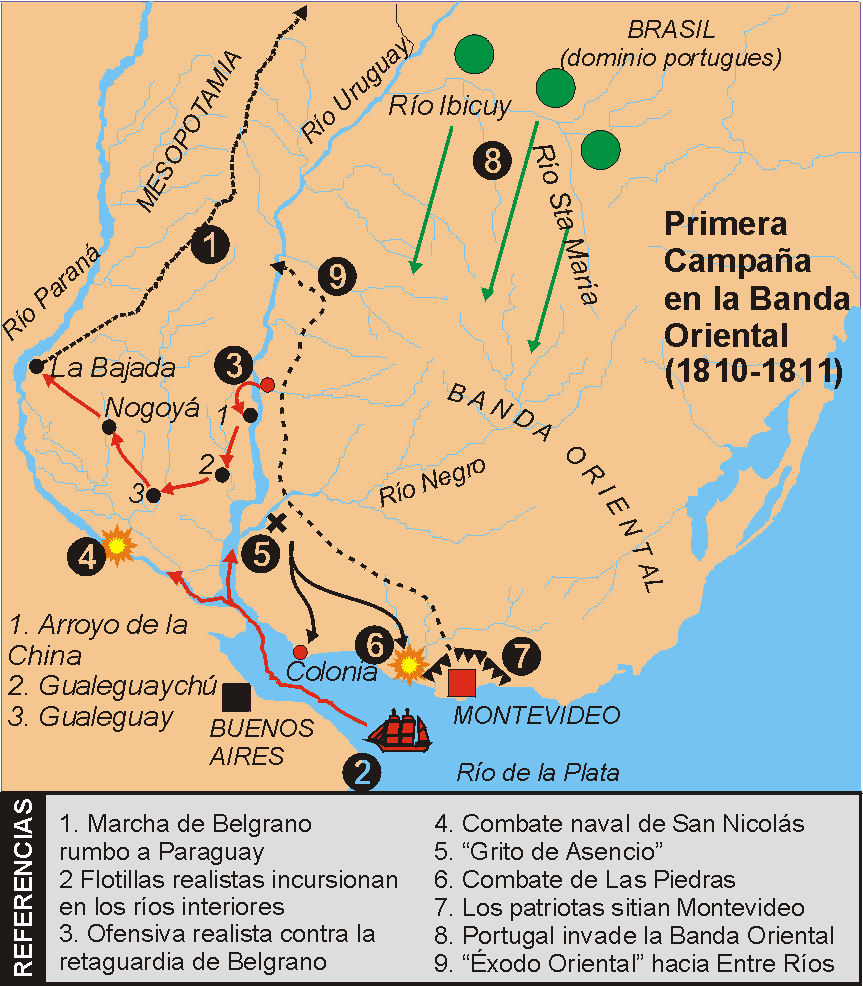
Primera expedición a la Banda Oriental.

Reducidos los realistas al control de Montevideo y Colonia, ambas plazas fueron puestas bajo sitio el 21 y 26 de mayo, respectivamente. A comienzos de junio, los realistas evacuaron Colonia, la cual fue ocupada por los revolucionarios, y Artigas puso sitio a Montevideo con el auxilio de los gauchos orientales y las fuerzas enviadas por Buenos Aires. Poco después se le incorporaron las fuerzas de Rondeau. Solo las murallas de la ciudad y los cañones de la flota anclada en el puerto impidieron una rápida caída de la ciudad, pero su situación era comprometida.
La noche del 15 de julio la escuadra española se presentó frente a Buenos Aires y bombardeó la ciudad desde balizas interiores sin aviso previo. La relativa distancia y la oscuridad hicieron que muchos tiros se perdieran y que pocos fueran rasantes, y aunque hubo daños de poca consideración en algunos edificios y dos heridos, el ataque fue un claro fracaso. En la mañana siguiente el comandante realista envió un ultimátum a la Junta, el que fue de inmediato rechazado pese a lo cual el bombardeo no prosiguió.
El virrey Elío, sitiado en Montevideo, vio como única salida el auxilio de las tropas portuguesas del Brasil, y solicitó su concurso para derrotar a los revolucionarios. Ya el 20 de marzo de 1811, Elío había emitido una proclama al pueblo oriental amenazando con la intervención portuguesa si la insurrección continuaba.
Portugal siempre había disputado a España el territorio de la Banda Oriental y no dejaría pasar la ocasión: el gobierno portugués había organizado el Ejército de Observación en la recientemente creada Capitanía de Río Grande de San Pedro, al mando de su capitán general y gobernador, Diego de Souza. Estas fuerzas ya habían tomado contacto con el gobernador paraguayo Velasco, ofreciéndole su ayuda contra el ataque de Belgrano. Souza tenía, además, orden de hacer reconocer como reina del Río de la Plata a la infanta Carlota Joaquina, esposa del rey Juan VI de Portugal y hermana de Fernando VII.
El 17 de julio cruzó la frontera un ejército de 3000 soldados portugueses, comandados por el gobernador Souza. Todos los pueblos del este del actual territorio uruguayo fueron ocupados por tropas portuguesas, y el 14 de octubre se estableció el cuartel general portugués en Maldonado.

### Reinicio de la Guerra en el Alto Perú

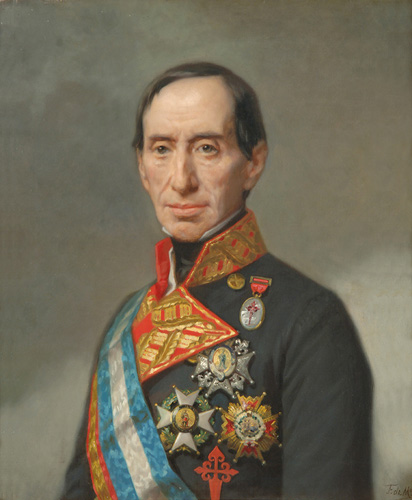
José Manuel de Goyeneche, comandante del ejército realista del Alto Perú.

Durante su gobierno en el Alto Perú, Castelli y su asesor Bernardo de Monteagudo tomaron medidas drásticas que les ganaron la enemistad de gran parte de las clases acomodadas, y cometieron una serie de actos hostiles a las formas tradicionales de la religión católica.
El ejército auxiliar se instaló en el campamento de Laja, cerca de La Paz, a principios de abril. El 17 de abril fue conjurada una contrarrevolución realista en Potosí.
Situado desde octubre en Zepita –entre el río Desaguadero y el lago Titicaca– Goyeneche logró aprovechar los errores políticos del representante de la Junta y consiguió que los peruanos se alistaran en masa en su ejército, llegando a reunir 8000 hombres y 20 cañones. Con autorización de Abascal, el 16 de mayo de 1811, Goyeneche firmó con Castelli un armisticio por cuarenta días, tiempo que el virrey aprovechó para enviar refuerzos y abastecimientos a su ejército. Mientras tanto, Castelli ordenaba al ejército –que nominalmente contaba con 23000 hombres– suspender sus operaciones, y al mismo tiempo enviaba agentes a las provincias del Virreinato del Perú a propagar la revolución. Logró varios conatos de revolución en Arequipa, Locumba y Moquegua, que fueron rápidamente sofocados.
La revolución del 5 y 6 de abril de 1811, que alejó de la Junta Grande a los aliados de Castelli, produjo una división en las filas del Ejército del Norte entre los partidarios de Cornelio Saavedra, liderados por Juan José Viamonte, y los partidarios de Castelli. Este impidió que los diputados electos en el Alto Perú viajaran a Buenos Aires e intrigó para que los gobernadores desconocieran a la Junta Grande. Desde entonces, sus planes fueron derrotar a Goyeneche y luego dirigirse a Buenos Aires para reponer a sus amigos.
El 25 de mayo de 1811 Castelli reunió a jefes indígenas en las ruinas de Tiahuanaco y proclamó su libertad solemnemente a nombre de la Junta.

#### Huaqui

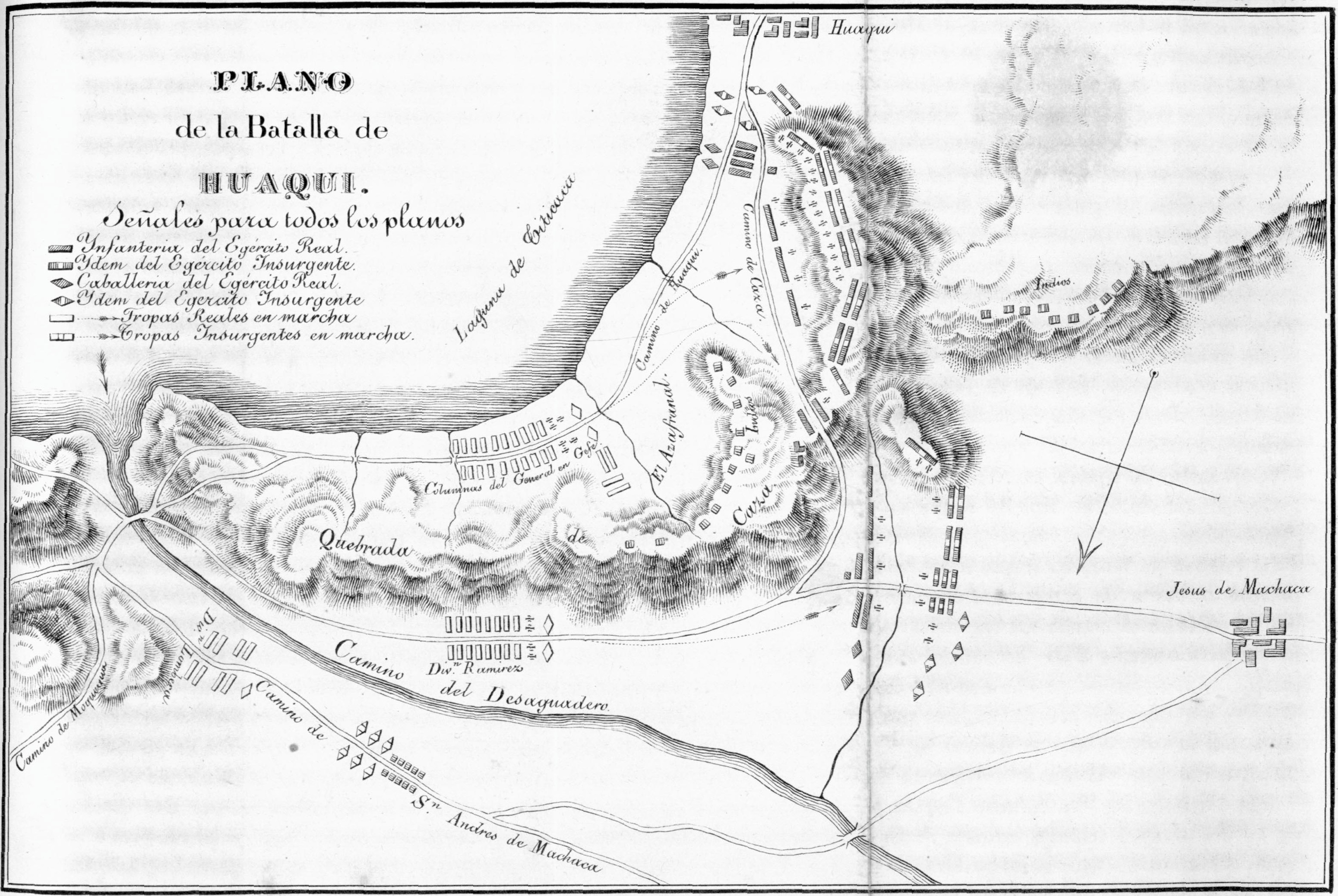
Antiguo plano de la Batalla de Huaqui.

Castelli movió su ejército desde La Laja hacia el nuevo campamento en Huaqui, desde donde podía guarnecer el Puente del Inca, principal paso entre ambos virreinatos, y que había sido fortificado por Goyeneche. Las fuerzas con que contaba Castelli en Huaqui eran de entre 6000 y 7000 hombres, pues la mayoría del ejército se hallaba distribuido en el Alto Perú.
Un primer combate ocurrió el 6 de junio, del que Goyeneche culpó a los patriotas, mientras que Castelli lo atribuyó a los realistas y pretendió utilizarlo para justificar un ataque sorpresa. Pero Goyeneche se le adelantó y ordenó un ataque general el 20 de junio, iniciando la Batalla de Huaqui.
Las fuerzas de los revolucionarios estaban divididas por una serranía, de modo que los realistas atacaron simultáneamente los llanos a cada lado de la misma, al tiempo que las fuerzas del coronel Pío Tristán trepaban los cerros intermedios. Gran parte de las tropas patriotas demostraron falta de espíritu combativo, y algunos jefes –como el general Rivero y el coronel José Bolaños– casi no llegaron a entrar en combate. Por otra parte, algunos autores creen que Juan José Viamonte negó auxilios a Eustoquio Díaz Vélez por rivalidades políticas.
Goyeneche obtuvo una amplia victoria. Los patriotas tuvieron menos bajas que sus enemigos, pero se desbandaron por completo y perdieron todo el parque y la artillería.
Las fuerzas patriotas en retirada no pudieron ser reunidas sino parcialmente, y muy lejos del campo de batalla. A medida que pasaban los días, las deserciones aumentaban. Algunos jefes, como Rivero, se negaron a seguir a Castelli y se dirigieron a sus ciudades de origen. A su paso por las ciudades y villas del Alto Perú, las tropas cometieron todo tipo de desmanes, mientras que las poblaciones, enervadas desde hacía tiempo por las acciones de Castelli y sus oficiales, repudiaban su presencia y facilitaban las deserciones.
El grueso del ejército retrocedió casi sin detenerse hasta Chuquisaca, mientras Goyeneche ocupaba Oruro y La Paz, entregada por el gobernador Tristán. Al conocerse en Buenos Aires lo ocurrido en Huaqui, la Junta Grande destituyó el 3 de agosto a Castelli y a Balcarce, a quienes reemplazó en la jefatura del ejército auxiliar por Francisco del Rivero, aunque este no llegaría a enterarse. No volvería a haber comandos colegiados en el ejército.
El 13 de agosto, en la Batalla de Amiraya, Rivero fue derrotado por Ramírez Orozco y –viendo la inutilidad de su resistencia y escuchando el pedido de paz de los habitantes de Cochabamba– solicitó el cese de hostilidades, entregó su ejército y fue incorporado al ejército realista. Cochabamba fue ocupada pacíficamente por Goyeneche.
Lo que quedaba del Ejército del Norte se retiró a Potosí –donde fue muy resistido por la población– y luego a Jujuy. El coronel Juan Martín de Pueyrredón, jefe de la retaguardia, se llevó consigo los caudales de la Casa de Moneda de Potosí.
Enterado de la defección de Rivero, Saavedra ordenó que Viamonte tomara provisionalmente el mando del ejército, y luego partió desde Buenos Aires con la intención de asumir el mando en persona.

#### Nuevas insurrecciones
El mismo día de la batalla de Huaqui estalló una revolución en la ciudad peruana de Tacna, que fue fácilmente aplastada debido a que la esperada ayuda del Ejército del Norte no se produjo.
Los indígenas de los partidos de Omasuyos, Pacajes y Larecaja, que habían sido incitados a la resistencia por Rivero, no aceptaron la restauración realista y se sublevaron, sitiando La Paz desde el 29 de junio. Su centro de operaciones se ubicó en las alturas de Pampajasi.
A principios de agosto, las fuerzas indígenas al mando de Juan Manuel Cáceres, que había sido lugarteniente de Túpac Catari en su rebelión de 1780, incendiaron y ocuparon la ciudad, masacrando a la guarnición realista –incluyendo al gobernador interino– y poco después destruyeron la guarnición que custodiaba el paso del río Desaguadero. Los insurrectos nombraron gobernador a Ramón Mariaca.

## El Primer Triunvirato
Una serie de incidentes entre la Junta y el cabildo porteño, que se resentía de la primacía de los diputados del interior, llevaron al reemplazo de la Junta por el Primer Triunvirato el 23 de septiembre de 1811.
Este nuevo gobierno llevó adelante una política mucho más prudente en cuanto a la guerra, prefiriendo las soluciones diplomáticas a las bélicas.
Influenciado por la figura de Lord Strangford, cónsul del Reino Unido en Río de Janeiro, el Triunvirato pretendió contemporizar con las autoridades españolas, e incluso pretendió alguna forma de avenimiento pacífico con las autoridades españolas, a cambio de una autonomía política limitada para el territorio.

### El Éxodo Oriental

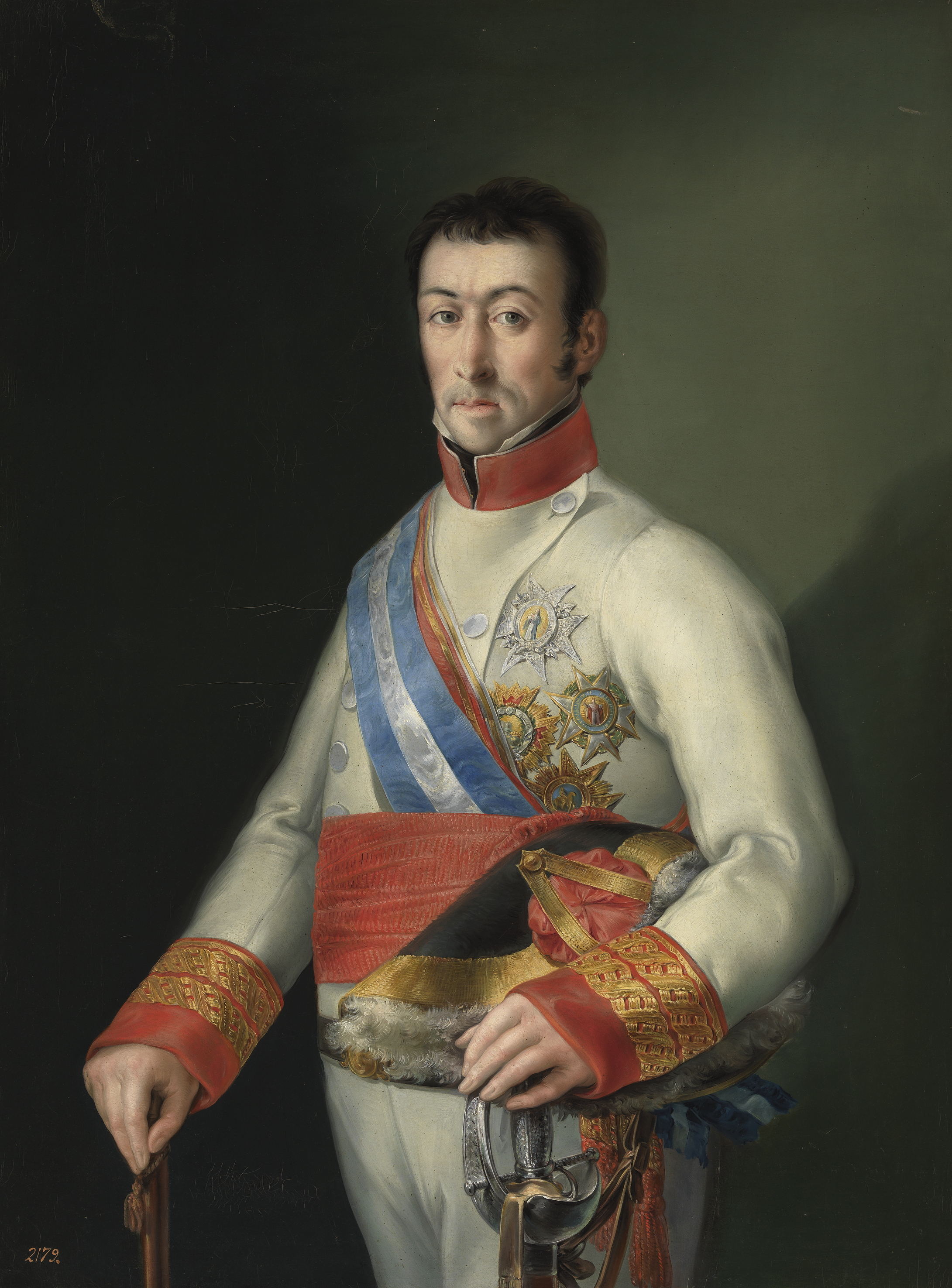
Francisco Javier de Elío ejerció como virrey del Río de la Plata, pero únicamente sobre la Banda Oriental.

El ataque portugués se había iniciado al poco tiempo de conocerse la noticia del desastre de Huaqui, por lo que la Junta Grande ya había comenzado a enviar todas las tropas disponibles en ayuda del Ejército del Norte. Encontrándose con sus fuerzas atrapadas entre dos fuegos en la Banda Oriental, con sus líneas de comunicación amenazadas e imposibilitada de enviar refuerzos, la Junta decidió contemporizar: propuso un armisticio a Elío, del cual también informó a las fuerzas sitiadoras y la población civil; todas las partes rechazaron el acuerdo. El 19 de agosto, la flota realista lanzó un segundo bombardeo de Buenos Aires, tan inútil como el anterior.
Poco después la Junta era reemplazada por el Triunvirato, que reinició las tratativas con la mediación de Strangford, ofreciendo la inmediata retirada de las fuerzas sitiadoras. Antes de la firma del acuerdo, el enviado porteño José Julián Pérez informó a los orientales que se iba a firmar un armisticio por el que la Banda Oriental quedaría en manos de Elío, lo que fue nuevamente rechazado.
Simultáneamente, bandas armadas irregulares brasileñas invadieron los pueblos misioneros capturando al comandante de Yapeyú, Bernardo Pérez Planes, y poco tiempo después tomaron los pueblos de Belén y Salto Chico.
El 1 de septiembre fue ocupada Paysandú, y –aunque su comandante Bento Manuel Ribeiro fue vencido y tomado prisionero en Yapeyú– los portugueses saquearon las zonas aledañas a Santo Domingo Soriano y a Mercedes. Para contener los ataques portugueses, Rondeau envió a principios de septiembre un destacamento al norte del río Negro, que liberó Mercedes y logró desalojar a los portugueses de Paysandú al mes siguiente.
Desde Mandisoví las fuerzas luso-brasileñas ocuparon Curuzú Cuatiá y llegaron hasta la actual La Paz, sobre el río Paraná. A pedido de Elío, atacaron Concepción del Uruguay, que se hallaba bloqueada por barcos españoles, pero fueron rechazados.
También fueron atacadas La Cruz y Santo Tomé. El teniente gobernador de Corrientes, Elías Galván, recuperó Curuzú Cuatiá el 29 de noviembre y Mandisoví poco más tarde. Temiendo la alianza entre el Paraguay y los invasores portugueses, el comandante de tropas misioneras Andrés Guazurary expulsó a las tropas paraguayas que habían ocupado Candelaria tras la retirada de Belgrano. Años más tarde, el jefe guaraní sería el principal líder de la resistencia contra la Invasión Luso-Brasileña en esa región.
El 12 de octubre fue levantado oficialmente el sitio y el ejército de Rondeau inició la retirada hacia Entre Ríos. Artigas no tuvo otra opción que retirar también hacia el norte sus tropas, unos 3000 hombres, seguido de numerosa población civil.
El 20 de julio de 1811 se firmó un armisticio entre el Primer Triunvirato y el virrey Elío, el cual establecía el cese de las hostilidades, el levantamiento del bloqueo naval sobre Buenos Aires y el reconocimiento de la soberanía de Fernando VII por ambas partes. También se acordaba la retirada de las tropas revolucionarias y portuguesas de la Banda Oriental y de las villas entrerrianas de Concepción del Uruguay, Gualeguay y Gualeguaychú, y se reconocía a Elío como virrey, aunque sin autoridad fuera del territorio cedido. El 21 de octubre el Tratado de Pacificación fue ratificado por Elío.
El Triunvirato logró retirar sus tropas, salvándolas de la derrota y llevándolas a la Mesopotamia, pero disgustó a los orientales y entrerrianos, que se vieron abandonados en plena lucha. El Tratado generó también oposición entre los realistas. El virrey del Perú, que no había sido consultado y llegó inicialmente a considerarlo apócrifo, temiendo la llegada de las tropas retiradas del frente oriental ordenó con el acuerdo de Goyeneche conservar sus posiciones ante la "cruel situación á que quedaron espuestas las provincias y las armas" realistas.

#### La «Redota»

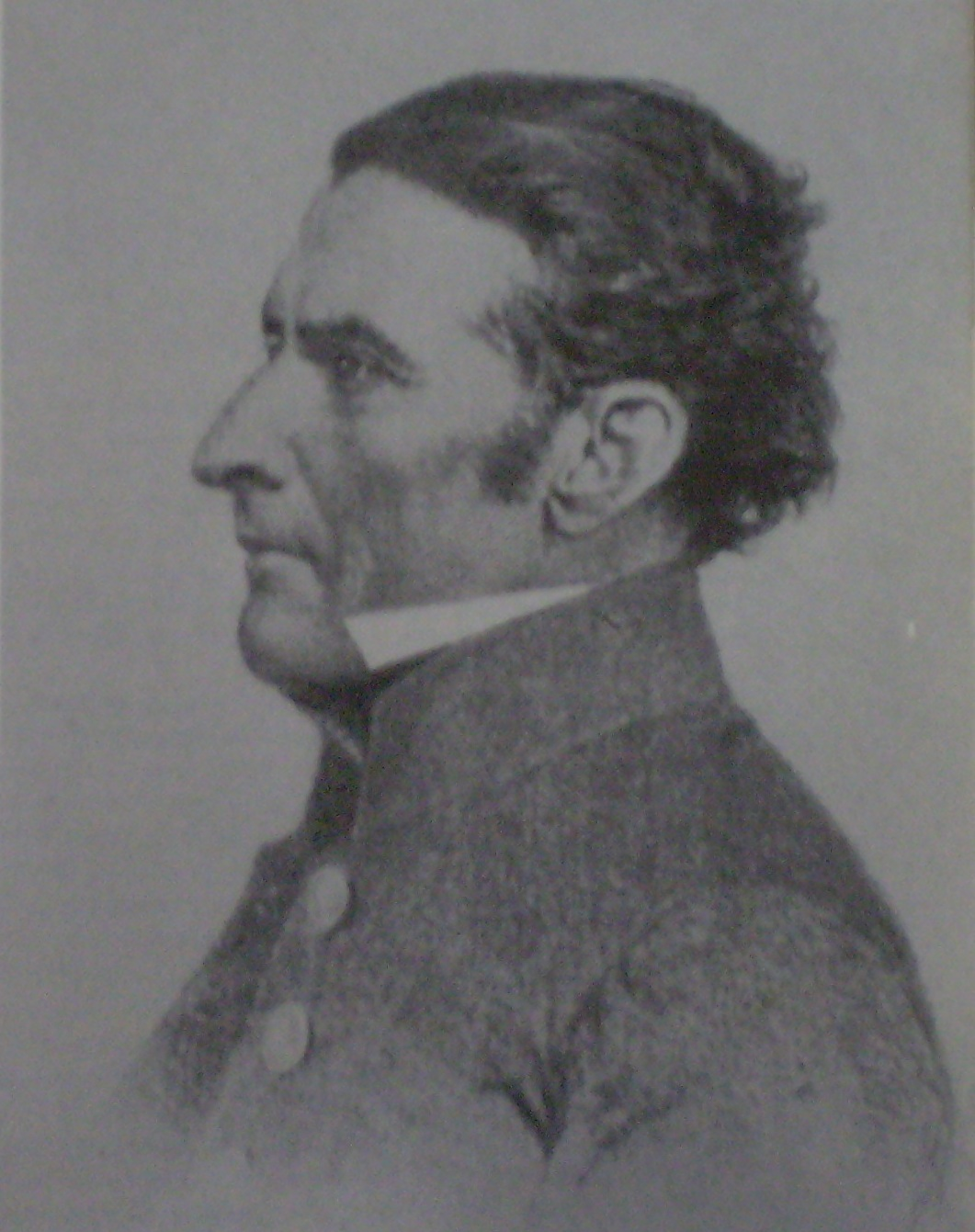
José Artigas.

Artigas se enteró del armisticio el día 23, a orillas del río San José, donde tuvo lugar una reunión o asamblea espontánea de los orientales que se hallaban incorporados al sitio. Allí Artigas comunicó a los asistentes su decisión de acatar el armisticio y retirarse hacia el norte. Sin embargo, todos los demás proclamaron la voluntad de no abandonar las armas y reemprender la lucha cuando fuese posible.
De inmediato Artigas retomó su camino hacia el Norte, y un gran número de civiles lo siguió, en lo que popularmente se llamó la "Redota" y los historiadores llaman el Éxodo Oriental. El caudillo se opuso a esta emigración masiva en un principio, pero luego ordenó levantar un registro de las familias e individuos que lo seguían, resultando ser 4435 personas; incluyendo a quienes se sumaron posteriormente, pueden haber llegado a un número aproximado a las 16000 personas.
El 15 de noviembre de 1811 el Triunvirato nombró a Artigas "teniente gobernador, justicia mayor y capitán de guerra del Departamento de Yapeyú y sus partidos", con mando sobre los 10 pueblos misioneros sujetos al control de Buenos Aires.
El 18 de noviembre, Elío regresó a España por orden del gobierno español, que pretendía aplastar a los independentistas sin aceptar ningún acuerdo. Ningún otro funcionario español volvería a ejercer el título de virrey del Río de la Plata.
Cumpliendo lo pactado, Rondeau evacuó la Banda Oriental en diciembre de ese año y regresó a Buenos Aires, mientras que otras fuerzas cruzaron el río Uruguay, acampando en la Mesopotamia.
El 10 de diciembre, las tropas y civiles que seguían a Artigas comenzaron a cruzar el río Uruguay cerca de Salto, instalándose al noreste de la actual provincia de Entre Ríos, que en ese entonces formaba parte de las Misiones. El 18 de diciembre, tropas de Artigas lograron recuperar el pueblo de Belén.
Souza fue notificado de que su ejército debía retroceder al Brasil, pero se negó a regresar: exigió como condición para su partida la disolución de las milicias de Artigas, que no había evacuado totalmente el territorio oriental, y garantías de que esas fuerzas no atacarían poblaciones portuguesas.
Vigodet, nuevamente nombrado gobernador de Montevideo, exigió al Triunvirato acciones contra Artigas. Con el frente norte ya estabilizado, el gobierno porteño rechazó las exigencias. Dando por roto el armisticio, Vigodet reanudó las hostilidades el 31 de enero de 1812; y el 4 de marzo se produjo el tercer bombardeo de Buenos Aires, que solo causó daños en embarcaciones menores.
Artigas destacó a Fernando Otorgués y a Fructuoso Rivera hacia las Misiones, donde recuperaron los pueblos de Santo Tomé, Yapeyú y La Cruz.
En marzo, tras haber recibido refuerzos desde el Brasil y provisiones desde Montevideo, un ejército portugués de 5000 hombres marchó desde Maldonado hacia Paysandú, entrando en ese pueblo el 2 de mayo. Al mes siguiente, el Triunvirato envió a Diego de Souza un ultimátum exigiendo su inmediato retiro. Además nombró a Artigas jefe de las operaciones contra los portugueses, y le envió el Regimiento de Pardos y Morenos al mando de Miguel Estanislao Soler y una gran cantidad de dinero.
Un nuevo ataque portugués obligó a las fuerzas de Artigas a repasar el río Uruguay hacia Entre Ríos, aunque a poco pudieron recuperar posiciones al este del Uruguay. El 4 y el 6 de mayo los portugueses atacaron Santo Tomé, pero fueron rechazados.
El gobierno de Buenos Aires ordenó a Artigas regresar al Campamento del Ayuí, dado que Strangford había conseguido el 26 de mayo la firma del Tratado Rademaker-Herrera, que determinaba la retirada de las tropas portuguesas al Brasil, dejando las manos libres a las Provincias Unidas para volver a atacar Montevideo.
Souza volvió a desconocer el acuerdo, pero –tras nuevos combates– recibió orden del rey Juan VI de retirarse de la Banda Oriental, orden que finalmente cumplió el 13 de junio. Pocos días después, el comandante de las Misiones ocupadas por Portugal, Francisco das Chagas Santos, intentó atacar La Cruz, defendida por fuerzas correntinas, pero se retiró cuando Galván le comunicó que habían cesado las hostilidades. Pese los intentos del gobernador Vigodet por evitarlo, el armisticio sería ratificado el 13 de septiembre.
Los portugueses no evacuaron completamente sus fuerzas a los límites previos a la invasión, quedando en su poder la región de los actuales municipios de Uruguayana, Quaraí, Santana do Livramento y Alegrete, y parte de Rosário do Sul, Dom Pedrito y Bagé.
En abril de 1812, una sublevación en el aislado fuerte patagónico de Carmen de Patagones –liderada por Faustino Ansay, prisionero en ese lugar desde que fuera depuesto de sus cargos en Mendoza– permitió a los realistas tomar el control de ese puerto.
Ese mismo mes, Manuel de Sarratea, uno de los miembros del Triunvirato, asumió el mando del ejército instalado en Entre Ríos, aunque Artigas no lo reconoció como su superior.
En junio, Artigas instaló su campamento en Ayuí, en Entre Ríos. Allí permanecerían las tropas hasta que la reanudación de las hostilidades permitiera iniciar el regreso a la Banda Oriental. Instalado a una legua del campamento de Artigas, Sarratea se dedicó a seducir a los oficiales del ejército oriental para incorporarlos al suyo, logrando que se pasaran a sus fuerzas unos 2000 hombres. Como igualmente el jefe oriental conservó unos 1500 soldados y la mayor parte de la población, lo declaró traidor, aunque no obtuvo apoyo del gobierno.
En septiembre, la vanguardia del ejército de Sarratea, comandada por Rondeau, cruzó el río Uruguay e inició la marcha sobre Montevideo. Simultáneamente, las tropas de Artigas y la población que lo habían seguido iniciaron su regreso a la Banda Oriental, aunque no participaron en las operaciones.

### Guerra defensiva en el norte
A solo 8 días de su llegada a Salta, Saavedra recibió del Triunvirato la orden de dejar el mando del ejército a Pueyrredón, y poco después fue arrestado.
Sin ayuda externa, los revolucionarios se organizaron en grupos guerrilleros, llamados Republiquetas, que resistieron con medios precarios a las invasiones realistas; contaban a su favor el apoyo de la población y el conocimiento del terreno.
Las fuerzas de la ciudad de La Paz derrotaron el 6 de octubre en Sicasica a los 1200 hombres del coronel Jerónimo Marrón de Lombera. Al día siguiente, Oruro pasaba a manos de los revolucionarios.
Goyeneche había ocupado Chuquisaca, pero debió retroceder con 3500 hombres hacia Oruro. El virrey Abascal envió en su ayuda igual cantidad de tropas reunidas por el gobernador de Puno Manuel Quimper e indígenas quechuas del Cuzco, mandados por el cacique Mateo Pumacahua, que cometieron excesos y crueldades contra las poblaciones aymaras.
Aún lograron los independentistas una pequeña victoria en Tiquina, pero los coroneles Pedro Benavente y Lombera tomaron La Paz. Pumacahua logró restablecer las comunicaciones con el ejército de Goyeneche, que regresó a Chuquisaca.
Los excesos de las tropas indígenas llegadas del norte enardecieron a las poblaciones del Alto Perú. El coronel Esteban Arze, que se había negado a rendirse con Rivero, regresó al valle de Cochabamba y se puso al frente de una revolución el 14 de noviembre. Arze fue nombrado comandante general y Mariano Antezana presidente de la Junta Provincial de Cochabamba. El 16 de noviembre, Arze atacó Oruro, pero fue rechazado por González de Socasa.
También se formó una republiqueta en Ayopaya, que resistiría durante años la dominación realista.

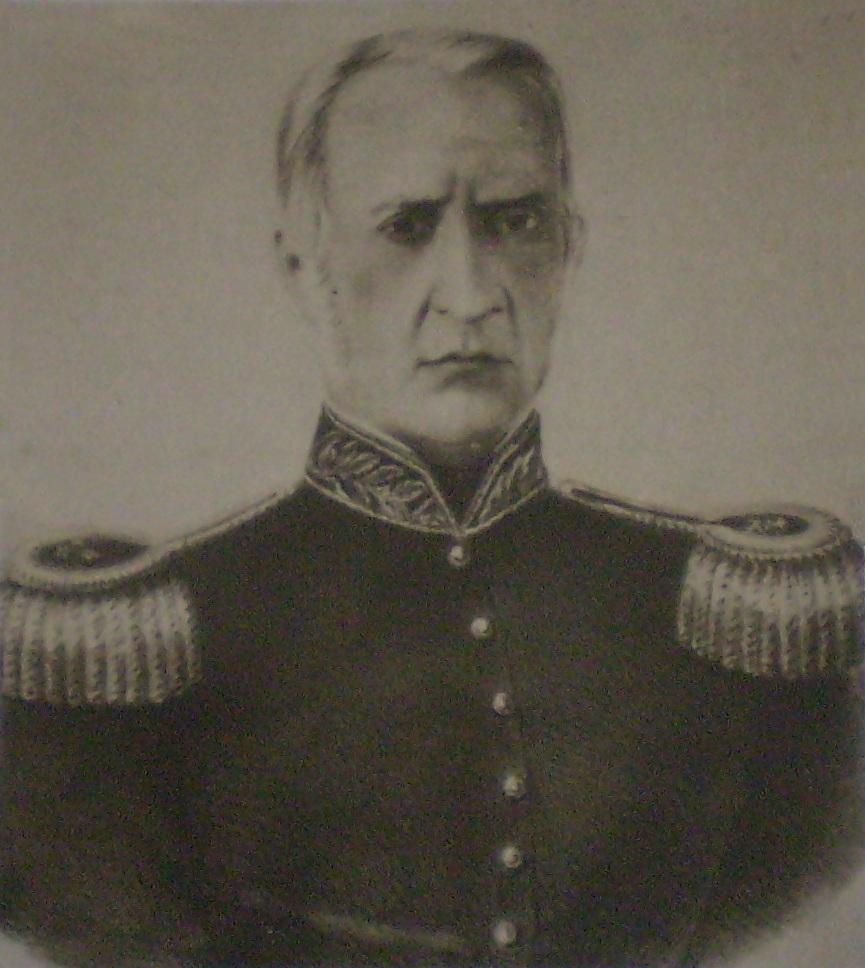
Eustoquio Díaz Vélez en su vejez.

Para apoyar la nueva Revolución en Cochabamba, Pueyrredón decidió hacer un nuevo intento de avanzar sobre el Alto Perú, enviando un regimiento de caballería y un batallón de infantería al mando de su segundo, el mayor Eustoquio Díaz Vélez. Este envió al teniente coronel Manuel Dorrego a atacar una partida realista situada en el pueblo de Sansana, donde logró un pequeño éxito.
Tras recibir refuerzos, con los que llegó a 860 hombres, Díaz Vélez envió nuevamente a Dorrego a Nazareno, donde este inicialmente venció a Francisco Picoaga; pero sus fuerzas fueron divididas por una creciente del río Suipacha, que permitió a los realistas contraatacar y derrotarlo.
Pueyrredón ordenó a Díaz Vélez la inmediata retirada, ya que Goyeneche estaba avanzando.
El 16 de enero, Arze logró tomar el pueblo de Chayanta. Simultáneamente, el teniente coronel Martín Miguel de Güemes, segundo jefe de la vanguardia, fue enviado por Díaz Vélez a recuperar Tarija, lo que consiguió el 18 de enero.
Pero el Ejército del Norte no intentó siquiera apoyar a los revolucionarios del Alto Perú: el 20 de enero, Díaz Vélez retiró sus agotadas tropas y las de Güemes hacia la Quebrada de Humahuaca. Por otro lado, el Triunvirato tenía una actitud remisa respecto a la guerra, y prefirió conservar sus fuerzas en los alrededores de la Capital.
Una división revolucionaria de 2000 hombres provenientes de Mizque se dirigió a Chuquisaca, pero fue completamente derrotada el 4 de abril por un batallón del Regimiento Real de Lima. Pocos días después, el 12 de abril, los indígenas de Ayopaya fueron derrotados cerca de La Paz. Todos los prisioneros fueron ejecutados.
Desde Santa Cruz de la Sierra avanzó una división realista de 1200 hombres en auxilio de Goyeneche, pero fueron derrotados en la batalla de Samaipata, departamento de Santa Cruz, y todos los realistas quedaron muertos o prisioneros.
Tras abortar una rebelión en Potosí, Goyeneche partió hacia Chuquisaca el 5 de mayo. Desde allí envió 4000 hombres sobre Cochabamba, mientras enviaba una columna sobre Chayanta y otra a Tapacarí con 2000 hombres al mando de Lombera. El coronel Agustín Huici avanzó hacia Vallegrande, destruyendo el pueblo de Pucará.
Las diferencias entre Arze y Antezana hicieron que decidieran la división por mitades del ejército cochabambino, que contaba con 6000 hombres, armados casi todos con garrotes y macanas, aunque contaban con 40 cañones y 400 arcabuces. El 24 de mayo, Arze fue derrotado en la batalla de Pocona o Quehuiñal, y el ejército realista marchó sobre la ciudad.
Antezana no mostró la misma actitud combativa, pero los cochabambinos –especialmente las mujeres– presentaron batalla en el Cerro de San Sebastián. Fueron derrotados el día 27 y Cochabamba cayó nuevamente en manos realistas. Esta vez Goyeneche reprimió con crueldad: muchos revolucionarios fueron ejecutados –entre ellos Antezana– y los realistas saquearon e incendiaron la ciudad. Lombera fue nombrado gobernador intendente, con una guarnición de 2000 hombres.
Goyeneche regresó a Potosí y luego llevó su ejército a Chichas, mientras Pumacahua regresaba al Cuzco.
El 2 de junio, los revolucionarios de Ayopaya al mando de Baltazar Cárdenas fueron derrotados en Sicasica. También Arze, que había logrado escapar con parte de sus tropas, fue derrotado; más tarde se sumaría a las guerrillas de Juan Antonio Álvarez de Arenales.
La ciudad de Cochabamba volvería a insurreccionarse en dos oportunidades más, el 11 de marzo y el 18 de junio de 1813.

#### El Éxodo Jujeño y la Batalla de Tucumán
El 26 de marzo de 1812 asumió el mando de Ejército del Norte el general Manuel Belgrano, que hacía varios meses había sido absuelto en su juicio por el fracaso en el Paraguay. En el ínterin, había comandado el Regimiento de Patricios, había aplastado en Buenos Aires el Motín de las Trenzas y había enarbolado en Rosario una bandera, que el Triunvirato le ordenó destruir.
Belgrano estableció defensas en San Salvador de Jujuy y situó su campamento en Campo Santo. Contaba con una fuerza exigua: unos 1500 hombres, de los cuales dos tercios eran de caballería; en un principio contaba con solo dos cañones.
Con Belgrano se inauguró un cambio sustancial en la organización militar, haciendo primar la disciplina y austeridad más estrictas, a las que él mismo se sometía. Estableció un hospital, un tribunal militar y un cuerpo destinado a administrar las provisiones. Se aseguró de que las fábricas de armamentos, municiones y vestuario estuvieran constantemente en producción. También organizó cuerpos avanzados de reconocimiento, e incorporó a un oficial alemán, el barón de Holmberg, que le ayudó a organizar su reducida artillería y a entrenar a los oficiales.
Belgrano intentó una breve ofensiva, haciendo avanzar parte de sus fuerzas hasta la Quebrada de Humahuaca. Estando en San Salvador de Jujuy celebró el segundo aniversario de la Revolución de Mayo, acto durante el cual hizo bendecir la bandera que había creado.
Poco después, el gobierno le dio la orden terminante de retroceder hacia Córdoba sin entablar combate. En ese momento, destruida ya la resistencia de Cochabamba, la vanguardia del ejército de Goyeneche al mando de Pío Tristán, recientemente ascendido a brigadier, iniciaba su avance sobre la frontera salteña.
Cuando a mediados de julio supo que las avanzadas realistas llegaban a La Quiaca, Belgrano inició el "Éxodo Jujeño": dirigiendo él mismo la vanguardia y quedando su segundo, el mayor general Eustoquio Díaz Vélez, en la retaguardia, ordenó a la población civil replegarse junto con el ejército y quemar todo lo que pudiese ser útil al enemigo. El 23 de agosto, pueblo y ejército abandonaron San Salvador de Jujuy, que fue poco después ocupada por los realistas.
En su marcha hacia el sur, el Ejército del Norte no pasó por Salta, que fue ocupada por un batallón realista. La avanzada española alcanzó a la retaguardia patriota al mando de Díaz Vélez, el 3 de septiembre, pero fue derrotada en el Combate de Las Piedras.

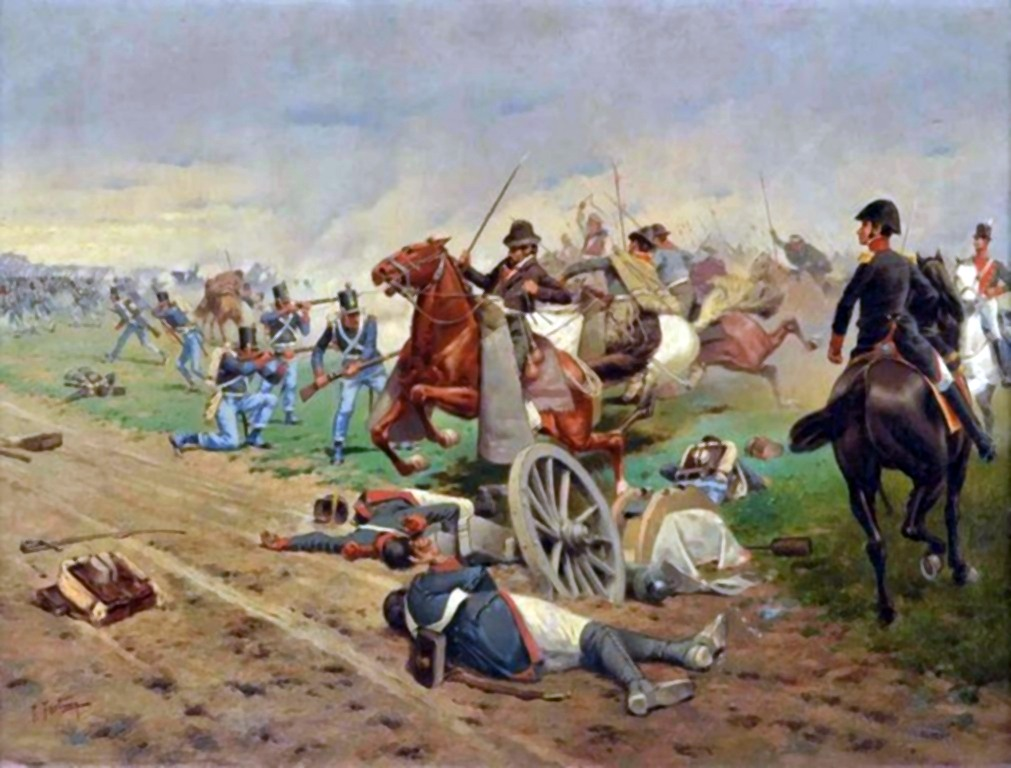
La Batalla de Tucumán.

Pese a que estaba en desacuerdo con la orden de abandonar todo el norte del país, Belgrano continuó su retirada hacia el sudeste. Animados por la reciente victoria, los tucumanos pidieron a Belgrano que intentara defender su ciudad. De modo que el general se desvió de su camino y el 21 de septiembre se instaló en San Miguel de Tucumán, informando al Triunvirato de su decisión. De inmediato se dedicó a reforzar su ejército con voluntarios, mientras Tristán daba un descanso a sus tropas.
El 24 de septiembre, los 3000 hombres del ejército de Tristán atacaron a los 1800 del Ejército del Norte en la Batalla de Tucumán. Fue un combate caótico, en el que Belgrano no se enteró de que había triunfado hasta el día siguiente, cuando Tristán emprendió la retirada hacia el norte. El más valioso botín que dejó el ejército vencido fueron sus 13 cañones.
Imposibilitado de efectuar una persecución eficaz, envió a Díaz Vélez a Salta, ciudad que logró ocupar por unos días, antes de que Tristán la ocupara a su vez. Durante los meses siguientes, Belgrano se dedicó exclusivamente a reorganizar su ejército.

## La época de la Asamblea
La noticia de la victoria de Tucumán –en opinión de muchos historiadores, la más importante de la guerra de independencia– causó en Buenos Aires un enorme descrédito para el gobierno que había ordenado la retirada hasta Córdoba. Un golpe de Estado protagonizado por el coronel José de San Martín derrocó al Triunvirato y lo reemplazó por el llamado Segundo Triunvirato.
El nuevo gobierno convocó a una Asamblea General Constituyente, que llevó adelante importantes avances legislativos y abandonó la Máscara de Fernando VII, es decir, el discurso sobre la supuesta continuación de la soberanía del rey Fernando VII. Tanto el período del Segundo Triunvirato, como de los dos primeros Directores Supremos estuvieron signados por la actuación de la Logia Lautaro, que dirigió su política interna, internacional y militar.
El Segundo Triunvirato y el primer Directorio tuvieron una actitud más decidida en la defensa militar del joven estado y en la pretensión de reconstruir el Virreinato, y enviaron poderosos refuerzos tanto al Ejército del Norte como a las tropas estacionadas en la Banda Oriental.
Con el paso del tiempo, la situación en España se fue revirtiendo, hasta que Fernando VII regresó al trono español. La política francamente absolutista del rey conllevaba también una actitud más agresiva en contra de los estados independizados del imperio, rechazando cualquier arreglo que no significara una completa vuelta a la anterior situación de dependencia colonial absoluta.
Los gobiernos rioplatenses reaccionaron perdiendo el impulso en sus reformas sociales y concentrando el poder: el último día de enero de 1814, la Asamblea nombró Director Supremo de las Provincias Unidas del Río de la Plata a uno de los triunviros, Gervasio Antonio de Posadas. Este dedicó todos sus esfuerzos a ocupar Montevideo, con el fin de evitar que sirviera como puerto de llegada de fuerzas reconquistadoras españolas. Una gran expedición de 10 600 hombres había sido preparada para retomar el Río de la Plata, pero la pérdida de Montevideo, junto a la negativa portuguesa a permitirle desembarcar y aprovisionarse en Brasil, obligaron a desviarla en dirección a Venezuela.
El gobierno del sucesor de Posadas, Carlos María de Alvear, se dedicó a intentar fortalecer su posición interna en la capital y aplastar la revuelta federal en el Litoral. No llevó adelante acción militar alguna en el Norte, y pretendió reemplazar a San Martín como gobernador de Cuyo, aunque fracasó en su intento.
Al producirse la caída de Alvear, que había abandonado la estrategia de defensa agresiva y contraataque, le sucedieron dos directores interinos, que en la práctica no gobernaron sobre todas las provincias. La política exterior, tanto diplomática como bélica, permaneció errática durante este período. Por su parte, el Ejército del Norte continuó con planes ofensivos trazados en años anteriores.

### Segundo sitio de Montevideo
El 20 de octubre, poco después de recibir la noticia de la caída del Triunvirato, el ejército patriota ponía sitio nuevamente a Montevideo. El 31 de diciembre, sin saber que la noche anterior los sitiadores habían recibido refuerzos, los realistas atacaron el campamento enemigo, pero fueron duramente derrotados en la Batalla del Cerrito .
La ciudad sitiada pudo resistir debido a su indiscutible superioridad naval, pero sus defensores no volverían a intentar defenderse en tierra. No obstante, justamente durante el año 1813 comenzaron a llegar nuevos refuerzos a Montevideo. Mientras que entre los años 1811 y 1812 habían llegado menos de 800 hombres desde España, en 1813 fueron enviados 3440 hombres a Montevideo, de los cuales unos 400 murieron. Hasta entonces se había preferido reforzar a los ejércitos que luchaban en el Virreinato de Nueva Granada y en el de Nueva España, pero ese año el 37 % de las tropas enviadas a América lo fueron a su Apostadero Naval de Montevideo.

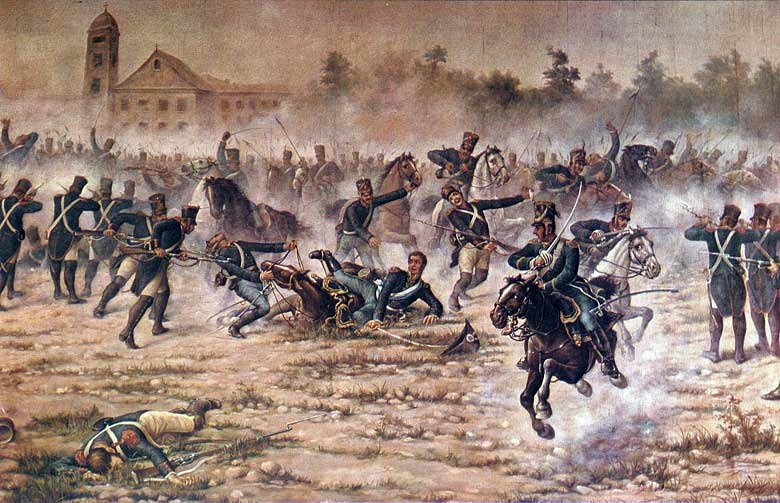
Combate de San Lorenzo, del 3 de febrero de 1813.

Imposibilitados de dominar territorio que los proveyera de víveres, los realistas de Montevideo lanzaron sucesivos ataques a la costa de los ríos Uruguay y Paraná, que saquearon impunemente hasta que una sonora victoria de los Granaderos a Caballo del coronel José de San Martín en el Combate de San Lorenzo, el 3 de febrero de 1813, los inhibió para nuevas incursiones. Desde entonces, la ciudad debió bastarse a sí misma.
El nuevo gobierno rioplatense accedió finalmente a reconocer la autoridad que tenía Artigas sobre las fuerzas de su mando, y ordenó a Sarratea regresar a Buenos Aires a principios de 1813. Artigas se sumó con sus fuerzas al sitio de Montevideo, poniéndose a órdenes de Rondeau, pero conservando cierta autonomía. Durante el resto del año 1813, la acción en el sitio de Montevideo se limitó a algunas escaramuzas.

### Segunda campaña al Alto Perú

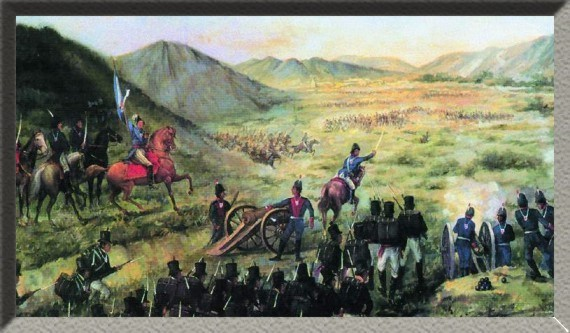
La Batalla de Salta.

Los cuatro meses con que contó para reorganizarse tras la victoria de Tucumán permitieron a Belgrano duplicar el número de sus hombres y mejorar su formación y disciplina, aunque le costaron el alejamiento de Holmberg, enemistado con otros oficiales.
Bien pertrechado y con la moral alta, emprendió el 12 de enero la marcha hacia Salta, donde Tristán se había fortificado y recibido refuerzos de Goyeneche: dos batallones, alguna caballería y 6 cañones. Un mes después, a orillas del río Juramento, el Ejército del Norte juró lealtad a la Asamblea General Constituyente y a la Bandera Argentina, bajo la cual lucharía desde entonces el Ejército del Norte.
Tristán esperaba el ataque de Belgrano desde el sur, pero –guiado por un oficial salteño– el Ejército del Norte se ubicó en la Hacienda de Castañares, al norte de la ciudad, cerrando una posible retirada de su enemigo hacia Jujuy. El 20 de febrero, en la Batalla de Salta, el ataque en columnas paralelas de los patriotas logró la rendición incondicional de Tristán: además del parque y el armamento capturado, que reforzó al Ejército del Norte, fueron tomados prisioneros 3200 efectivos. Retener semejante cantidad de prisioneros hubiera imposibilitado el avance hacia el Alto Perú, de modo que Belgrano los puso en libertad a cambio del juramento de no volver a tomar armas contra las Provincias Unidas.
Goyeneche evacuó Potosí rumbo a Oruro el 1.º de marzo con solo 450 hombres, y acordó con Belgrano un armisticio por 40 días. Desde Oruro, Goyeneche envió al virrey su renuncia, y en su reemplazo fue nombrado el general Joaquín de la Pezuela. También el reemplazo provisional de Goyeneche, el general Ramírez Orozco, abandonó Chuquisaca el 2 de marzo de 1813 y dejó como gobernador de Charcas al patriota Esteban Agustín Gascón. El Ejército del Norte avanzó hacia el Alto Perú y ocupó Tupiza.
Al llegar a Oruro, los soldados realistas juramentados en Salta fueron relevados de su juramento por el obispo de La Paz y por el virrey, y en gran parte reincorporados al ejército. En cambio, Tristán no volvería a luchar contra las Provincias Unidas.
Tanto Santa Cruz de la Sierra como Cochabamba se pronunciaron prontamente a favor de los independentistas en el mes de marzo, antes de la llegada del ejército de Belgrano a la región. Era el efecto de la completa derrota del ejército al mando de Tristán y de la caída de la moral, y obligó a los generales Tacón, Lombera y Ramírez Orozco a retirarse hacia el norte. Una división de 400 chuquisaqueños, al mando del teniente coronel José Antonio Acebey se unieron al Ejército del Norte en Potosí, a la cual Belgrano llegó el 7 de mayo.
Mientras avanzaba hacia el interior del Alto Perú, Belgrano intentó expandir la revuelta hacia la villa peruana de Tacna, donde el oficial porteño Enrique Paillardell logró dominar la ciudad. En lugar de intentar entrar en contacto con las fuerzas de Belgrano, Paillardell quiso avanzar sobre Arequipa, pero fue vencido en Camiara, huyendo los derrotados al Alto Perú. De todos modos, Belgrano dominaba gran parte del Alto Perú al frente de 3500 hombres.

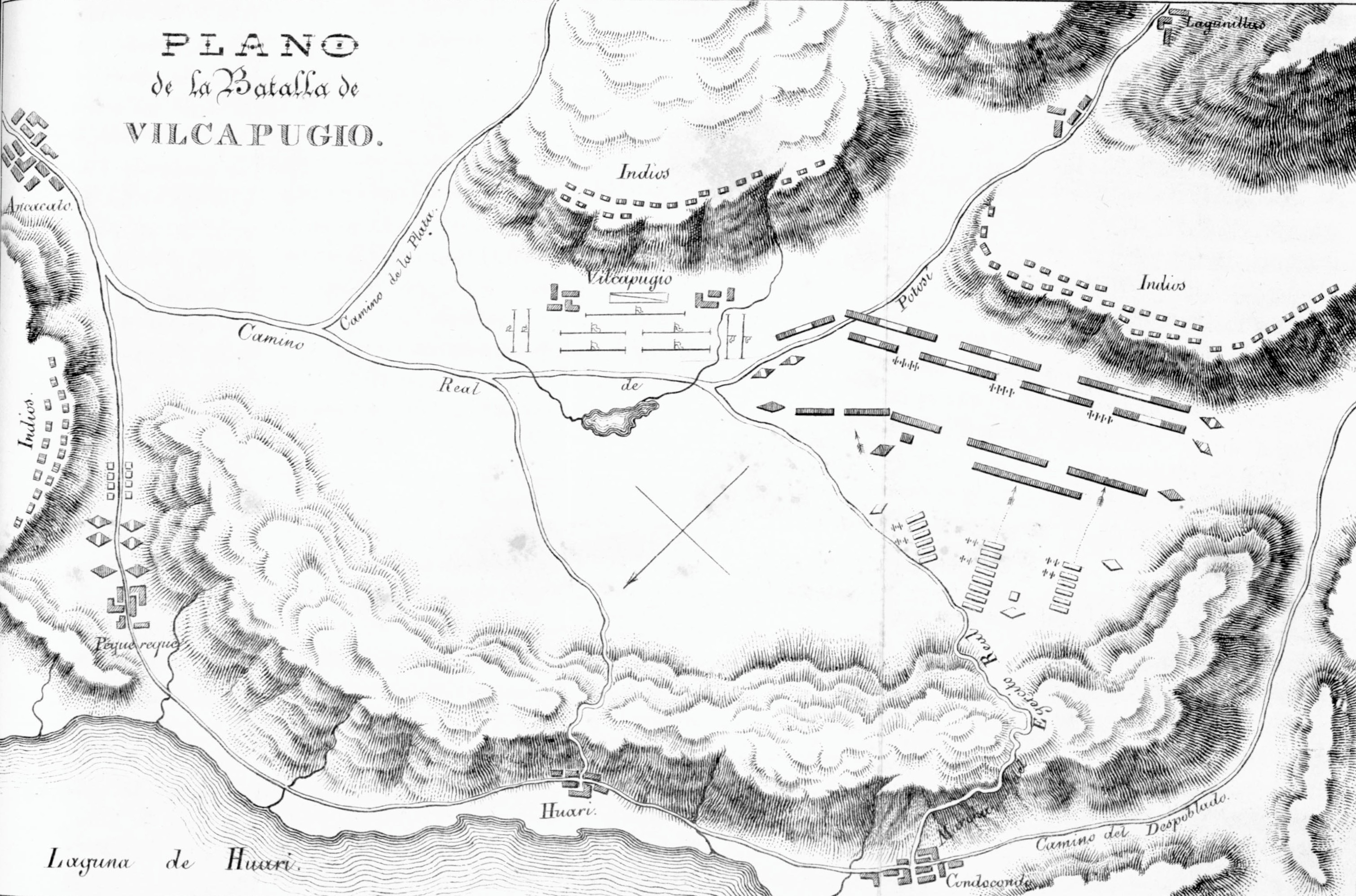
Antiguo plano de la Batalla de Vilcapugio.

En los primeros días de agosto, el general Pezuela tomó en Oruro el mando del ejército realista, que aumentó hasta 5000 hombres. Desde allí partió en busca del ejército independentista.
Belgrano había enviado al coronel Cornelio Zelaya, jefe de la caballería, a sublevar las poblaciones a espaldas del ejército realista. La captura de correspondencia entre este y algunos jefes de montoneras patriotas permitió a Pezuela saber que su enemigo estaba esperando refuerzos, de modo que decidió atacar cuanto antes.
El 1.º de octubre, en la Batalla de Vilcapugio, Belgrano logró desbaratar la formación realista, pero una señal equivocada de detener el ataque, sumada a la sorpresiva reaparición en la batalla de la caballería del coronel realista salteño Saturnino Castro causó la completa dispersión de las tropas independentistas.

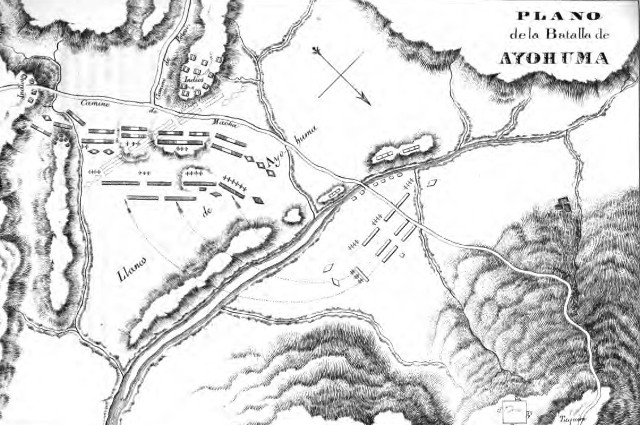
Antiguo plano de la Batalla de Ayohuma.

Belgrano se retiró hacia el este, ubicándose en la posición de Ayohuma, donde logró reunir unos 3400 hombres, de los cuales solamente unos mil eran veteranos.
Al iniciarse la Batalla de Ayohuma, el 14 de noviembre, Belgrano formó con demasiada anticipación a sus tropas en formación de batalla, lo que aprovechó Pezuela para atacar de flanco y obligarlo a cambiar de posición. La batalla fue desde el principio una clara victoria de Pezuela, y el Ejército del Norte quedó reducido a un tercio de su fuerza original.
El 18 de noviembre Belgrano y Díaz Vélez, en retirada, llegaron a Potosí. Partieron de allí al día siguiente, ante la inminente llegada del ejército realista, ordenando volar la Casa de Moneda, orden que no se cumplió. Efectivamente, al día siguiente entraba la vanguardia realista, al mando de Castro. A principios de 1814, el ejército realista se adueñó de Tarija.
En enero de 1814, el general Belgrano entregaba el mando del Ejército del Norte al coronel José de San Martín.

### Captura de Montevideo
Durante el año 1813, el Sitio de Montevideo se prolongó sin grandes alternativas, evidenciando la abundancia de recursos de los defensores y la falta de medios de los atacantes.
Las relaciones entre Artigas y el gobierno porteño habían empeorado: el rechazo de los diputados orientales a la Asamblea del Año XIII y la elección de otros, elegidos por inspiración de Rondeau, llevaron a su máxima tensión el conflicto entre las intenciones de independencia inmediata y de organización federal propugnadas por Artigas, y el centralismo y la moderación de la política del gobierno porteño.
A fines de enero de 1814, las tropas leales a Artigas abandonaron el sitio y se retiraron a la costa del río Uruguay. Estaban convencidos de que el gobierno porteño pretendía gobernar el país como una dependencia de Buenos Aires.
En respuesta, el director Posadas declaró a Artigas "traidor a la Patria" y puso precio a su cabeza. Envió un ejército a enfrentar a las montoneras federales de Artigas, comenzando de este modo la guerra entre Artigas y el Directorio, la primera de las guerras civiles argentinas.
El ejército enviado a enfrentar a Artigas –que después de vencerlo debía engrosar el sitio– fue derrotado en el Combate de El Espinillo, el 22 de febrero. En rápida sucesión, los territorios de Corrientes y Misiones, y los pueblos del interior de la Banda Oriental se pronunciaron a favor del federalismo propugnado por Artigas, de modo que las fuerzas sitiadoras no recibieron refuerzo alguno.
El gobernador Vigodet creyó que Artigas, pronunciado contra el gobierno central rioplatense, podría ser incorporado a la causa del Rey, pero el caudillo rechazó sus ofrecimientos.

#### Guerra naval y ocupación de Montevideo

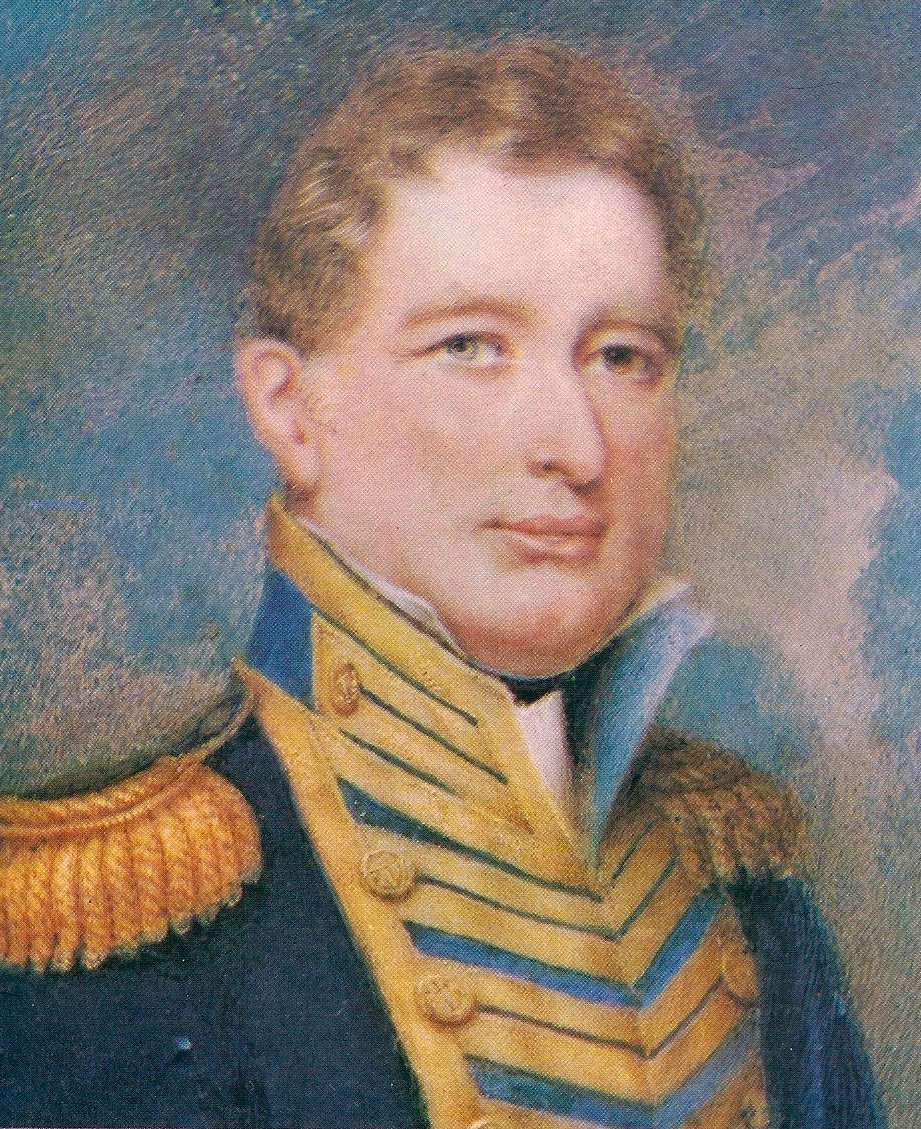
Guillermo Brown, vencedor de los realistas de Montevideo.

El gobierno revolucionario creó una pequeña flota y la dotó de la misión de disputar a los realistas el control de los ríos interiores y el estuario del Plata. El comando de todos los buques estaba en manos de marinos extranjeros, incluido su comandante, el irlandés Guillermo Brown, que venció al capitán Jacinto Romarate en el Combate de Martín García y ocupó la estratégica isla, obligando a los barcos realistas a retirarse remontando el río Uruguay el 15 de marzo. Los buques enviados en su persecución fueron derrotados en el combate de Arroyo de la China, pero Romarate permaneció en Concepción del Uruguay hasta el final de la guerra.
La noticia del inminente regreso de Fernando VII al trono español obligó a acelerar las acciones: el 20 de abril, la flota de Brown ancló frente a Montevideo, declarando el bloqueo naval a la ciudad. La escuadra realista comandada por Miguel de la Sierra zarpó de Montevideo a enfrentar a Brown, pero en el Combate naval del Buceo, librado entre los días 15 y 17 de mayo, la mayor parte de los buques realistas fueron capturados o destruidos. Varios de las naves restantes huyeron en dirección a España, y unas pocas unidades menores se encerraron en el puerto de Montevideo.
El cerco sobre la ciudad estaba completo, y la superioridad naval realista había desaparecido. Rondeau comandaba 4000 hombres en el sitio y Vigodet contaba con 5000 para defender la ciudad, por lo que Posadas envió a su sobrino, el coronel Carlos María de Alvear, con más de 1500 hombres; llevaba también orden de reemplazar a Rondeau al frente del sitio.
Alvear tomó el mando el día 17 de mayo, cuando la victoria de la flota de Brown ya era completa, y de inmediato negoció con Vigodet la entrega de Montevideo: llegaron a un acuerdo por el cual los realistas podrían retirarse a España con sus barcos y armas, mientras que los patriotas tomarían Montevideo en depósito, en nombre de Fernando VII. Pero, amparándose en la falta de ratificación del acuerdo por Posadas, Alvear ocupó la ciudad el 23 de mayo, tomó prisioneros a los realistas y capturó todo su armamento.
La caída de Montevideo significó el fin de la amenaza realista sobre el Río de la Plata, que había durado cuatro años. Vigodet sería puesto en libertad poco después, junto con todos los oficiales, pero las tropas de origen americano y africano y el armamento engrosaron los ejércitos independentistas: fueron tomados 5340 prisioneros, 310 cañones, 8000 fusiles y 99 embarcaciones.
También la población de Carmen de Patagones, que llevaba dos años y medio como bastión realista, fue ocupada por los patriotas.
Tras la captura de Montevideo, que se debió principalmente a la escuadra de guerra, esta fue desmantelada para cancelar deudas.

#### La guerra civil
La caída de Montevideo y su apostadero naval no significó el final de los problemas en el frente oriental, sino solo un cambio en su naturaleza. Pese a su promesa de entregar la ciudad a los hombres de Artigas, Alvear atacó a sus lugartenientes, lo que causó el reinicio de la guerra civil. Esta continuó con altibajos durante varios meses, forzando a mantener tropas en la Banda Oriental y en Entre Ríos, que no pudieron ser enviadas a reforzar el único frente que aún existía contra los realistas, en el Norte.
En enero del año siguiente, tras la victoria de Artigas en la Batalla de Guayabos Alvear acordó la paz y entregó a Artigas el control de la Provincia Oriental. Ese pacto liberó algunas fuerzas militares para ser enviadas hacia el norte, pero la negativa de Artigas a suspender su ayuda a los federales de Entre Ríos y Corrientes obligó a mantener muchas tropas en esa región y en la Capital.
Una campaña lanzada en abril de 1815 contra los federales terminó con la sublevación de las unidades porteñas y la caída del Director Alvear. El director Supremo sustituto, Ignacio Álvarez Thomas firmó un nuevo acuerdo con Artigas, gracias al cual se liberaron nuevas fuerzas que fueron enviadas en ayuda del Ejército del Norte. No obstante, meses después, el mismo Álvarez Thomas rompería el acuerdo.
El litoral fluvial rioplatense permanecería durante muchos años como un sumidero de recursos militares, que no estarían disponibles para las campañas en otros frentes.

### La Guerra Gaucha

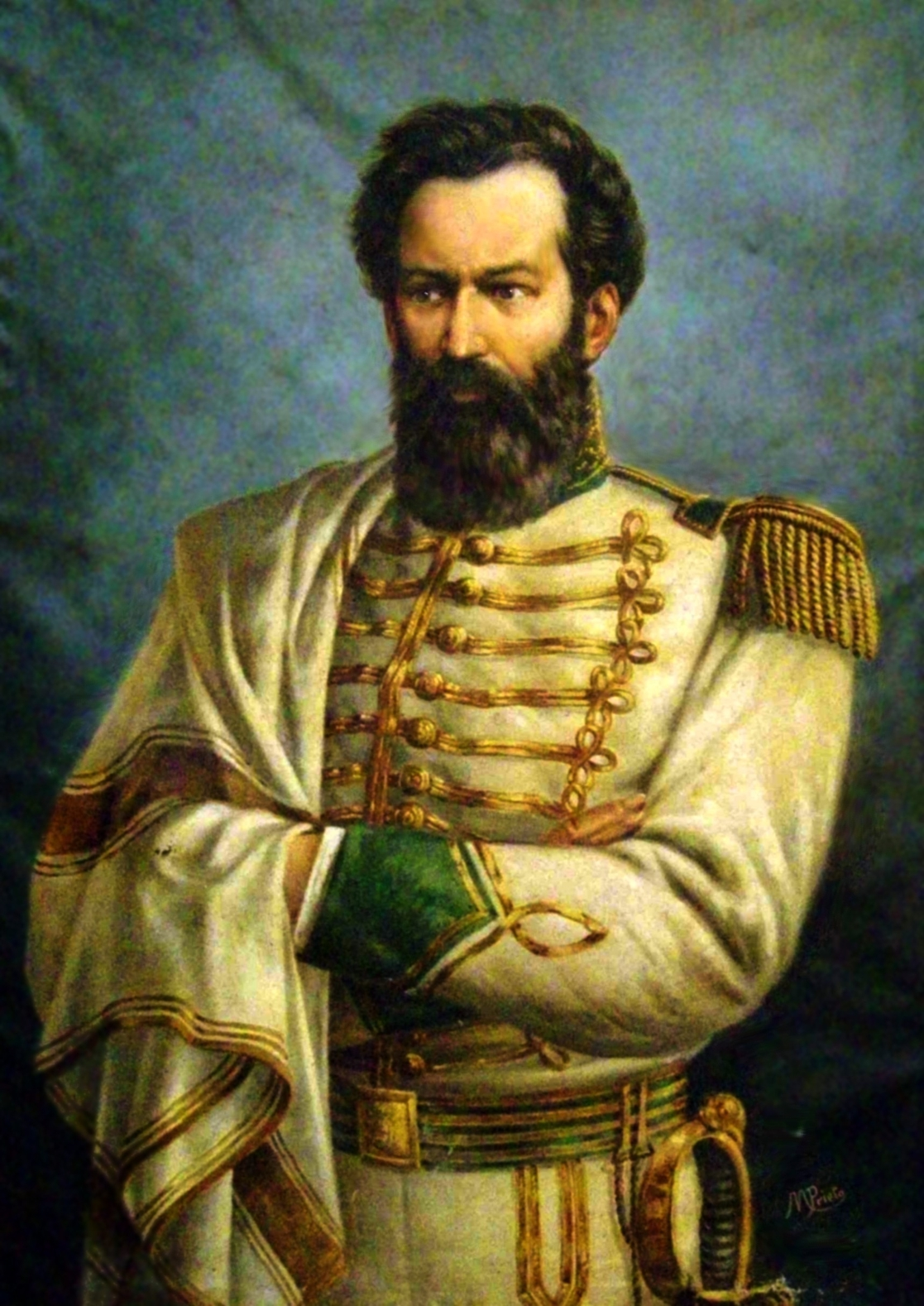
El general Martín Miguel de Güemes, líder de la guerra gaucha.

En el frente norte, el ejército realista comenzó su avance hacia el sur sin asegurar su retaguardia, ya que en los valles del este del Alto Perú se estaban formando núcleos de resistencia informal, las Republiquetas. Eran al menos diez grupos distintos, de los cuales los dos más poderosos eran los reunidos por Juan Antonio Álvarez de Arenales cerca de Cochabamba, e Ignacio Warnes en la ciudad de Santa Cruz de la Sierra. El 25 de mayo, ambos jefes lograron una gran victoria en la batalla de La Florida y lograron controlar Cochabamba poco después.
No obstante, el rápido avance realista logró sus objetivos: Ramírez Orozco ocupó Salta y diversas partidas ocuparon otras localidades de la Intendencia; el 27 de mayo, Pezuela entraba en Jujuy. Algunos realistas de Salta reunieron tropas para los ejércitos del Rey, como el hacendado Manuel Fernando de Aramburú, que organizó el Escuadrón de Caballería de San Carlos.
Ante el avance de la invasión realista, San Martín retiró el desmoralizado Ejército del Norte a Tucumán, convencido de que no tenía posibilidades de enfrentarla. Encargó la defensa del Norte a una división irregular de gauchos comandada por Manuel Dorrego, que fue suficiente para retrasar el avance realista. Poco después, San Martín reemplazó a Dorrego –a causa de problemas disciplinarios– por Martín Miguel de Güemes y Apolinario Saravia. Estos establecieron contactos con estancieros de la zona, como José Ignacio Gorriti, Pablo Latorre, Luis Borja Díaz de Lea y Plaza y Luis Burela, que organizaron y dirigieron partidas de combatientes irregulares.
Güemes dirigía la coordinación de los movimientos de cada partida de gauchos y organizaba también su provisión de víveres y armamento. A mediados del año 1814, los gauchos de Güemes controlaban la mayor parte de la zona rural de Salta.
Por razones de salud, San Martín renunció al comando del Ejército a los cuatro meses de haberlo asumido, siendo reemplazado por el general José Rondeau.
La acción guerrillera de los gauchos de Güemes y la noticia de la caída de Montevideo hicieron desistir a Pezuela de avanzar sobre Tucumán. Replegó el ejército hacia el norte, abandonando Jujuy el 3 de agosto y llegando a Suipacha el 24 de ese mes.

### Revolución en Cuzco
Al llegar a Tupiza, Pezuela recibió una noticia alarmante: poco antes había estallado la Rebelión del Cuzco, dirigida por los hermanos Angulo y el cacique Mateo Pumacahua, que había abandonado el bando realista. Estos enviaron un ejército al mando del coronel Juan Manuel Pinelo –uno de los oficiales juramentados en Salta– a tomar Puno, desde donde marchó a La Paz, que ocupó el 24 de septiembre. Otras divisiones avanzaron sobre Arequipa y Huamanga, logrando un amplio éxito.
Pezuela envió a su segundo, el general Ramírez Orozco, para enfrentar a los revolucionarios. Este derrotó a Pinelo y ocupó sucesivamente La Paz el 2 de noviembre, Arequipa el 9 de diciembre, Puno el 11 de marzo y Cuzco el 25 de marzo.
No obstante, recrudeció la actividad de las Republiquetas, entre las cuales sobresalieron la de Larecaja, dirigida por el cura Ildefonso de las Muñecas, la de Tarija, comandada por Juan Ramón Rojas, y la de Cinti, dirigida por Vicente Camargo, que obtuvieron varias pequeñas victorias sobre los realistas.
Aprovechando la inactividad de la vanguardia realista, Güemes avanzó hasta Humahuaca y estableció un batallón en Yavi en diciembre de 1814. Pezuela reaccionó enviando al coronel Pedro Antonio Olañeta a ocupar Yavi y Tarija. Un intento de sublevación de las tropas acantonadas en Jujuy y Humahuaca, formadas por soldados rendidos en Montevideo, fue abortado antes de que estallara.
Casi en la misma fecha, el director Posadas ordenó el reemplazo de Rondeau como jefe del Ejército del Norte por su sobrino Alvear. Pero varios oficiales del Ejército se sublevaron y se negaron a acatar a Alvear, que regresó a Buenos Aires. Allí Posadas acababa de renunciar debido a esa rebelión, y en su lugar fue elegido Director Supremo el general Alvear.

### La guerra en Chile
En la vecina Chile, la independencia fue un proceso prácticamente incruento. Casi no hubo resistencia militar de parte de los realistas, y desde ese país fue enviada en 1811 una división de auxilio a luchar por la independencia en el Río de la Plata, sirvió en Buenos Aires hasta 1813, año en que volvió a Chile a luchar contra la invasión de que era objeto por parte de tropas realistas.
En 1812, durante los enfrentamientos internos entre los patriotas chilenos, la isla de Chiloé y la ciudad de Valdivia se pronunciaron contra el gobierno chileno y se pusieron a órdenes del virrey Abascal. Este aprovechó la oportunidad y envió hacia Chiloé una pequeña expedición con 50 soldados y 20 oficiales veteranos, pero provistos de abundante armamento, equipos y dinero.
En pocos meses, el brigadier Antonio Pareja creó un pequeño ejército en Chiloé, lo aumentó en Valdivia y desembarcó cerca de Talcahuano y Concepción, apoderándose de ambas ciudades al frente de 3400 hombres, comenzando la Guerra de independencia de Chile a principios de 1813.
Las fuerzas de la división chilena en Buenos Aires se retiraron a su país, y la lucha se prolongó a lo largo del año 1813 sin que ningún bando obtuviera ventaja. El gobierno chileno pidió refuerzos al rioplatense, el cual envió un batallón de Auxiliares Argentinos, formado por 257 soldados de infantería de línea procedentes de Cuyo y Córdoba. Bajo el mando del teniente coronel Santiago Carreras, gobernador saliente de Córdoba –posteriormente reemplazado por Marcos Balcarce– y su segundo jefe Juan Gregorio de Las Heras, llegó a Santiago de Chile en octubre de 1813.
Las tropas rioplatenses participaron como auxiliares de las divisiones chilenas del general Juan Mackenna en las batallas de Cucha Cucha y Membrillar.

#### Emigración chilena
Una serie de campañas indecisas y el fracasado Tratado de Lircay llevaron gradualmente a la Patria Vieja a una situación más peligrosa. Una guerra civil entre partidarios de Bernardo O'Higgins y de José Miguel Carrera determinó que los Auxiliares Argentinos, mandados por Las Heras, fueran expulsados por este último. Dejando a sus hombres en Los Andes, Las Heras regresó a Mendoza, desde donde San Martín, gobernador de la Intendencia de Cuyo, lo envió de regreso a Chile.
También fueron remitidos a la Argentina varios altos oficiales del ejército chileno expulsados por Carrera, como el general Mackenna, que predispusieron a San Martín y al gobierno argentino en contra del partido de aquel.
Poco después se produjo la completa derrota de los independentistas chilenos ante el general Mariano Osorio en la Batalla de Rancagua. Las Heras y el batallón de Auxiliares escoltaron al gobierno, algunas tropas y gran cantidad de civiles hacia Mendoza. Otros oficiales, como Ramón Freire, llevaron sus fuerzas hacia el sur de Mendoza.
Carrera seguía considerándose el jefe de gobierno de los chilenos, pero San Martín, aconsejado por O'Higgins, lo expulsó y puso a las tropas emigradas –unos 600 hombres– bajo las órdenes de Marcos Balcarce. Muchos de estos soldados chilenos desertaron y regresaron a sus hogares en el verano, mientras que otros se unieron a las fuerzas rioplatenses al llegar a la capital. El resto de las tropas permaneció en Cuyo, donde posteriormente se incorporarían al Ejército de los Andes.

#### El plan continental de San Martín

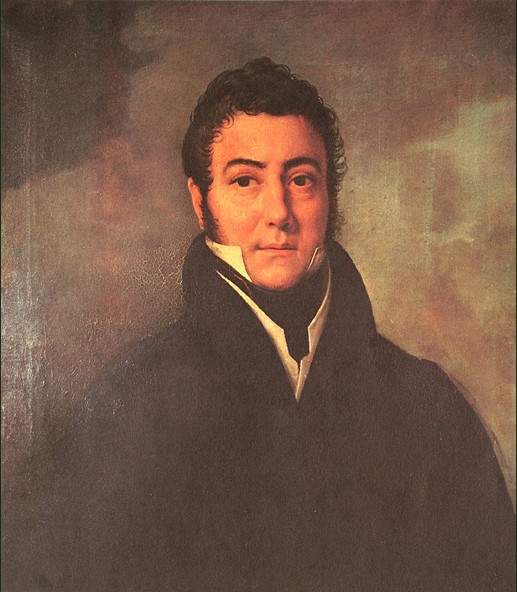
El general José de San Martín.

San Martín había comprobado durante su estancia en el Ejército del Norte que sería muy difícil conquistar el Alto Perú y el Perú avanzando por tierra por razones geográficas y de logística. El corazón de la resistencia realista estaba en Lima, desde donde el virrey Abascal había coordinado las operaciones militares, incluidas las reconquistas del Alto Perú, del sur del Perú y de Chile.
Tomando la idea de los antiguos proyectos británicos de conquista de América del Sur, o bien, como sostienen algunos historiadores, por orden de autoridades militares británicas, San Martín ideó llegar a Lima por mar, partiendo desde Chile. Esa parece haber sido la verdadera razón de su abandono del Ejército del Norte y de su pedido de ser nombrado gobernador de Cuyo.
Pese a que la idea pareció destinada al abandono debido a la reconquista de Chile, San Martín se aferró a su "plan continental", aunque la nueva situación lo obligaba a reconquistar Chile en primer lugar. Por ello reforzó los recursos militares de su provincia, e incorporó a los oficiales y las tropas chilenas a los mismos: en noviembre de 1814, el director Supremo creó en Mendoza el Batallón N.º 11 de Infantería, basándose en los Auxiliares Argentinos remanentes, con el teniente coronel Las Heras como comandante. Este cuerpo sería transformado en regimiento en enero de 1816, y Las Heras ascendido a coronel.
Antes de finales de ese año de 1814 se incorporaron a las fuerzas de Cuyo dos compañías del Batallón de Castas y 50 artilleros con 4 cañones, al mando del capitán Pedro Regalado de la Plaza. Otros refuerzos fueron llegando en los meses siguientes, con la misión de evitar una posible invasión realista desde Chile.

### Tercera campaña al Alto Perú

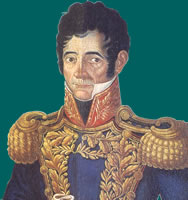
El general José Rondeau comandó la Tercera expedición auxiliadora al Alto Perú.

Alvear no tomó ninguna resolución sobre el Ejército del Norte, pero en enero de 1815 Rondeau inició la campaña al Alto Perú avanzando lentamente hacia el norte. La lentitud sería la característica más sobresaliente de esta campaña.
Güemes fue reemplazado como comandante de vanguardia por el coronel Martín Rodríguez, pero este fue capturado en el Combate del Tejar. La pequeña derrota obligó a retrasar el avance hacia el norte, que recién se reinició tras un cambio de prisioneros y la Batalla de Puesto del Marqués, a mediados de abril.
Faltándole las tropas de Ramírez Orozco, Pezuela ordenó el repliegue de sus fuerzas desde Potosí y Chuquisaca. Esta última ciudad fue ocupada por Manuel Asencio Padilla, jefe de la Republiqueta de La Laguna, y por Álvarez de Arenales, de la Republiqueta de Vallegrande.
El ejército de Rondeau continuó su despacioso avance sobre el Alto Perú, mientras Arenales ocupaba Cochabamba. En Buenos Aires, la revolución dirigida por Álvarez Thomas acababa de derrocar a Alvear, y el general Rondeau fue nombrado Director Supremo. No podía ejercer ese cargo sino en el territorio que dominaba –desde Tucumán hacia el norte, incluyendo la meseta altoperuana– por lo que en la capital ejercía como sustituto el propio Álvarez Thomas.
Indignado por el papel secundario asignado por Rondeau a sus gauchos, y considerando que la falta de disciplina del ejército lo condenaba a la derrota, el coronel Güemes abandonó las filas al frente de sus milicianos y regresó a Salta, apoderándose de armas de la reserva del Ejército en Jujuy. Al llegar a la ciudad de Salta, sus habitantes lo eligieron gobernador, en un acto que significaba solamente el ejercicio de la soberanía por parte del pueblo salteño. Pero, desde el punto de vista del Director Rondeau, significaba un abierto desafío a su autoridad; de modo que declaró a Güemes desertor, pero por el momento no pudo tomar otras medidas.

#### Sipe Sipe

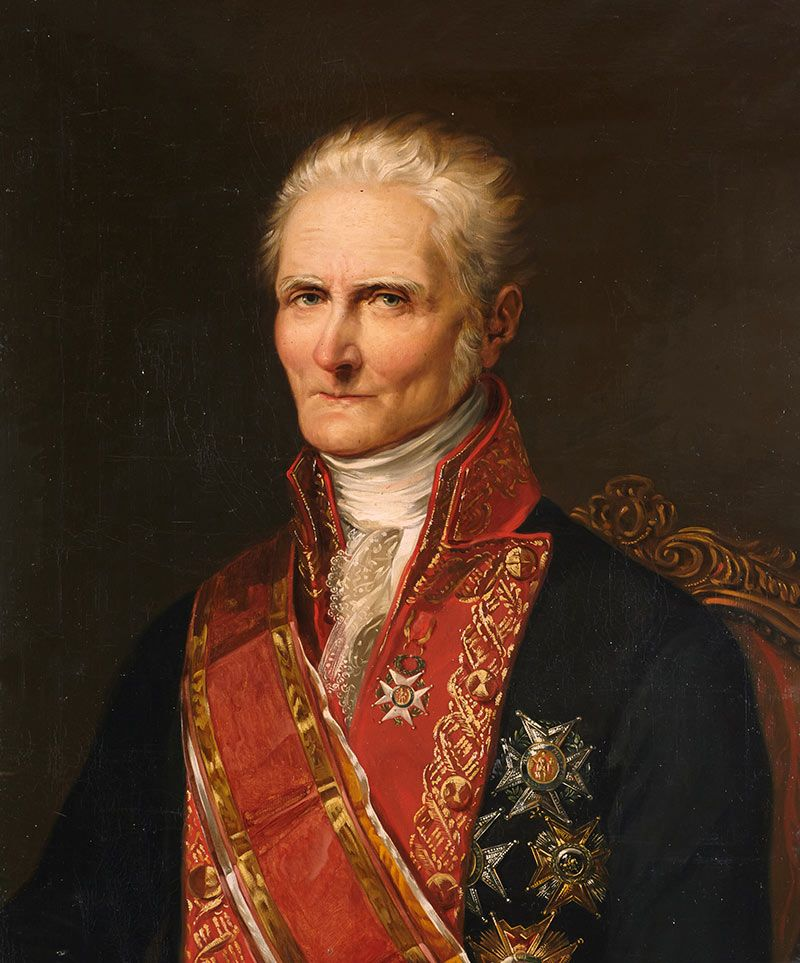
General Joaquín de la Pezuela, vencedor en la Batalla de Sipe Sipe y posteriormente virrey del Perú.

La lentitud de Rondeau dio a los realistas tiempo para recibir refuerzos: un regimiento y un batallón enviados desde Chile y –a mediados de julio– la división de Ramírez Orozco, que ya había recuperado Cuzco. Mientras Pezuela maniobraba para lograr una posición ventajosa sobre su enemigo, Martín Rodríguez intentó una sorpresa sobre los realistas, siendo completamente derrotado en la Batalla de Venta y Media. Esta causó graves bajas y una fuerte baja en la moral del ejército.
En ayuda de Rondeau habían sido enviados dos regimientos, vacantes por una interrupción temporaria de la guerra civil, al mando de Domingo French y Juan Bautista Bustos. Temiendo que antes de seguir su camino hacia el norte intentaran derrocarlo, Güemes prohibió su ingreso a Salta hasta que los dos jefes lo reconocieron como gobernador. Esto ocurrió a mediados de noviembre, cuando ya era tarde para que se incorporaran al Ejército del Norte.
Rondeau llevó su ejército hasta las cercanías de Cochabamba, en una posición que consideró muy favorable, pero una audaz maniobra del ejército realista –bajar una peligrosa cuesta–, permitió a Pezuela obtener una completa victoria en la Batalla de Sipe Sipe o de Viluma, el día 29 de noviembre. El Ejército del Norte perdió mil hombres entre muertos y prisioneros, toda la artillería y el parque.
Rondeau huyó sin dar órdenes a sus soldados, que se dispersaron casi completamente, tenazmente perseguidos por los realistas. A lo largo del mes de diciembre, los españoles ocuparon todas las ciudades del Alto Perú, con excepción de Santa Cruz de la Sierra, defendida por su gobernador Ignacio Warnes.
Rondeau dedicó el mes de marzo de 1816 a intentar deponer a Güemes, el cual eludió el combate y lo dejó sin víveres, obligándole a negociar un acuerdo por el que fue reconocido como gobernador de Salta. La única acción contraofensiva que intentó el director Supremo fue enviar hacia el norte la Expedición de Aráoz de Lamadrid al Alto Perú de Gregorio Aráoz de Lamadrid, pero este fue derrotado en dos combates, Batalla de La Tablada (Tarija) y el Combate de Sopachuy siendo obligado a retirarse hacia el sur.

#### Disolución de las Republiquetas
Salvo el coronel Arenales, que se retiró hacia Jujuy, los demás jefes de las republiquetas continuaron su resistencia. Rondeau les había prometido regresar cuanto antes, pese a lo cual quedaron abandonadas a su suerte y fueron derrotadas una por una: después de tres derrotas en marzo y abril, Vicente Camargo fue muerto y su Republiqueta de Cinti fue destruida. El 5 de abril Tarija cayó en manos realistas.
El cura Muñecas logró evadir por bastante tiempo a sus enemigos, pero fue vencido y capturado, muriendo a manos de quienes lo llevaban prisionero hacia el Perú.
Manuel Ascencio Padilla y su esposa Juana Azurduy resistieron varios meses, hasta que fueron derrotados en el mes de octubre por el coronel Francisco Javier Aguilera, batalla en que Padilla resultó muerto. Aguilera continuó su marcha y derrotó el 21 de noviembre en la Batalla de El Pari al coronel Warnes, que murió en combate, ocupando Santa Cruz de la Sierra.
Otras republiquetas resistieron algún tiempo más, pero casi todas fueron cayendo en manos de los realistas. La única que resistió hasta el final de la guerra fue la Republiqueta de Ayopaya, dirigida por José Miguel Lanza.

## Directorio de Pueyrredón

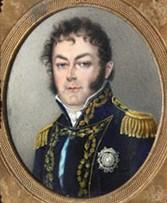
Juan Martín de Pueyrredón.

El Congreso de Tucumán, reunido por orden del Director interino Álvarez Thomas, nombró nuevo Director Supremo a uno de sus diputados, Juan Martín de Pueyrredón, que marchó a la capital. En el camino se detuvo en Córdoba a discutir con el general San Martín su plan continental y los recursos que debía aportar el Directorio.
Todos los esfuerzos militares del gobierno de Pueyrredón estuvieron orientados a dos objetivos centrales: aplastar la resistencia de los federales en el Litoral y en Córdoba y sostener los esfuerzos de San Martín en su campaña a Chile. El frente norte fue abandonado y, aunque siguió existiendo, el Ejército del Norte fue destinado a someter las rebeliones de los caudillos federales, tales como la sublevación autonomista de Borges en Santiago del Estero y las recurrentes insurrecciones federales en Córdoba.
Al producirse la invasión portuguesa de la Banda Oriental, a partir de 1816, el director no solo se negó a colaborar con Artigas en su defensa, sino que pretendió utilizar la invasión para doblegar a los federales de las provincias del Litoral.
Después de la reconquista de Chile, Pueyrredón exigiría a San Martín y Belgrano, comandantes de los ejércitos de los Andes y del Norte, que trasladaran a esas fuerzas al Litoral para acabar con los federales. Ambos comandantes obedecieron solo a medias.
A mediados de 1819, Pueyrredón presentó su renuncia y fue suplantado por Rondeau. Este continuó y profundizó la política de su antecesor, llamando perentoriamente a ambos ejércitos al Litoral, y abandonando por completo la Guerra por la Independencia.
En diciembre de 1813 Fernando VII había recuperado el gobierno y ejecutaba una política firmemente absolutista. En años anteriores, España se había mostrado dubitativa al momento de defender sus excolonias, debido a que temía la reacción de las demás naciones europeas. Pero, con sus espaldas cubiertas por la Santa Alianza firmada en 1815, –la cual, siguiendo las recomendaciones del Congreso de Viena, sostenía a todos los gobiernos establecidos en Europa y promovía la paz entre ellos– Fernando pudo dedicar todos sus esfuerzos al intento de reconquistar la América española. La acción del Papa Pío VII, que lanzó la encíclica legitimista de 1816, por la cual bendecía las acciones represivas de los realistas en España, respaldaba su actitud agresiva.
De modo que Fernando envió sucesivas expediciones para reconquistar las colonias americanas, llegando a un total de 13 expediciones con 26 542 hombres. No obstante, esas expediciones nunca tuvieron fuerza suficiente como para imponerse decisivamente a los independentistas del Río de la Plata. La única expedición poderosa proyectada para ser lanzada sobre esa región debió ser suspendida repetidas veces, ante las epidemias que diezmaron y debilitaron a sus tropas.

### Expedición corsaria en el Pacífico
El desmantelamiento de la escuadra de guerra después de la caída de Montevideo no dejó a las Provincias Unidas indefensas por mar: el Directorio organizó la guerra de corso contra España y otorgó varias decenas de patentes. Mediante esta modalidad, los corsarios bajo bandera argentina obtuvieron unos cien barcos como presas entre 1814 y 1823.
En mayo de 1815, el gobierno resolvió organizar una campaña corsaria al Océano Pacífico, como medida defensiva ante la inminente llegada de una expedición reconquistadora desde España. Muchos emigrados chilenos participaron en la organización, el financiamiento y en la dotación de la expedición.
La escuadrilla corsaria quedó formada por 4 barcos con unos 150 cañones y más de 500 tripulantes: la Fragata Hércules, al mando del comandante Guillermo Brown, el Bergantín Santísima Trinidad, al mando del capitán Miguel Brown, la Corbeta Halcón, al mando de Hipólito Bouchard –en la que viajaba el capitán chileno Ramón Freire– y la Goleta Constitución, al mando de Oliverio Russell, tripulada por chilenos.
Zarparon en octubre y traspusieron el cabo de Hornos soportando un fuerte temporal, en que naufragó la nave de Russell. Llegaron en los últimos días del año a la isla Mocha, en las costas de la Araucanía, donde se reorganizaron. El gobierno realista chileno reaccionó prohibiendo toda salida de buques desde sus puertos.
En enero de 1816 bloquearon el puerto del Callao, apoderándose de nueve buques que se dirigían al mismo, y que se sumaron a la expedición.
En febrero bloquearon el río Guayas y ocuparon la isla Puná. Desde allí, Brown dirigió un ataque sobre Guayaquil, pero fue derrotado y tomado prisionero. Tras un cruce de amenazas entre el gobernador de Guayaquil y Bouchard, este logró un canje de prisioneros con el que liberó a todos los capturados.
La expedición se dirigió a las islas Galápagos, donde se separaron: Bouchard, al mando de una nave que luego fue renombrada como fragata La Argentina, arribó a Buenos Aires en junio. Brown se dirigió a la bahía de San Buenaventura, desde donde pretendió ponerse en contacto con las autoridades revolucionarias de Bogotá; pero esa ciudad había caído en manos realistas. Tras perder la Halcón en un naufragio, Brown regresó al océano Atlántico, donde esquivó una escuadra portuguesa que se dirigía a Montevideo y continuó viaje hacia el norte.
Terminó por anclar en Barbados, donde las autoridades británicas lo acusaron de piratería e incautaron el buque y su cargamento. Retornó a Buenos Aires a mediados de 1818.

### El Ejército de los Andes y la Campaña a Chile
En agosto de 1815, San Martín dispuso una leva de "vagos" y voluntarios en Mendoza y San Juan. Al mes siguiente se incorporaron dos escuadrones de Granaderos a Caballo, que habían participado en la guerra civil en la Banda Oriental y que fueron aumentados con gauchos de San Luis. En diciembre de 1815, informaba al gobierno que disponía de 3887 hombres, incluidos unos 700 esclavos libertos.
San Martín encargó al fraile Luis Beltrán –que contaba con 700 hombres a sus órdenes– la fabricación de pólvora, armamentos, municiones y uniformes.
San Martín envió a Chile a José Antonio Álvarez Condarco, director de la fábrica de pólvora, con la excusa de llevar un mensaje, pero este aprovechó el viaje para realizar un plano muy detallado de los pasos de los Andes.
El 1 de agosto de 1816, el director Supremo Juan Martín de Pueyrredón, decretó que el nombre de la fuerza fuera "Ejército de los Andes", designando como su general en jefe a San Martín, al que el Congreso de Tucumán ascendió al grado de Capitán General, con las facultades políticas y militares necesarias. San Martín delegó el mando político de Cuyo en el coronel Toribio de Luzuriaga y se instaló con su Ejército en Campamento del Plumerillo, en las cercanías de Mendoza, con el brigadier Miguel Estanislao Soler como jefe de Estado Mayor.
Pueyrredón envió al nuevo ejército toda la ayuda que pudo, incluyendo refuerzos militares, dinero, alimentos, armas, uniformes y municiones en gran cantidad. No obstante, su obstinación en aplastar la resistencia de los federales, especialmente en la provincia de Santa Fe, no le permitió enviar más tropas al frente de los Andes, ya que las necesitó para continuar la guerra civil.
El Capitán General Casimiro Marcó del Pont conocía los planes de San Martín, que era consciente de que nunca podría llevar hasta Chile un ejército tan numeroso como el de su enemigo. Por ello buscó dividir sus fuerzas, haciéndole creer alternativamente que iba a invadir por el sur o por el norte del país.
San Martín se esforzó en conservar un trato amistoso con los caciques pehuenches del sur mendocino, que dominaban los pasos cordilleranos. Sostuvo con ellos un gran parlamento, solicitándoles permiso para cruzar sus tierras hacia Chile, lo que fue aprobado por los caciques. Uno de los jefes indígenas llevó a Chile esa noticia, que pareció confirmar a Marcó del Pont su creencia de que el esperado ataque se produciría por el sur. Las fuerzas realistas en Chile se mantuvieron divididas hasta muy poco antes de la invasión de San Martín.
Por otro lado, algunos activistas mantuvieron en continua alerta al ejército realista por todo el territorio chileno. El más destacado de ellos era un exoficial del partido de los Carrera, Manuel Rodríguez, que recorrió el centro y el sur del país atacando poblaciones, causando desgastantes alarmas en las fuerzas realistas y lanzando panfletos contra el gobierno. También sirvió como espía a favor de San Martín, y como correo entre este y los patriotas chilenos.
Este notable conjunto de estrategias indirectas para obtener ventajas antes del combate decisivo fueron llamadas «Guerra de Zapa».

#### Cruce de los Andes
Formaban la infantería del Ejército de los Andes 2334 hombres, de los siguientes batallones: N.º 8, al mando de Ambrosio Crámer; N.º 11, bajo el mando de Juan Gregorio de las Heras; y N.º 7, al mando de Pedro Conde. La caballería estaba formada por el Regimiento de Granaderos a Caballo, comandando por José Matías Zapiola, y el batallón N.º 1 de Cazadores, al mando de Rudecindo Alvarado, y totalizaba 1395 hombres. La artillería estaba servida por un regimiento de 258 hombres, al mando de Pedro Regalado de la Plaza.
El 6 de enero de 1817, el Ejército de los Andes se puso en marcha desde el Campamento del Plumerillo, totalizando 5350 hombres: 14 jefes, 195 oficiales y 3778 soldados, de los cuales varios centenares eran de origen chileno. Además formaban como auxiliares unos 1200 milicianos de caballería de La Rioja, Mendoza, San Juan y Chile, y 120 barreteros.
Las tropas no combatirían bajo la bandera argentina, sino bajo la del Ejército de los Andes, que contenía un escudo argentino sobre fondo azul y blanco.
El Ejército se dividía en seis columnas, que pasarían por seis pasos distintos. Dos columnas reunían la mayor parte del ejército, mientras las otras cuatro eran mucho menores, y su misión era confundir a Marcó del Pont sobre el verdadero lugar por el que cruzaría el grueso del Ejército.
- Por el Paso de Come-Caballos, en La Rioja, avanzaron 130 soldados al mando de Francisco Zelada y Nicolás Dávila, acompañados por 200 milicianos. Su misión era ocupar la Provincia de Coquimbo, en particular la ciudad de Copiapó en nombre del Estado de Chile, por lo que los emigrados chilenos que los acompañaban llevaban la bandera chilena. Alcanzaron su objetivo sin combatir.
- Por el Paso de Guana, en San Juan, cruzaron 200 hombres para tomar la ciudad de La Serena, al mando del teniente coronel Juan Manuel Cabot,[203] pasando por Talacasto, Pismanta y el paso de Agua Negra. El 6 de febrero sorprendieron a una guardia realista, y días después se interpusieron entre La Serena y Santiago. Las autoridades de La Serena, escoltadas por una guarnición de 100 hombres, se retiraron hacia el río Limarí, en cuyas orillas fueron alcanzados por las fuerzas patriotas e intervinieron en dos pequeños combates, Barraza y Salala. Cabot tomó posesión de Illapel y La Serena el 25 de febrero.
- Por el Paso del Portillo se desplazaron 55 hombres al mando del capitán José León Lemos, con una misión puramente distractiva.[204] Pese a que no lograron capturar a la partida que los avistó en San Gabriel, cumplieron su misión y se incorporaron a la fuerza principal.
- Por el Paso del Planchón cruzaron 100 hombres del ejército –80 infantes montados y 20 jinetes con 3 oficiales– y un grupo de emigrados chilenos voluntarios, al mando del teniente coronel Ramón Freire.[205] Intentando convencer a los realistas de que eran la avanzada del grueso del ejército invasor, lograron una victoria cerca de Talca. Aunque no pudieron perseguir a los derrotados por el mal estado de los caballos de la expedición, Freire lograría capturar casi 2000 hombres. Marcó del Pont envió a su encuentro unos 1000 soldados, que no pudieron regresar a tiempo a Santiago al saberse que el avance del Ejército se producía por el norte de Santiago.
- El 17 de enero de 1817 iniciaron 3200 hombres el avance por el paso de Los Patos. Formaban parte de esa fuerza las divisiones de Soler, O´Higgins y San Martín. Las avanzadas lograron una pequeña victoria en Achupallas,[206] y poco después otra en Las Coimas. El 8 de febrero ingresaron en San Felipe. El día 9 fue reconstruido el puente sobre el río Aconcagua y el comandante Melián avanzó con un escuadrón de granaderos hacia el oeste.
- El avance por el Paso de Uspallata se inició el 18 de enero. Por esa ruta viajaban 800 hombres al mando del general Las Heras,[n. 18][207] y el mayor Enrique Martínez, junto con casi toda la artillería y el parque, dirigidos por Fray Luis Beltrán. Tras ser derrotadas sus avanzadas en los combates de Picheuta y Potrerillos, vencieron a la avanzadilla realista en Guardia Vieja.[208] Llegaron a la ciudad de Los Andes el día 8 de febrero, tras un retraso de dos días ordenado por San Martín.

El 9 de febrero, ambas columnas se reunieron en el campamento de Curimón, cerca de la villa de Los Andes. Desde allí enviaron partidas exploratorias, que confirmaron que los realistas los esperaban en la Hacienda de Chacabuco.

#### Chacabuco

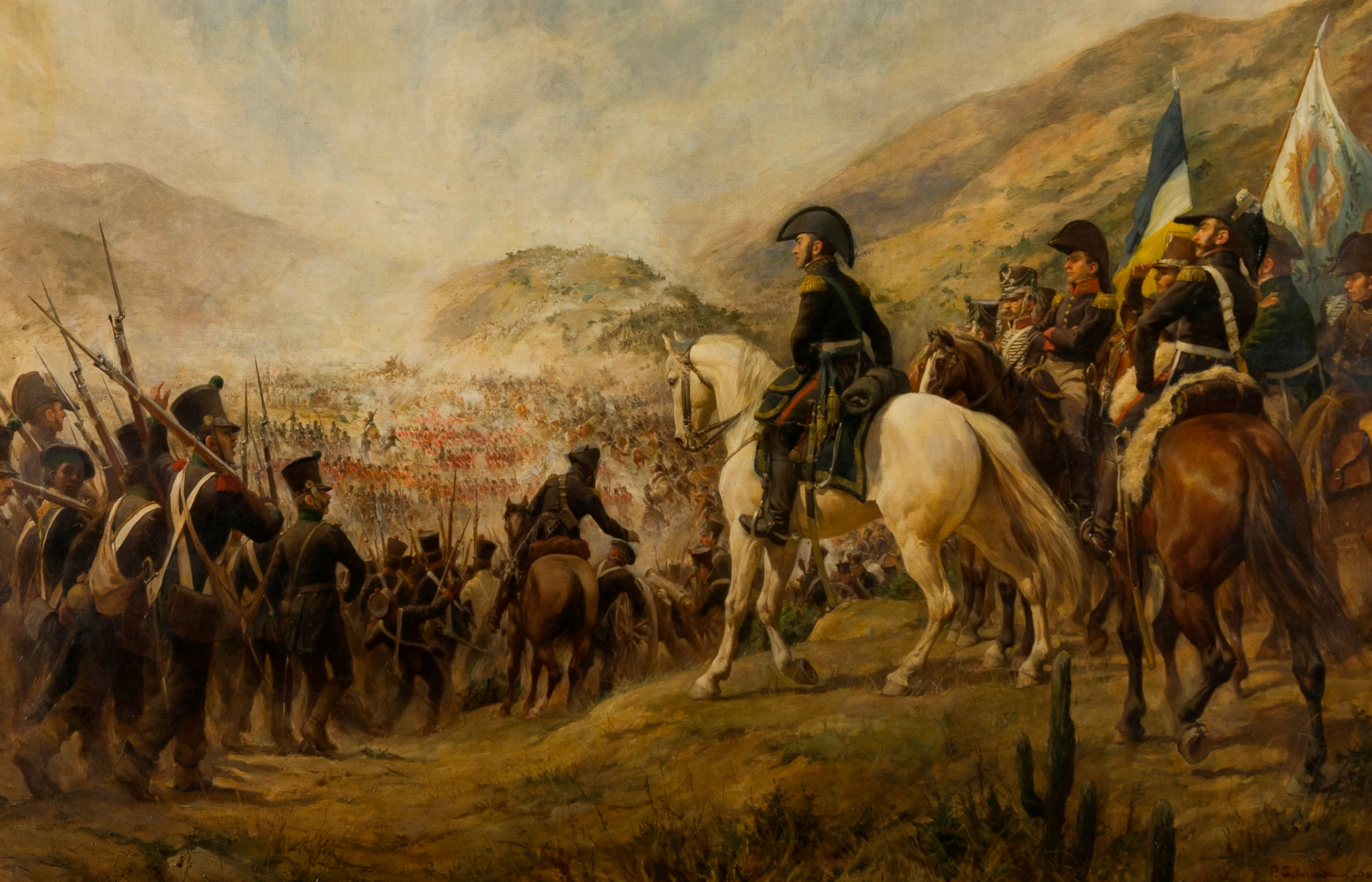
La Batalla de Chacabuco, según el óleo de Pedro Subercaseaux.

Debido a la dispersión de sus fuerzas, a Marcó del Pont se le hizo muy difícil reunir un ejército, el que finalmente sería de 1500 hombres, puesto a último momento al mando de Rafael Maroto.
La Batalla de Chacabuco comenzó en la madrugada del 12 de febrero. El plan de ataque de San Martín, consistente en dos asaltos simultáneos desde el oeste y el norte, fue alterado por O'Higgins, el cual – juzgando inminente un avance de Maroto – a las 11:45 atacó de frente antes de la llegada de la columna al mando de Soler. El ataque fue detenido por una eficaz defensa realista, además del profundo cauce de un arroyo impidió su avance. O'Higgins y Cramer se lanzaron nuevamente con la reserva a un nuevo ataque; después de unas 2 horas de combate, un pelotón de caballería rompía la línea realista entre la extrema izquierda del Talavera y la derecha del grueso del batallón Chiloé, arrollando a los artilleros. La infantería, ya casi vencedora, acudió en auxilio de la caballería; y alrededor de las 13:30 llegó una avanzada de la división de Soler, produciéndose el envolvimiento completo de las tropas realistas y terminando con una aplastante victoria patriota. Los realistas sufrieron la pérdida de 600 muertos y 500 prisioneros, más toda la artillería, y los patriotas tuvieron 130 muertos y 180 heridos.
Poco después de finalizar la batalla, San Martín dirigió al Director Supremo de las Provincias Unidas el parte oficial, cuya frase más conocida decía:

"En veinticuatro días hemos hecho la campaña; pasamos la cordillera más elevada del globo, concluimos con los tiranos y dimos libertad a Chile."
Parte de la victoria firmado por José de San Martín.

El 14 de febrero de 1817 el Ejército de los Andes entró en Santiago. O'Higgins fue nombrado por el cabildo "Director Supremo del Estado de Chile", y San Martín fue nombrado comandante del "Ejército Unido Libertador de Chile", una agrupación militar formada por las unidades del "Ejército de los Andes" más las formaciones chilenas que se incorporaron. Como auditor del Ejército fue nombrado Bernardo de Monteagudo.
Se iniciaba el período conocido, dentro de la historiografía del país trasandino, como la Patria Nueva.
A los pocos días de asumir como Director Supremo, O'Higgins envió al bergantín Águila, capturado en el puerto de Valparaíso, a rescatar a los patriotas desterrados en Juan Fernández.
El nuevo Director organizó un ejército para enfrentar a las fuerzas realistas que actuaban en la región del río Itata. Poco después, el Ejército Unido comenzó una rápida marcha hacia el sur de Chile.

### Güemes y la guerra gaucha

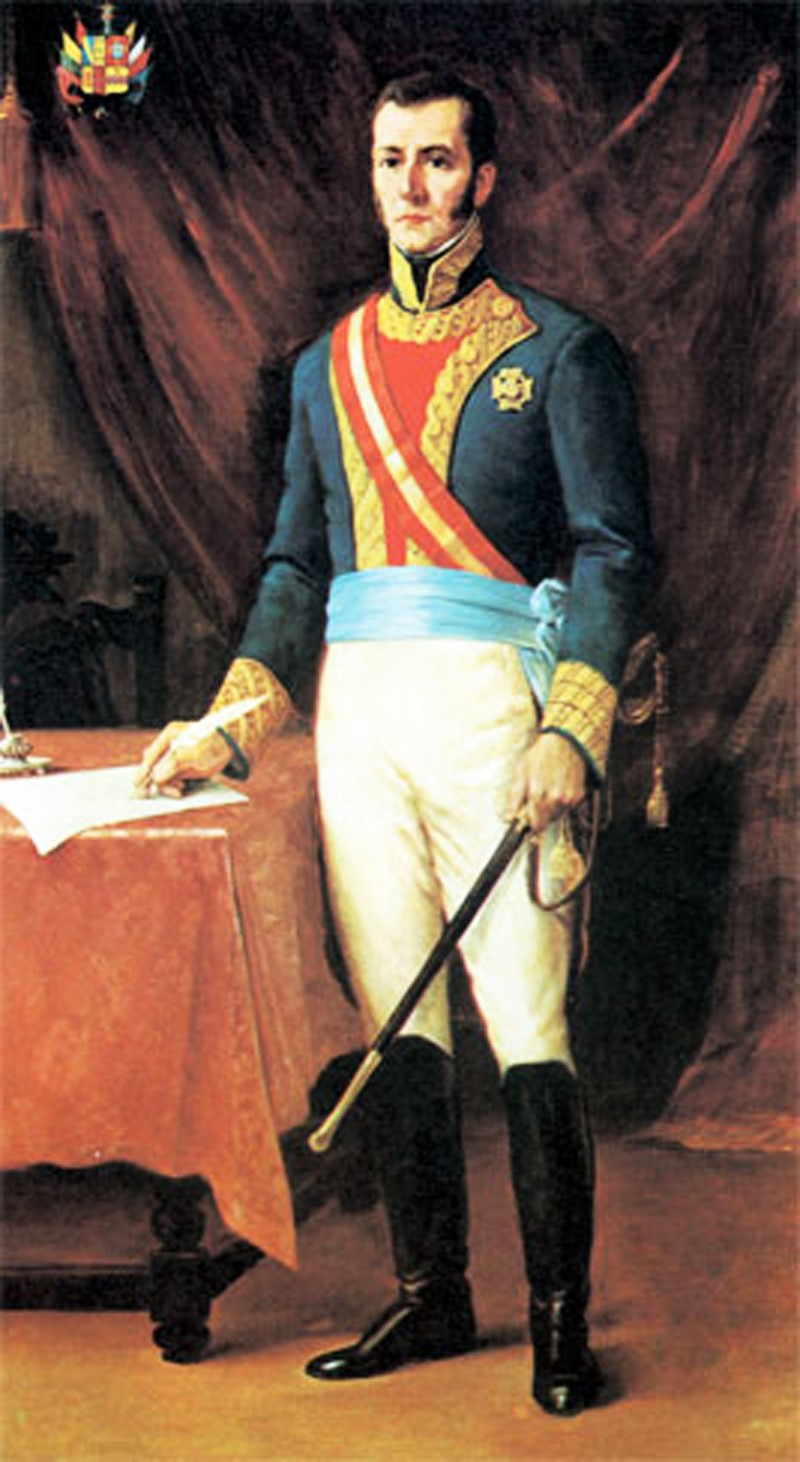
El general José de la Serna dirigió dos invasiones a Salta y más tarde fue virrey del Perú.

La defensa de la provincia de Salta había quedado en manos del gobernador Güemes, mientras el ejército de Rondeau se retiraba hacia Tucumán. Allí recibió este la noticia de que había sido desplazado del cargo de Director del Estado, y se encargó de la protección del recién formado Congreso de Tucumán. Después de la Declaración de Independencia fue reemplazado como comandante del ejército por el general Belgrano, que tampoco pudo lanzar ningún ataque hacia el norte. Por el contrario, su ejército se vio disminuido porque muchas tropas y oficiales fueron trasladados al Ejército de los Andes.
El ejército realista logró avanzar hasta la ciudad de Jujuy, pero la lucha contra las republiquetas le obligó a retirarse.
En septiembre de 1816, tras el nombramiento de Pezuela como virrey del Perú, asumió el comando el general José de la Serna, que incorporó una gran cantidad de oficiales y tropas que habían luchado en la guerra contra Napoleón. El nuevo comandante trazó un plan completo de invasión de las Provincias Unidas, desde el norte y desde Chile.
A fines de octubre, De la Serna inició el avance sobre la provincia de Salta al frente de 5500 hombres, y unos días más tarde capturó al Marqués de Yavi. Entró en Jujuy el 6 de enero, pero su ejército no logró controlar el interior de la provincia y los gauchos lo obligaron a recluirse en la ciudad. Poco después, el comandante Manuel Arias derrotaba a los realistas en el Combate de Humahuaca, cortando la vía de aprovisionamiento del ejército invasor.
Varias semanas tardó el ejército realista en reconstruir sus comunicaciones con el Alto Perú, por lo que recién llegó a Salta el 15 de abril. Encerrado en la ciudad y falto de víveres, envió una fuerte expedición a reunir ganado y caballos en el valle de Lerma; pero esta fue atacada continuamente durante varios días por partidas de Güemes, y prácticamente destruida en el Combate del Bañado.

#### Contraataque de Lamadrid

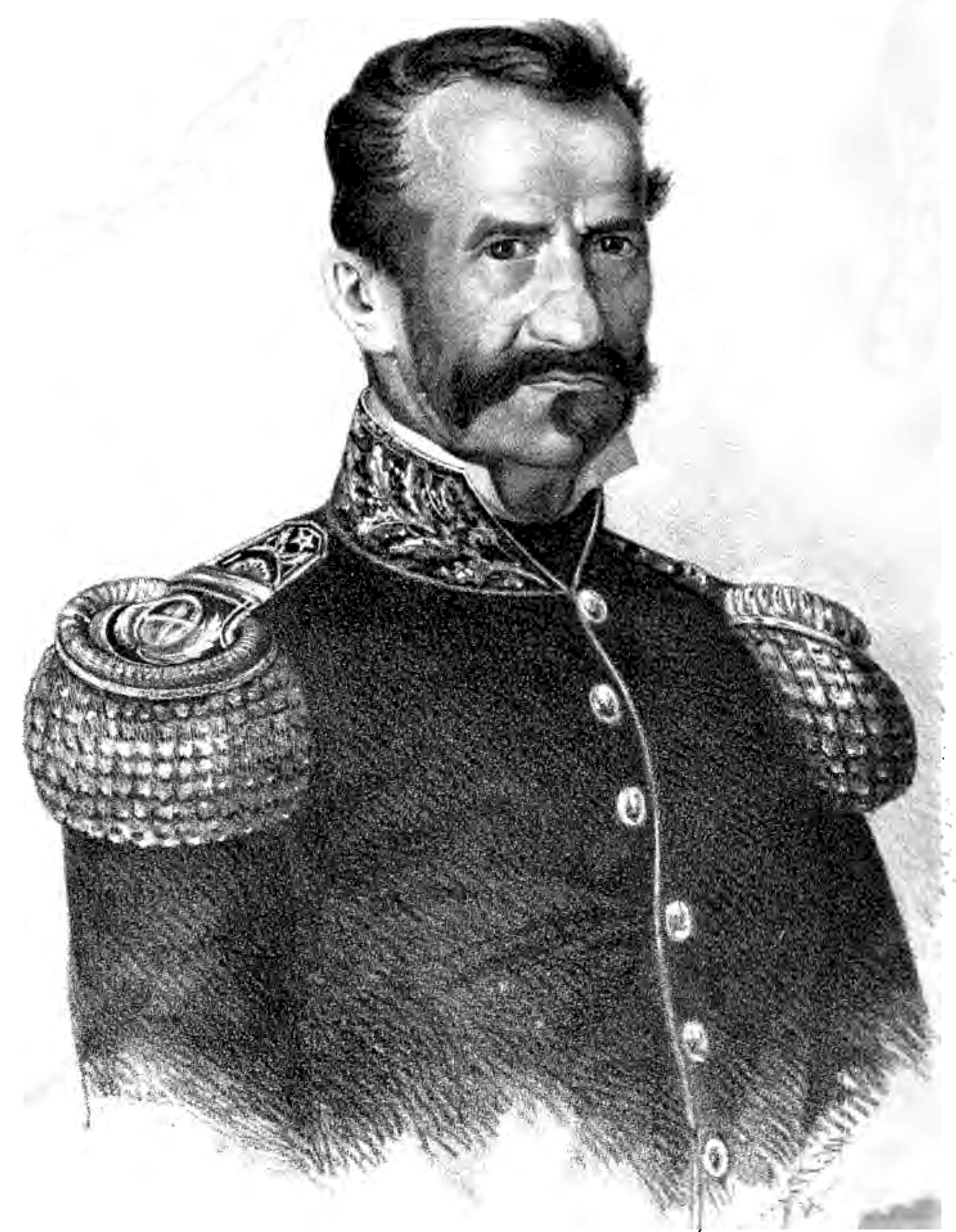
Años más tarde, Gregorio Aráoz de Lamadrid llegó al grado de general.

Aunque se sabía impotente para intentar una nueva campaña al Alto Perú, Belgrano decidió ayudar a las fuerzas de Güemes. Envió desde Tucumán una fuerza de 350 hombres y dos piezas de artillería al mando del teniente coronel Lamadrid, con la intención de cortar las comunicaciones entre De la Serna y el Alto Perú en la zona de Yavi. Al llegar allí, Lamadrid supo que fuerzas montoneras operaban en torno a Tarija, y como no le fueron enviadas las mulas de carga y los caballos necesarios para internarse hasta Oruro por el despoblado de Atacama, se dirigió hacia allí y logró la victoria en la Batalla de la Tablada de Tolomosa, que hizo que el comandante realista Mateo Ramírez se rindiera.
Animado por la inesperada victoria, y dejando de lado las instrucciones originales, Lamadrid continuó su camino hacia el norte; tras tomar prisionero a un escuadrón realista, se lanzó al temerario intento de capturar por sorpresa la ciudad de Chuquisaca. Fue derrotado y comenzó su retirada hacia el sur. Tras reunir unas partidas de guerrilleros a sus fuerzas, fue nuevamente derrotado en el Combate de Sopachuy, llegando de regreso a Tucumán a fines de julio.
Esta campaña no obtuvo el resultado esperado. Igualmente, tras el fracaso en consolidar su posición –y con noticias cada vez más firmes sobre el triunfo de San Martín en Chile– De la Serna abandonó Salta y Jujuy en el mes de mayo, retirándose a Tupiza.

#### Nuevas invasiones a Jujuy y Salta
En agosto de 1817, el coronel Olañeta inició una nueva invasión con una fuerza de 1000 hombres. Obligó al coronel Arias a evacuar Humahuaca, pero fracasó en varios enfrentamientos menores y no pudo pasar de Tilcara. Se retiró hacia Yavi en los primeros días de enero de 1818.
Una quinta invasión fue lanzada por el mismo Olañeta y el coronel Jerónimo Valdés con 2400 hombres. El 14 de enero de 1818 ocuparon Jujuy, pero la evacuaron dos días después, retirándose a Yavi.
A principios de 1819, De la Serna renunció y se dirigió a Cochabamba, dejando el mando al coronel José Canterac. Luego de pacificar Tarija y Cinti, el nombrado inició una nueva invasión con tres columnas, que entraron por Humahuaca, Orán y la Puna. El 26 de marzo ocuparon San Salvador de Jujuy, aunque solo tres horas más tarde la evacuaron, retirándose a Yala ante el riesgo de quedar aislados. Posteriormente regresaron a Tupiza.

### Fin de la campaña de Chile

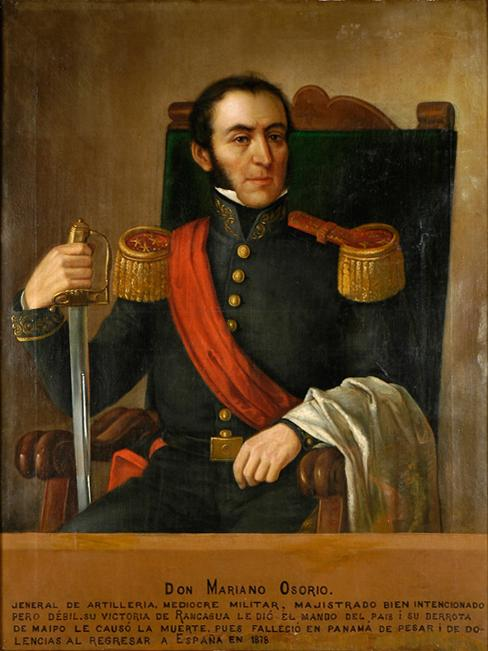
General Mariano Osorio.

En marcha hacia Concepción, Las Heras fue atacado el 4 de abril en Curapaligüe, muy cerca de esa ciudad, por una fuerza realista enviada desde la ciudad por el general José Ordóñez. La victoria patriota obligó a los realistas a retirarse.
En un primer momento se pensó sitiar las ciudades de Concepción y Talcahuano, pero Las Heras –consciente de su inferioridad numérica frente a los realistas comandados por Ordóñez– pidió refuerzos a O'Higgins, que partió en su ayuda a mediados de abril, al frente de 800 hombres.
El 5 de mayo, las tropas de O'Higgins y Las Heras fueron atacadas por el propio Ordóñez en el Cerro Gavilán. Los agresores fueron derrotados y se vieron obligados a evacuar Concepción, encerrándose en el puerto fortificado de Talcahuano.
Tras varios meses en que los realistas permanecieron sitiados, O'Higgins pretendió asaltar Talcahuano. Organizada y dirigida por el general francés Miguel Brayer, la operación fracasó por completo, sufriendo los atacantes graves bajas.
El virrey Pezuela envió 2500 hombres a Talcahuano, al mando de Mariano Osorio, vencedor del Desastre de Rancagua. Allí se unió a Ordóñez, que había resistido cerca de nueve meses los ataques independentistas. San Martín reclamó entonces a O'Higgins que se reuniera con él en el río Maule, mientras la población civil de Concepción abandonaba la ciudad.
O'Higgins levantó el asedio y se retiró a Talca, donde aprobó el Acta de Independencia de Chile, fechada el 12 de febrero de 1818, al año exacto de la Batalla de Chacabuco.
A poco de reunirse las divisiones del Ejército patriota, el general Ordóñez convenció a Osorio de atacar el campamento patriota en la noche del 19 de marzo de 1818. La Batalla de Cancha Rayada fue una victoria de los realistas, que consiguieron dispersar por completo a las fuerzas patriotas.
Cuando la noticia de la derrota llegó a Santiago, la desmoralización fue general y se llegó a pensar en una segunda edición de la derrota de Rancagua. En ese momento apareció en Santiago el coronel Manuel Rodríguez, que asumió momentáneamente el gobierno. Poco después lo reasumía O'Higgins, herido en Cancha Rayada.
Pronto se supo que el desastre no había sido completo: las bajas realistas habían sido mayores que las de los patriotas, y muchas fuerzas del Ejército Unido –especialmente unos 3000 hombres conducidos por Las Heras– habían podido retirarse en orden. Con ayuda de Beltrán, San Martín reequipó y reorganizó el ejército. Apenas quince días más tarde estuvo en condiciones de dar batalla nuevamente.

#### Maipú

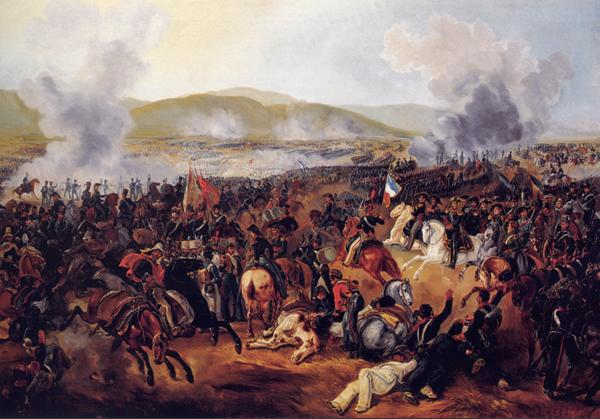
La Batalla de Maipú.

El día 5 de abril, en los llanos de Maipú a unos 10 km al sur de Santiago, se encontraron 5300 realistas con 12 piezas de artillería contra 4900 patriotas con 21 piezas de artillería. San Martín organizó a su ejército en una posición elevada esperando el ataque español.
La batalla se inició con el fuego de la artillería patriota de Manuel Blanco Encalada, seguido de la carga general de las tropas de San Martín. Los españoles parecían estar triunfando cuando San Martín lanzó la reserva en una dirección oblicua, una acción que revirtió la situación. Los Granaderos a Caballo apoyaron a Las Heras, que barrió la posición realista.
Tras la huida de Osorio, un resto del ejército realista, dirigido por Ordóñez, se refugió en la hacienda de Lo Espejo. Hasta allí lo fue a buscar el general Las Heras, apoyado por unos 1000 hombres que acababa de llevar O'Higgins –aún herido– desde Santiago. La artillería patriota completó la masacre de los realistas, hasta que Ordóñez decidió finalmente rendirse.
Apenas terminada la batalla, San Martín y O'Higgins se encontraron en el Abrazo de Maipú. El ejército realista había perdido 2000 hombres y 2463 soldados terminaron como prisioneros, contra 1000 bajas patriotas, entre muertos y heridos. Fue la batalla más sangrienta de las guerras de independencia de la Argentina y de Chile.

#### Campaña del Sur de Chile
Pese a la contundente derrota sufrida, los realistas lograron reunir algunas partidas de su ejército –dirigidas en un primer momento por Osorio– a lo largo de las líneas del río Ñuble, sin que San Martín se apurara a destruirlas. Solo a mediados de mayo envió a su encuentro una parte de los Granaderos, comandados por Zapiola, que alcanzaron algunas victorias menores pero fracasaron en ocupar Chillán.
En mayo de 1818 zarpó desde Cádiz una expedición de once buques de transporte y uno de guerra, trasladando hacia Chile algo más de 2000 soldados. Su partida era ya tardía, en tanto que Osorio apenas podía contar con algo menos de mil hombres. La traición de los marineros y soldados de uno de los buques –el transporte Trinidad, que ancló en Buenos Aires– permitió a las autoridades conocer los pormenores de la expedición, incluyendo el sistema de señales de la flota y el lugar y fecha en que se reunirían después de ingresar al océano Pacífico. Estas noticias fueron enviadas a Chile junto con dos buques de guerra, y toda la escuadra española fue capturada en la isla Mocha, al sur de Chile.
Los pedidos de ayuda de Osorio a Pezuela no fueron escuchados, y en agosto las fuerzas de línea fueron embarcadas hacia el Perú. Una importante fracción del ejército realista fue destruida en la Batalla del Bío Bío en enero del año 1819. De allí en adelante, la defensa de la causa del rey en Chile estaría en manos de las partidas irregulares de origen chileno, que continuarían una guerra de guerrillas.
Las fuerzas chilenas suieron la lucha contra las fuerzas irregulares realistas a lo largo de los meses siguientes, en la llamada "guerra a muerte". Las fuerzas rioplatenses no participaron en estas campañas, ya que se concentraron en el norte del país o pasaron de regreso a las Provincias Unidas, para preparar la campaña libertadora del Perú.

## Guerra de Independencia sin gobierno central
Durante todo el período anterior, el Ejército del Norte había permanecido inactivo en Tucumán, excepto por la fracasada campaña de Lamadrid y la incorporación de pequeñas partidas a los gauchos de Güemes. En cambio, había sido repetidamente utilizado para luchar contra los federales de Córdoba y Santa Fe. A fines de 1819, por orden del Director Supremo Rondeau, el Ejército del Norte debió marchar hasta esta última provincia, pero una sublevación evitó que fuera empleado una vez más en la guerra civil. No obstante, las fuerzas de ese ejército se dispersaron entre sus provincias de origen y no volvieron a participar en la Guerra de Independencia.
Rondeau también había ordenado a San Martín que condujera el Ejército de los Andes hacia el Litoral, pero el libertador de Chile se negó, y ordenó a sus fuerzas repasar la Cordillera y prepararse a la conquista del Perú. No todas esas fuerzas lograron trasladarse a Chile, ya que algunas se sublevaron y participaron posteriormente en las guerras civiles en el oeste y el norte de las Provincias Unidas.
La sublevación del Ejército del Norte dejó al Director Rondeau apenas con solo un pequeño ejército para enfrentar a los caudillos federales, que lo derrotaron en la Batalla de Cepeda. Esta determinó la disolución del Congreso y de toda otra autoridad nacional en febrero de 1820; de allí en adelante, cada provincia se gobernó a sí misma.
Todo el esfuerzo de la guerra estaba en manos de los ejércitos en campaña, sustentados por el gobierno de la Provincia de Salta –en el caso del frente norte– o en el de la República de Chile, en cuanto a la campaña del Perú. Ningún aporte vino en adelante de los demás gobiernos provinciales. La provincia de Buenos Aires era la única que hubiera podido colaborar económicamente, ya que monopolizaba la principal fuente de ingresos públicos, la Aduana. Pero el gobierno porteño –dirigido por los ministros Bernardino Rivadavia, el mismo que había dirigido una política militar de repliegue como secretario del Primer Triunvirato y Manuel José García, que había llevado a Gran Bretaña un pedido de protectorado– se desentendió completamente de la guerra. Llegó al extremo de rechazar un pedido de ayuda de San Martín con el argumento de que "al país le era útil que permaneciesen los españoles en el Perú". El gobierno porteño también firmó con el gobierno español del Trienio Liberal una Convención Preliminar de Paz en 1823. El mismo sería ignorado por el restaurado Fernando VII al año siguiente.
La anarquía en que se debatían las Provincias Unidas hubiera sido una oportunidad única para la proyectada expedición que debía partir hacia el Río de la Plata –con mucho retraso– a principios de 1820. Pero la acción de una filial de la Logia Lautaro entre sus oficiales, y el descontento de muchos de estos –antigua oficialidad de la Guerra de la Independencia Española– con la política absolutista del rey, llevaron a la sublevación de esas tropas en enero de 1820.
Los gobiernos del Trienio Liberal en España se mostraron poco activos en su intención de restaurar el imperio colonial español, y la defensa del mismo quedó en manos de sus virreyes. Por otro lado, las autoridades realistas se vieron muy debilitadas por los enfrentamientos entre liberales y absolutistas, lo que llevó en algunos casos a insurrecciones que instauraron regímenes independientes. El caso más paradigmático, y estratégicamente más importante, fue la Independencia de México, consumada por el general realista Agustín de Iturbide.
Cuando a fines de 1823 se produjo la segunda restauración absolutista, ya era demasiado tarde para nuevos esfuerzos reconquistadores. Aun si el rey lo hubiera intentado, no hubiese encontrado un puerto seguro adonde llevar sus tropas.

### Final de la Guerra Gaucha
El 8 de mayo de 1820, Ramírez Orozco –que había sustituido en febrero a Canterac como comandante de las fuerzas españolas en el Alto Perú– salió de Tupiza al mando de un ejército de 4000 hombres: ocupó Jujuy el 28 de mayo y la ciudad de Salta el día 31 de ese mes, llegando hasta el río Pasaje. Lograron algunos pequeños triunfos, pero varias victorias de los gauchos, incluida la captura del coronel Antonio Vigil, obligaron a los invasores a encerrarse en las ciudades.
Estando en Salta, los jefes realistas se enteraron de la sublevación militar del 1.º de enero de ese año en España, que había proclamado la restauración de la Constitución liberal de 1812. También supieron que, a mediados de año, partiría desde Chile la Expedición Libertadora del Perú. En espera de los acontecimientos del Perú, Ramírez Orozco ordenó la retirada hacia Tupiza, llegando allí a mediados de junio.
En octubre, mientras se realizaba la jura de la Constitución liberal en el Alto Perú, se conoció la noticia del desembarco del ejército al mando de San Martín en la costa peruana –ocurrido el 8 de septiembre– y que el coronel Arenales se internaba en la sierra con una división. Inmediatamente, Ramírez Orozco y Canterac iniciaron la marcha hacia el Perú con la mayor parte de las fuerzas disponibles. En Tupiza permaneció Olañeta, al mando de unos 2000 hombres.
San Martín había nombrado a Güemes General en Jefe del Ejército de Observación. Habían acordado que, coincidentemente con la invasión al Perú, el gobernador salteño se encargaría de mantener ocupados los ejércitos realistas muy lejos de Lima. Continuamente informado sobre los movimientos de San Martín, cuando se produjo su desembarco en la costa peruana, Güemes decidió avanzar hacia el Alto Perú.
Del Ejército del Norte solo quedaba una pequeña división al mando del coronel Alejandro Heredia, que estaba a las órdenes de Güemes. El gobernador de la provincia de Tucumán, Bernabé Aráoz, había conservado algunas armas del Ejército, que estaba usando para intentar volver a la obediencia a su gobierno a la provincia de Santiago del Estero, dependiente hasta ese momento de la de Tucumán. Eso provocó que Güemes participara en la guerra civil e invadiera Tucumán.
Olañeta aprovechó los conflictos internos de Salta lanzando a mediados de abril una invasión a la ciudad de Jujuy, al mando de su cuñado jujeño, Guillermo Marquiegui. Tras tres días de ocupar la ciudad, este se retiró hasta León, donde esperó la llegada de Olañeta.
Viendo que Olañeta llegaría antes que los refuerzos de Güemes –que estaba aún en Tucumán– los jujeños organizaron una partida de 600 hombres al mando del coronel José Ignacio Gorriti, que derrotó completamente a Marquiegui en la madrugada del 27 de abril, el llamado Día Grande de Jujuy. Olañeta intentó recuperarse, pero retrocedió hacia el norte cuando Gorriti amenazó con fusilar a los jefes y oficiales prisioneros.
Las clases altas de la sociedad salteña, cansadas del gobierno de Güemes, autoritario y oneroso para ellos, habían decidido librarse del gobernador. Aprovechando la campaña del caudillo a Tucumán, lo depusieron en su ausencia, reemplazándolo por Apolinario Figueroa, y llamaron en su auxilio a Olañeta.
Güemes, que había sido derrotado en Tucumán, regresó a Salta y recuperó el gobierno en forma incruenta, pero Olañeta lanzó igualmente la solicitada invasión a Salta, enviando por senderos desiertos de la Puna al coronel José María Valdez, quien tomó Salta el 6 de junio, por sorpresa. Una de sus partidas logró causar a Güemes una herida de la que falleció once días más tarde, presuntamente debido a que habría padecido de hemofilia.
Olañeta se trasladó a Salta, donde nombró un gobernador adicto a su causa, pero se encontró cercado por las tropas del fallecido Güemes, al mando del coronel Jorge Enrique Vidt, nombrado comandante de las mismas por el propio gobernador horas antes de su muerte. Obligado por las fuerzas patriotas, el 14 de julio firmó un armisticio con el cabildo salteño, retirándose a continuación al Alto Perú.
La última incursión realista sobre el territorio de la actual Argentina fue dirigida por Olañeta en junio de 1822, llegando hasta Volcán, 40 kilómetros al norte de Jujuy. El 6 de diciembre se retiró de territorio argentino por última vez. Hasta 1822 se habían registrado en territorio salteño doscientos treinta y seis combates. Sus fuerzas permanecieron, sin embargo, ocupando algunos pueblos fronterizos, tales como Santa Victoria Oeste.

### Campaña de San Martín al Perú
En mayo de 1818, el Ejército Unido se instaló en Quillota, donde fueron adiestrados un total de 5000 efectivos, cifra que se fue reduciendo debido a enfermedades y deserciones.
En ese momento comenzaron a llegar las órdenes del Directorio de trasladar el Ejército de los Andes a Buenos Aires para luchar contra los federales. San Martín no respondió, y en carta a O'Higgins explicaba:

"Se va a cargar sobre mí una responsabilidad terrible, pero si no se emprende la expedición al Perú, todo se lo lleva el diablo".
Carta de San Martín a O'Higgins, 9 de noviembre de 1819.

De todos modos, la falta de apoyo económico desde Buenos Aires causó un retraso de muchos meses a la partida de la expedición. Por otro lado, la desobediencia de San Martín le acarreó el cese de la ayuda económica de parte de su gobierno, de modo que el gobierno chileno debió hacerse cargo de toda la financiación, por medio de préstamos tomados en Gran Bretaña y los Estados Unidos.
Disuelto el gobierno rioplatense, el Ejército de los Andes quedó sin un gobierno del cual depender. San Martín presentó su renuncia en una nota a los jefes del Ejército el 26 de marzo de 1820. Los oficiales rioplatenses se reunieron el 2 de abril en la ciudad de Rancagua y labraron un acta en que declaraban que

"(...) la autoridad que recibió el señor jeneral para hacer la guerra a los españoles i adelantar la felicidad del pais no ha caducado ni puede caducar, porque su oríjen, que es la salud del pueblo, es inmudable (...)"
Acta de Rancagua

Ratificada su autoridad, San Martín y el Ejército de los Andes emprendieron la expedición al Perú junto a las fuerzas chilenas.

#### Expediciones navales

La expedición de Hipólito Bouchard

A su regreso de la expedición al Pacífico, Bouchard organizó una nueva expedición corsaria en sociedad con el capitalista Vicente Anastasio de Echevarría, quien acondicionó una fragata y la equipó con 34 piezas de artillería. La mayor parte de la tripulación era de origen extranjero, aunque se destacó el pilotín porteño Tomás Espora.
A lo largo de su periplo de dos años, liberaron esclavos en Madagascar, sufrieron 40 muertes por el escorbuto, rechazaron un ataque de piratas malayos en el estrecho de Macasar, bloquearon durante dos meses el puerto de Manila, capital de la Capitanía General de las Filipinas, y capturaron varios buques.
Hallaron en Hawái a la corbeta corsaria Chacabuco, que sus tripulantes habían capturado y dedicado a la piratería, y capturaron a la dotación para castigarla. Durante las negociaciones con el rey Kamehameha I, que concluyeron con la entrega del buque, ambos firmaron un acuerdo al que el capitán no dio mayor importancia, pero uno de sus marinos declararía que fue “un tratado de unión para la paz, la guerra y el comercio”, y que implicaba el reconocimiento de la independencia de las Provincias Unidas por un estado soberano. La condena a muerte del líder de los piratas causó un conflicto con el rey de la isla de Kauai.
En California atacaron la ciudad de Monterrey. Tras vencer una débil resistencia, ocuparon la ciudad e izaron la bandera argentina durante seis días.
Atacaron sucesivamente Santa Bárbara, bahía Sebastián Vizcaíno, San Blas, Sonsonate en El Salvador y El Realejo en Nicaragua, puertos en los que tomaron varios buques españoles. Una versión supone que la presencia del buque de Bouchard con su bandera inspiró la bandera de las Provincias Unidas del Centro de América, y por su intermedio, la de los actuales países centroamericanos.

#### Expedición Libertadora de Perú
Por su parte, el gobierno Chileno había realizado grandes esfuerzos en equipar su nueva escuadra (25 Navíos) proveyéndola de municiones y víveres, logrando encontrar marineros en el puerto de Valparaíso (1000 Chilenos) y marinos extranjeros en su mayoría Ingleses (624). Bajo el mando de Manuel Blanco Encalada, en la escuadra chilena reinaba la indisciplina.

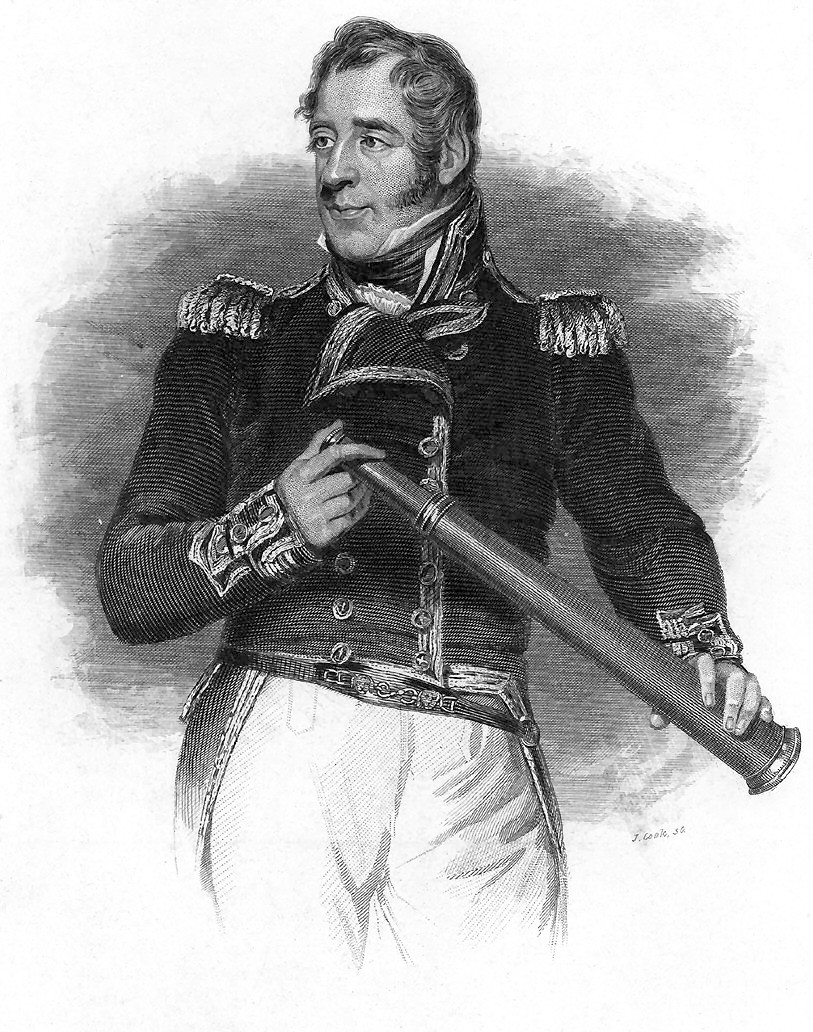
Thomas Cochrane, comandante de la Escuadra Chilena.

El coronel Álvarez Condarco, enviado a Londres, contrató al marino Thomas Cochrane, para dirigir la escuadra Chilena en formación. Este último llegó a Chile en noviembre de 1818. Según el estado del 15 de julio, el ejército constaba de 4642 hombres. El 40 % de la oficialidad era de nacionalidad rioplatense. Fue necesario extraer soldados para completar la marinería de la escuadra y unos 170 artilleros para proteger el puerto de Valparaíso. Con esto, el ejército quedó reducido a 4118 soldados y 296 oficiales.
Mientras Cochrane estaba organizando la escuadra, el 9 de julio de 1819 arribó a Valparaíso la escuadrilla de Bouchard, tras 2 años de periplo. A su llegada, Cochrane lo acusó de piratería y apresó a los oficiales, iniciándose un largo juicio, durante el cual la Argentina fue desvalijada y los dos buques capturados que llegaron con ella incorporados a la escuadra chilena.
En septiembre de 1819 zarparon de Valparaíso con rumbo al Callao cinco buques comandados por Cochrane. El puerto estaba defendido en tierra por 3000 hombres y gran número de cañones, y por mar mediante cinco buques. Tras fracasar en un ataque con cohetes, capturó la goleta Moctezuma. Desde allí navegó hacia el norte, donde el general Miller ocupó unos días la ciudad de Pisco.
En ausencia de Cochrane, finalmente el tribunal escuchó a Bouchard y Espora, que negaron las acusaciones, por lo que fueron absueltos en diciembre. Si bien nunca recuperó el cargamento, se le permitió a Bouchard embarcar al mando en la Argentina.
De regreso al sur con dos buques, Cochrane atacó la ciudad de Valdivia, que permanecía en manos realistas y funcionaba como cuartel general de los españoles en el sur. Perdió uno de los buques en un naufragio, pero con la Moctezuma y la tripulación de ambas atacó los fuertes que guarnecían la ciudad. Avanzando de fuerte en fuerte, logró llegar a la ciudad, que capturó el 4 de febrero de 1820.
Desde allí se dirigió a Chiloé, pero fracasó en un ataque terrestre a Ancud y debió regresar.

#### Desembarco y primeras campañas en el Perú
El 20 de agosto de 1820 zarpó rumbo al Perú una escuadra compuesta por 25 naves, de las cuales 8 de guerra y 17 de transporte, tripuladas por 1740 marinos. Entre los buques estaba la "Argentina", al mando de Bouchard, que transportó 500 hombres, incluidos los Granaderos a Caballo.
El ejército constaba de 4118 soldados y 296 oficiales, de los cuales unos 750 eran rioplatenses. Estaban organizados en dos divisiones, una llamada "De Chile" y otra "De Los Andes", y contaban con 25 piezas de artillería.
La expedición zarpó de Chile e inició sus campañas en el Perú bajo una bandera que era una variante de la Bandera de Chile, solo que en lugar de una estrella ostentaba tres.
El 8 de septiembre se produjo el desembarco en la playa de Paracas, cercana a la villa de Pisco, desde donde San Martín lanzó la primera proclama al pueblo peruano.
El virrey Pezuela tenía bajo su mando unos 20 000 soldados distribuidos por todo el virreinato, de los cuales la mayor parte defendían Lima y el Alto Perú. De modo que la estrategia de San Martín, al desembarcar con poco más de 4000 hombres, no era atacar de frente, sino desgastar y desprestigiar a su enemigo. Por ello se propuso demostrar que podía atravesar el Perú con parte de su ejército y con el resto establecerse donde quisiera.
Envió una división al mando del general Juan Antonio Álvarez de Arenales a internarse en la Sierra, llevando consigo al Batallón N.º 11 del Ejército de los Andes al mando de Román Deheza, al Batallón N.º 2 de Chile bajo el mando de José Santiago Aldunate, a los Granaderos a Caballo comandados por Juan Lavalle y dos piezas de artillería.
Por su parte, San Martín se reembarcó y se trasladó por mar a Huaura, al norte del Perú, donde inició negociaciones diplomáticas con el virrey.
Al producirse el desembarco patriota, el coronel Manuel Quimper, comandante de la costa del Sur del Perú, se retiró hacia el sur, pero fue derrotado en tres combates: por Rufino Guido en Palpa el 7 de octubre, una semana más tarde, en Nazca por el teniente coronel Manuel Patricio Rojas, y el día 15 en Acarí, donde fue capturado Quimper.
Arenales cruzó la Cordillera y el 24 de octubre ocupó sin combatir la ciudad de Huamanga. Tras derrotar a una fuerza secundaria en el puente de Mayoc, disolvieron una división enemiga en la cuesta de Jauja. El 23 de noviembre, en Tarma –Departamento de Junín– Rojas consiguió dar alcance al intendente de Huancavelica, Juan Montenegro, tomándolo prisionero y quitándole seis cañones, 500 fusiles y 50000 cartuchos.
El 6 de diciembre de 1820, Arenales destruyó completamente a la división del general Diego O´Reilly en la Batalla de Pasco. Los realistas sufrieron 83 muertos y 400 cayeron prisioneros, entre estos últimos toda la caballería dirigida por Andrés de Santa Cruz, que se pasó a los patriotas después de la batalla.
El 8 de enero de 1821, la división de Arenales se reincorporó al Ejército Unido. Varias provincias de la Sierra habían sido ocupadas, pero no quedaron ejércitos para asegurarlas. Algunos oficiales, entre los que se destacó el fraile exclaustrado José Félix Aldao, organizaron montoneras que podían resistir con una acción de guerrillas.
A pesar de que el territorio recorrido no quedaba asegurado, la campaña debilitó militarmente al virrey Pezuela y lo desprestigió políticamente. Como consecuencia de las demostraciones de poder de San Martín, y disgustados los oficiales realistas de extracción liberal con la orientación absolutista de Pezuela, lo derrocaron el 29 de enero de 1821, sustituyéndolo por el general De La Serna.

#### Independencia del Perú
Mientras tanto, la ciudad de Guayaquil, y poco más tarde Trujillo, se pronunciaron por la independencia, dejando casi todo el norte del país en manos de los aliados de San Martín.
Aumentando la presión sobre el nuevo virrey, Arenales partió en una seguna expedición a la Sierra, y el inglés Guillermo Miller desembarcó en las costas del sur peruano. Simultáneamente, San Martín desembarcó en Ancón, más cerca de Lima, y lanzó sucesivas expediciones de exploración sobre esa ciudad, mientras realizaba nuevas negociaciones de paz con De la Serna a fines de abril. San Martín no aceptaba otro resultado que la independencia del Perú, lo cual era inadmisible para De la Serna, de modo que no hubo acuerdo, pero sí intercambio de prisioneros.
La columna de Miller desembarcó en Arica y se trasladó a Tacna, donde reunió un contingente de voluntarios peruanos. El 22 de mayo venció a las tropas de José Santos La Hera en el Combate de Mirave y posteriormente regresó a Lima. Las fuerzas que dejó en el sur del Perú serían derrotadas en la batalla de Ica, en abril del año siguiente, debiendo los independentistas abandonar esa región.
El alzamiento del batallón realista "Numancia" –integrado por venezolanos– a favor de la independencia y la captura del buque más poderoso de la escuadra española por Cochrane, forzaron a De la Serna a abandonar Lima el 5 de julio, internándose en la Sierra. Allí lo esperaba para atacarlo la división de Arenales, pero no logró averiguar qué paso utilizarían los realistas para cruzar la Cordillera, fracasando en su cometido.
San Martín ocupó la capital y reunió un cabildo abierto el 15 de julio. El día 28 de julio declaró la Independencia del Perú y fue nombrado jefe civil y militar como Protector del Perú desde el 3 de agosto. Su mano derecha fue Bernardo de Monteagudo, que había llegado desde Chile como auditor del Ejército.
Las fortalezas del Callao habían quedado en manos de los realistas, y los patriotas tardaron muchos meses en capturarlas. Una serie de conflictos causaron la separación de algunos oficiales rioplatenses, entre ellos el general Las Heras. La mayor parte de las tropas chilenas regresaron a Chile, a terminar la guerra contra los últimos bastiones realistas en la Araucanía.
También Cochrane, que nunca se había llevado bien con San Martín, regresó a Chile con la escuadra. Algunos buques, dirigidos por Bouchard y Martin Guisse, continuaron al servicio del Perú.
En octubre de ese año, San Martín creó la primera bandera del Perú, de color rojo y blanco con un escudo, bajo la cual combatieron en adelante las tropas del Ejército Unido del Perú, tanto peruanos como rioplatenses.

### Bolívar y la campaña del Perú

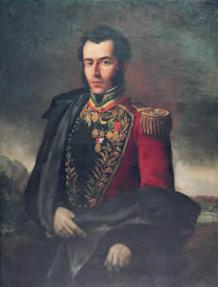
Mariscal Antonio José de Sucre.

El 9 de octubre de 1820 la ciudad de Guayaquil se había constituido como Provincia Libre de Guayaquil. El gobernador José Joaquín Olmedo solicitó entonces ayuda para atacar la ciudad de Quito a Simón Bolívar. Este había logrado recientemente la independencia de la actual Colombia tras la batalla de Boyacá, y envió a Guayaquil al general Antonio José de Sucre con 650 soldados, que sumó a los 1400 que tenía Guayaquil. Por un tratado firmado el 15 de marzo, la provincia de Guayaquil quedaba bajo la protección de la Gran Colombia, formada por el Virreinato de Nueva Granada y la Capitanía General de Venezuela.
Sucre avanzó hacia Quito, pero fue derrotado en un combate en Ambato, viéndose obligado a regresar a Guayaquil. Por ello solicitó urgentes refuerzos al vicepresidente grancolombiano Santander, que se los envió por tierra desde Popayán, por un camino demasiado largo. También pidió ayuda a San Martín, que le envió una división al mando del coronel Santa Cruz, la cual incluía fuerzas rioplatenses, entre ellos 90 Granaderos a Caballo comandados por Juan Lavalle.
Sucre embarcó 1200 hombres hacia Machala, y desde allí tomó a fines de febrero la ciudad de Cuenca, donde aumentó sus fuerzas a 2000 hombres. Continuando hacia el norte, los Granaderos y los Dragones de Colombia derrotaron a fuerzas superiores en la Batalla de Riobamba.
El 24 de mayo de 1822, los independentistas escalaron el volcán Pichincha, en cuyas laderas se libró la Batalla de Pichincha, una victoria absoluta de los independentistas sobre los realistas del Capitán General Melchor Aymerich. En ella se destacó el batallón N.º 2 del Perú, comandado por el rioplatense José Valentín de Olavarría. La victoria significó la independencia definitiva de la Presidencia de Quito, que fue incorporada a la Gran Colombia.
En Guayaquil, la opinión pública permanecía dividida, pero la ciudad fue ocupada militarmente y anexada a la Gran Colombia el 15 de julio. Este hecho causó serias desavenencias entre San Martín y Bolívar.
San Martín era consciente de que le era imposible terminar la campaña sin ayuda exterior. Pidió ayuda a los distintos gobiernos de las Provincias Unidas, pero las provincias interiores se excusaron por falta de fondos y la provincia de Buenos Aires prefirió mantener su aislamiento, que le permitía progresar económicamente y no colaborar en las campañas finales contra su antigua metrópoli. Así, el Protector del Perú se vio obligado a recurrir a la ayuda de Bolívar, con quien concertó una entrevista en Guayaquil.

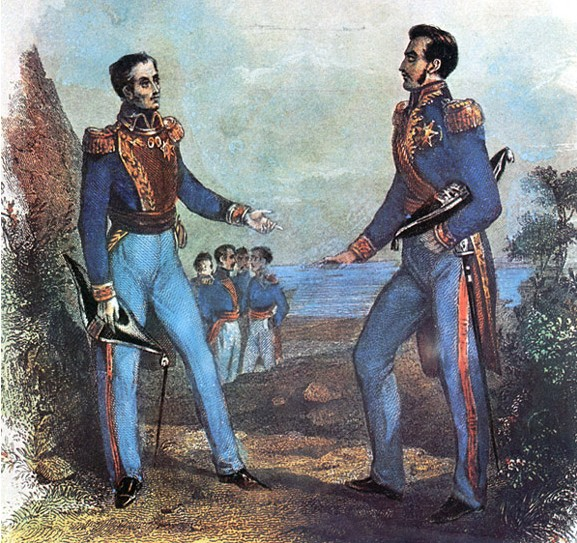
Una visión idealizada de San Martín y Bolívar en la Entrevista de Guayaquil.

San Martín llegó a Guayaquil el 25 de julio, y al día siguiente mantuvo una larga entrevista a solas con Bolívar, cuyo contenido permaneció secreto. Como consecuencia de la distinta situación militar y política de ambos libertadores, San Martín anunció que renunciaba al Protectorado del Perú y que encargaba la terminación de las campañas de independencia de ese país a Bolívar.
Ese mismo día reembarcó hacia Lima, y a poco de llegar hizo expresa su renuncia al Protectorado, la que le fue aceptada el 20 de septiembre de 1822. El Congreso del Perú nombró Presidente de la Junta de Gobierno al general José de La Mar. San Martín regresó a Buenos Aires, y de allí emigró a Europa.

#### Fracasos y pérdida de Lima
San Martín había encargado al general Rudecindo Alvarado una campaña a los puertos intermedios entre Perú y Chile, para privar de la salida al mar a las tropas del virrey. En octubre de 1822, 4490 hombres al mando de Alvarado –entre los cuales 1700 rioplatenses, 1390 peruanos y 1200 chilenos– desembarcaron en Ilo y ocuparon Tacna. Desde allí avanzaron hacia la Sierra, buscando entrar en el Alto Perú, pero fueron derrotados en las batallas de Torata y Moquegua por Jerónimo Valdés. Debieron reembarcarse y regresar a Lima, muriendo muchos de ellos en un naufragio.
La derrota causó en febrero un golpe de Estado por el que La Mar fue derrocado y reemplazado por José de la Riva Agüero. Este solicitó la intervención de Bolívar, que envió desde Guayaquil 6000 hombres al mando de Sucre, que también era el encargado de negociar con el gobierno peruano los términos en que Bolívar intervendría en la guerra.
Una de las primeras acciones de Sucre fue insistir en una segunda campaña hacia los puertos intermedios entre Chile y Lima. Envió hacia el sur 2500 hombres al mando del general Santa Cruz, conducido por la flota dirigida por Martín Guisse. Desembarcaron en Arica, avanzaron rápidamente hacia el interior pasando por Tacna y Moquegua. Ambos bandos se adjudicaron la victoria en la indecisa Batalla de Zepita.
Ante la ausencia de las tropas de Santa Cruz y Gamarra, Lima estaba casi desguarnecida. El brigadier José Canterac organizó en Jauja un ejército de 8000 hombres con el que marchó sobre la capital, entrando en Lima el 18 de junio, mientras el Congreso evacuaba la ciudad y se retiraba a El Callao. No obstante, Canterac abandonó Lima un mes más tarde y se dirigió al sur por Jauja.
Sucre partió por mar y capturó Arequipa el 18 de agosto. Desde allí avanzó hasta Puno, pero no logró coordinar sus acciones con Santa Cruz, que continuó su marcha hasta Oruro. La rápida reacción realista –que sus cronistas llamaron la "campaña del talón"– dejó a Santa Cruz aislado; de modo que, sin presentar batalla, regresó apresuradamente a la costa y reembarcó su ejército hacia el norte. Arequipa fue recuperada por los realistas en octubre, forzando además a retornar a Chile a un ejército de 2500 hombres enviado en su auxilio.
Mientras tanto, a principios de septiembre llegó Bolívar con nuevos refuerzos a Lima, mientras estallaba un conflicto entre el nuevo presidente José Bernardo de Tagle y Riva Agüero, que se había instalado en Trujillo y se había puesto en contacto con los realistas. Ignorando las intrigas de Riva Agüero, Guisse se pasó a sus filas y bloqueó la costa peruana. De modo que Bolívar desgastó su ejército en una campaña contra Riva Agüero, que terminó con el arresto de este a fines de noviembre.
El 5 de febrero de 1824 se produjo la Sublevación del Callao, en que la tropa acantonada en este puerto –principalmente soldados rioplatenses, pero también chilenos y peruanos– se rebeló contra sus oficiales por el retraso de sus pagos y el estado de miseria en que se encontraban luego de su última campaña en el sur. Temiendo por las consecuencias de su rebelión, se pusieron bajo la dirección de los oficiales realistas prisioneros y enarbolaron la bandera española. También se produjo una sublevación de parte de los Granaderos, que se pasaron a los realistas.
La captura del puerto por los realistas causó una gran alarma en Lima. Viéndose incapaz de sostener su posición, Bolívar evacuó la capital, que fue ocupada por el ejército realista dirigido por José Ramón Rodil. Varias otras divisiones se pasaron también a los españoles, y el general Juan Antonio Monet trasladó los prisioneros del Callao hasta Puno.
En el bando realista surgió un conflicto tan grave como el que afrontaban los patriotas: el absolutista general Pedro Antonio Olañeta se rebeló contra la autoridad del virrey De la Serna, seguido por varios destacados oficiales, y al frente de unos 5000 soldados tomó el control de las cuatro provincias del Alto Perú en febrero de 1824. El virrey reaccionó enviando al general Valdés con un ejército equivalente, que persiguió a su enemigo por todo el Alto Perú. Tras varias batallas entre ambos bandos, a fines de agosto la situación era aún indecisa, pero había costado un enorme desgaste y pérdida de recursos al ejército realista.

#### La campaña de Ayacucho
Lo que quedaba del ejército libertador –unos 5000 hombres, de los cuales apenas unos 500 eran rioplatenses– se concentró en Trujillo, al mando de Bolívar. Allí recibió en el mes de mayo nuevos refuerzos llegados desde Bogotá, reuniendo un ejército de 8000 hombres con los que inició su avance hacia la Sierra en junio, aprovechando la división de las fuerzas realistas.
El ejército a órdenes directas del virrey De la Serna ocupaba el valle del Mantaro, excepto las tropas del general José de Canterac, situadas en el norte. Estas fueron alcanzadas por los independentistas a orillas del lago Junín el 6 de agosto. Confiando en la superioridad de sus fuerzas de caballería, Canterac se defendió del ataque de la caballería patriota solo con sus jinetes, de modo que la Batalla de Junín se luchó sin disparar un tiro. Inicialmente, las tropas de Canterac arrollaron a los patriotas en un desfiladero; pero un contraataque de los Húsares del Perú, comandados por el rioplatense Manuel Isidoro Suárez, logró desorganizar a su vez a los realistas. Un nuevo contraataque patriota decidió la victoria para las fuerzas de Bolívar.
Bolívar dejó el ejército bajo el mando de Sucre, que inició la marcha hacia el sur en busca de De la Serna. Este ordenó el regreso de Valdés con todas sus fuerzas desde el sur; por un acuerdo, Olañeta aportó 2500 hombres al ejército del virrey y quedó en poder de todo el Alto Perú. A fines de septiembre, Bolívar se comunicó con Olañeta, intentando unirlo a la causa independentista, pero no recibió respuesta.
Durante varias semanas, Sucre avanzó lentamente hacia el sur. Una rápida reacción de Valdés con las avanzadas realistas le permitió derrotar a Sucre el 3 de diciembre en la Batalla de Corpahuaico, cerca de Cangallo.
Pese a la derrota, Sucre se apresuró a volver a avanzar hacia Huamanga y seis días más tarde, el 9 de diciembre, el Ejército Unido inició la Batalla de Ayacucho. La superioridad táctica y moral de las fuerzas de Sucre, y un torpe contraataque de De la Serna –que cayó prisionero– decidieron la batalla, la campaña y toda la Guerra de Independencia Hispanoamericana a favor de los independentistas. En esta batalla combatió por última vez un escuadrón del Regimiento de Granaderos a Caballo, al mando de José Félix Bogado.
Los realistas tuvieron 1800 muertos y 700 heridos, contra los 370 muertos y 609 heridos patriotas. El jefe accidental del ejército realista, general Canterac, firmó esa noche con Sucre la Capitulación de Ayacucho, por la que el ejército realista del Perú renunciaba a continuar la lucha y sus oficiales y soldados podían marcharse a España.

### Independencia de Bolivia
El coronel José María Pérez de Urdininea, que había combatido en las Republiquetas y en la Guerra Gaucha, se radicó hacia 1820 en San Juan, donde fue elegido gobernador en 1822. Allí pretendió formar un ejército para invadir el Alto Perú, pero no logró reunir fondos ni consiguió apoyo en Buenos Aires. A pesar de todo logró formar un contingente de casi 500 hombres, que llevó a Salta y puso al mando de José María Paz. Instaló sus fuerzas en Humahuaca, pero estas permanecieron inactivas durante dos años.
El general Arenales se había trasladado a principios de 1823 a Salta, donde fue elegido gobernador en enero de 1824. Dedicó sus esfuerzos a intentar una última campaña al Alto Perú, aprovechando las tropas reunidas por Urdininea, más algunas otras tropas reunidas por Paz en Santiago del Estero.
El 4 de agosto de 1824, el gobernador Arenales nombró comandante general de Vanguardia al general Urdininea –a pedido del mariscal Sucre– para que se dirigiera al Alto Perú a atacar a Olañeta desde el sur. Este se puso en marcha el 3 de enero de 1825, con una fuerza de alrededor de 604 hombres.
En Puno –donde se hallaban los prisioneros del Callao– el general Pío Tristán desconoció la capitulación de Ayacucho y asumió el cargo de virrey, por lo que solicitó a Olañeta su cooperación. Olañeta se puso a sus órdenes, pero el comandante Francisco Anglada se rindió en La Paz y el coronel José María Fascio entregó Puno.
Tristán y otros jefes realistas se acogieron a la Capitulación de Ayacucho y abandonaron la guerra. Sucre propuso a Olañeta pasarse también de bando, conservando el mando en el Alto Perú, pero no logró más acuerdo que un armisticio por cuatro meses. Este fue desconocido por Bolívar, que ordenó a Sucre cruzar el Desaguadero. A medida que Olañeta abandonaba Oruro, Chuquisaca y Cochabamba, estas ciudades se iban entregando al ejército de Sucre. El gobernador de Santa Cruz, Aguilera, se rindió a las tropas patriotas en Valle Grande.
Conocida en Buenos Aires la noticia de Ayacucho, el ministro Manuel José García encargó al gobernador Arenales ajustar convenciones con los jefes realistas del Alto Perú, como así también avanzar con sus tropas hacia esa región. El 12 de marzo, el gobernador Arenales pidió instrucciones al Congreso Nacional y solicitó autorización para crear un ejército de 3292 hombres e, implícitamente, dinero para financiarlo.
Cuando Olañeta dejó Potosí, el teniente coronel Carlos Medinaceli se pasó de bando y el 1.º de abril atacó a Olañeta en el Combate de Tumusla, entre Cinti y Cotagaita, resultando muerto el último general realista.
Al saber de la muerte de Olañeta, Arenales envió en apoyo de Medinaceli desde Humahuaca a Pérez de Urdininea, pero este se autonombró Comandante en Jefe del Ejército Libertador de Chichas, poniéndose fuera del alcance de la autoridad de Arenales. El 7 de abril, el coronel Valdez se rindió ante Urdininea, pidiendo ser comprendido en la Capitulación de Ayacucho.
La guerra de la independencia argentina había terminado.

## Últimos reductos realistas en América continental
En lo que respecta directamente a la actual Argentina, la guerra de independencia había terminado. Pero aún habría algunos últimos reductos en la América Española: incluso dejando de lado las islas del Caribe, que seguirían en manos españolas hasta fines del siglo XIX, los españoles harían algunos últimos esfuerzos por resistir en sus antiguas colonias, o incluso reconquistarlas.
Las tropas del libertador Simón Bolívar ocuparon Lima con los refuerzos venidos de la Gran Colombia. Más allá de la capitulación de Ayacucho la guarnición de la fortaleza del Callao resistió comandado por el coronel Rodil, al frente de 2500 soldados realistas, que incluía sus regimientos veteranos de Chile, junto a los sublevados del Callao del antiguo ejército de los Andes, y que alojaron a unos 8000 civiles y soportaron el Sitio del Callao hasta su capitulación el 23 de enero de 1826, cuando la mitad de la guarnición había muerto de hambre y epidemia.
Otra plaza realista que resistió fue la isla de Chiloé, defendida tenazmente por sus habitantes, gobernados por Antonio de Quintanilla. Este había logrado rechazar un ataque chileno en la Batalla de Mocopulli en 1824. El presidente Ramón Freire dirigió personalmente una campaña contra la isla, que terminó con el Tratado de Tantauco, en enero de 1826, por el que Chiloé se incorporaba al Chile independiente.
Pedro Antonio Olañeta fue derrotado y muerto en 1825, y las fuerzas grancolombianas ocuparon Bolivia. Pero todavía en enero de 1828, el antiguo coronel realista Francisco Javier Aguilera, que había sido gobernador de Santa Cruz de la Sierra, se rebeló contra las autoridades patriotas de Bolivia. Fue rápidamente derrotado y ajusticiado.
México había declarado su independencia en septiembre de 1821, sin embargo el ejército realista novohispano resistió en la fortaleza de San Juan de Ulúa, Veracruz, hasta noviembre de 1825, en los Intentos de Reconquista en México que concluyen con la Batalla de Pueblo Viejo en septiembre de 1829.
En actual territorio argentino, los últimos realistas que enfrentaron al nuevo estado –aun cuando ya no formaban parte de un ya inexistente "bando realista"– fueron los hermanos Pincheira. Al mando de una guerrilla de montoneros realistas chilenos, se unieron a los indígenas pehuenches, realizando correrías en territorio de ese país al frente de una partida de entre 500 y 1000 hombres. Tras la muerte de dos de los Pincheira en 1823, sus hermanos se instalaron en la actual provincia del Neuquén, lanzando malones contra distintos lugares de la llanura pampeana hasta ser definitivamente destruidos por una partida chilena en la Batalla de las lagunas de Epulafquen, en 1832.

## Consecuencias
Las Provincias Unidas del Río de la Plata alcanzaron a través de la Guerra de Independencia su objetivo principal, independizar al ex Virreinato del Río de la Plata de su metrópoli, España. La primera nación en reconocer la independencia de las Provincias Unidas fue Gran Bretaña, que lo hizo oficialmente en un tratado del 2 de febrero de 1825. En 1826 las Provincias Unidas cambiaron su nombre por el actual, de República Argentina, oficializado en la Constitución de ese año.
España recién reconocería la independencia de la Argentina en el tratado del 29 de abril de 1857, –que fue rechazado– y por el tratado definitivo del 21 de septiembre de 1863.
No obstante, no se logró la independencia de un país unificado, sino de al menos cuatro: algo más de la mitad del territorio rioplatense que en esa época había sido ocupado por la población blanca pertenece hoy a la República Argentina, pero también existen en ese territorio las naciones de Paraguay, Bolivia y Uruguay. Por otro lado, las Misiones Orientales y algunos otros territorios cercanos terminaron de ser anexados definitivamente al Brasil como resultado de la dispersión de las fuerzas rioplatenses en la guerra de independencia y de los disensos internos.
Esto fue resultado del desarrollo de la Guerra de Independencia: las autoridades coloniales de estos tres territorios se negaron desde un principio a adherir a la Revolución de Mayo, y por largo tiempo tuvieron éxito en su negativa, derrotando repetidamente a los ejércitos rioplatenses.
Los repetidos fracasos de los ejércitos de las Provincias Unidas en sostener su dominación en el Alto Perú llevaron a esa región a madurar una identidad geográfica y social propia, que eclosionó tras la llegada del ejército libertador desde la Gran Colombia en la independencia de Bolivia.
La negativa de las autoridades virreinales paraguayas –y posteriormente de sus primeros gobiernos independientes– a pertenecer a las Provincias Unidas se mantuvo firme a lo largo de décadas, apoyada por la población, hasta que la independencia del Paraguay fue definitivamente reconocida por el gobierno argentino en la década de 1850.
Por último, la negativa de Montevideo a acatar a los gobiernos independientes, la negativa de los federales de Artigas a someterse a un gobierno centralizado y la invasión brasileña definieron asimismo a la Banda Oriental como un territorio con identidad propia, que terminó por alcanzar la independencia como Estado Oriental del Uruguay ante la falta de un triunfador claro en la Guerra del Brasil, la cual –desde este punto de vista– puede ser considerada una continuación de la Guerra de la Independencia Argentina.

### Anexos
- Anexo:Batallas y combates de la guerra de independencia de la Argentina
- Anexo:Cronología de la guerra de independencia de la Argentina
- Anexo:Comandantes destacados de la guerra de independencia de la Argentina